# Georges Bataille
Pour les articles homonymes, voir Bataille.
Georges Albert Maurice Victor Bataille, né le 10 septembre 1897 à Billom (Puy-de-Dôme) et mort le 9 juillet 1962 à Paris, est un écrivain, philosophe, romancier, poète, essayiste et bibliothécaire français.
Son œuvre se compose d'ouvrages de littérature, mais aussi d'anthropologie, de philosophie, d'économie, de sociologie et d'histoire de l'art. Il ne considère jamais l'écriture comme une fin en soi, mais comme un moyen lui permettant, à travers ses récits, romans, essais philosophiques et revues, de témoigner de ses différentes expériences et fascinations : « Il faut vouloir vivre les grands problèmes, par le corps et par l’esprit. » Ainsi, sa vie et son œuvre se confondent, mêlant mysticisme et érotisme.
À la croisée des savoirs et des grands débats idéologiques, philosophiques et anthropologiques de son temps, son œuvre est à la fois littéraire et philosophique, multiple, hétérogène, marginale et échappe aux étiquetages : « les catégories traditionnelles, les délimitations qu'elles établissent, se révèlent inappropriées ou encombrantes dès lors qu'on veut rendre compte de l'ensemble de ses écrits ». D'autant plus qu'il s'est évertué à brouiller les pistes, ainsi qu'il le déclare lui-même dans son dernier entretien, accordé à Madeleine Chapsal en mars 1961 : « Je dirais volontiers que ce dont je suis le plus fier, c'est d'avoir brouillé les cartes […] c'est-à-dire d'avoir associé la façon de rire la plus turbulente et la plus choquante, la plus scandaleuse, avec l'esprit religieux le plus profond. » Ce « brouillage » est d'autant plus manifeste en raison des multiples versions, manuscrits et dactylogrammes de ses textes, et aussi parce qu'il a souvent usé de pseudonymes pour signer certains écrits (notamment érotiques) : Troppmann, Lord Auch, Pierre Angélique, Louis Trente et Dianus.

## Biographie

### Famille et éducation

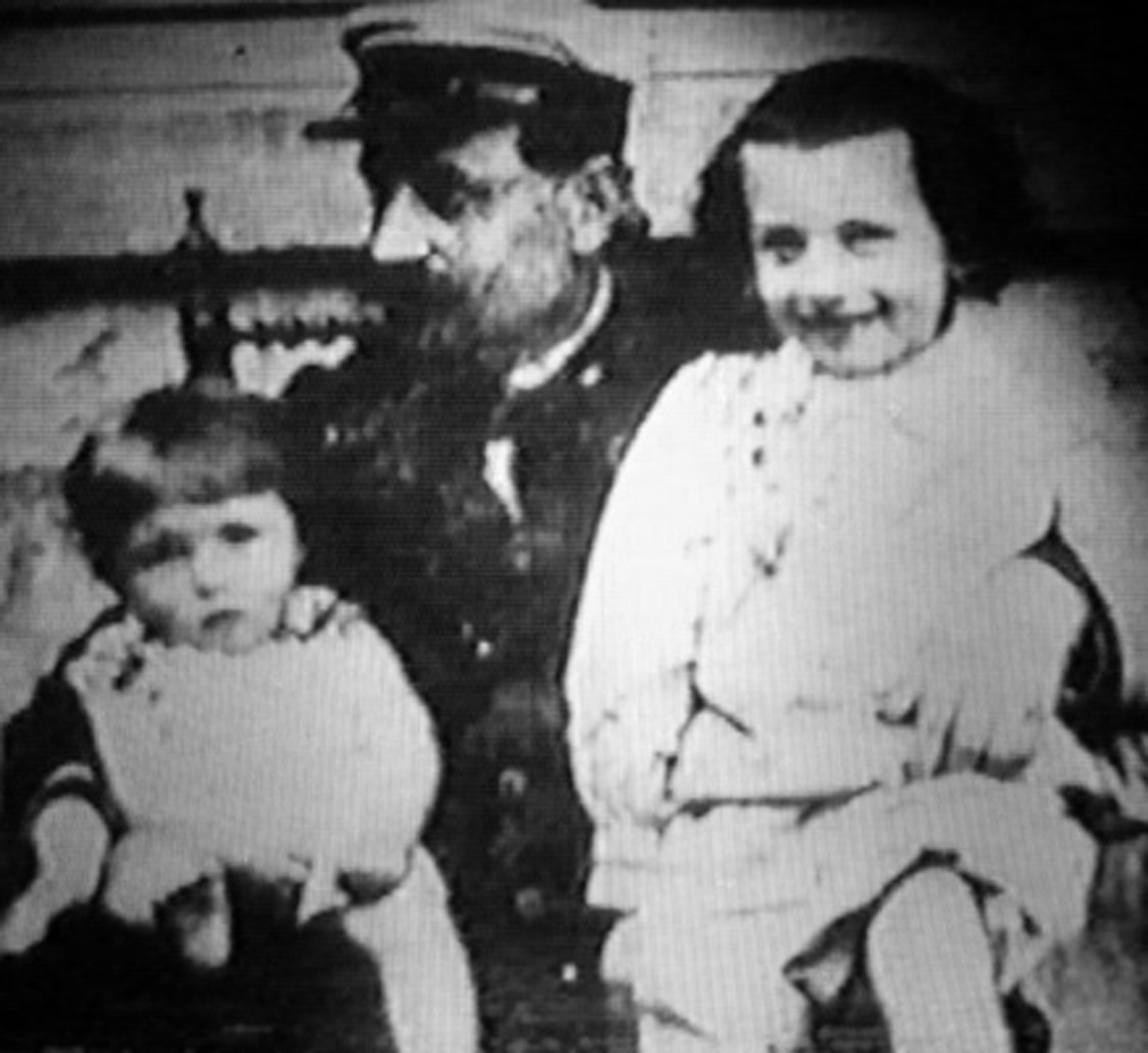
Georges Bataille, son père et son frère Martial (à droite), vers 1898. Collection Julie Bataille.

Le père de Georges, Joseph-Aristide Bataille, a épousé Marie-Antoinette Tournadre alors qu'il avait déjà 35 ans. Successivement économe de collège, employé à la maison centrale de Melun puis receveur buraliste, il a quarante-deux ans à la naissance de son deuxième fils : Georges. L'aîné de Georges, Martial, est celui qui va s'opposer à son frère lorsqu'en 1961 Bataille déclare dans une entrevue avec Madeleine Chapsal que son père était fou. Joseph-Aristide est atteint de syphilis, maladie qui s'est déclarée entre la naissance de ses deux enfants et qui progresse rapidement. À la naissance de Georges, il est déjà presque aveugle et ses membres sont paralysés, comme Bataille l'évoquera par le biais de la fiction, dans Histoire de l'œil (son premier récit publié, anonymement, en 1928) : « Je suis né d'un père P.G. qui m'a conçu déjà aveugle et qui peu après ma naissance fut cloué dans son fauteuil par sa sinistre maladie ».
Georges n'a que trois ans lorsqu'il est témoin des effets furieux de la maladie de son père : douleurs atroces, troubles des viscères, des sphincters : « il lui arrivait par exemple de conchier ses culottes ». Georges aime néanmoins ce père qui avait tout d'une « bête ». Il l'aime jusqu'à ce que son amour se transforme en haine quand commencent à se manifester les premiers signes de folie, que Georges constate vers 1911, à l'âge de quatorze ans. Selon lui, l'aveugle criait des insanités à caractère sexuel au médecin venu le soigner, ainsi qu'à sa femme qui perdit la raison pendant un temps : « Dis donc, docteur, quand tu auras fini de piner ma femme ».
La famille est alors installée à Reims, sans doute parce que le père y a été muté en 1898. Georges est baptisé à la paroisse Saint-André le 7 août 1898. Toutefois, Marie-Antoinette survit à son époux une quinzaine d'années en compagnie de ses enfants et il n'est plus, ensuite, question de sa folie. De l'enfance de Georges, on sait peu de choses à l'exception des souvenirs qu'il livre de ses parents. Tous se rapportent d'abord à l'affliction du père. Bataille écrit qu'il s'est adonné au plaisir de l'auto-mutilation avec son porte-plume « pour s'endurcir contre la douleur » dans Le Bleu du ciel, sans qu'il soit possible de distinguer la part autobiographique de ce récit et la part littéraire. Bataille ne l'a jamais écrit ouvertement, mais il a longtemps été convaincu que son père s'était livré sur lui à des attouchements incestueux, pédérastes, il aurait même parlé de viol.
Un récit inédit, intitulé Le Rêve, décrit ainsi ce père : « Je le vois avec un sourire fielleux et aveugle étendre des mains obscènes sur moi. Ce souvenir me paraît le plus terrible de tous ». On a fini par convaincre Bataille que ces scènes n'avaient pas pu avoir lieu à la cave comme il le raconte, puisque son père était paralysé, mais il reste sans doute possible que certains gestes du père aient pu paraître obscènes à l'enfant. C'est cette atmosphère traumatisante que décrit Bernard Noël dans son récit La Maladie de la chair.
Georges étudie au lycée de Reims jusqu'en classe de première, il poursuit ensuite au collège d'Épernay où il est pensionnaire à sa demande, il y obtient son premier baccalauréat en 1914.

### La foi en Dieu, conversion
Beaucoup de choses sont difficiles à comprendre, voire inexplicables, dans la démarche de Bataille. Pour quelle raison, affirme-t-il, en 1914, que « son affaire en ce monde était d'écrire, en particulier d'élaborer une philosophie paradoxale » ? Il a dix-sept ans à cette date, et rien n'explique pourquoi il découvre Dieu à ce moment-là : son père était irréligieux, sa mère indifférente. Il se convertit en août 1914 à la cathédrale de Reims où il assiste aux offices du cardinal Luçon. Toutefois, il semble qu'il ait reçu le baptême étant enfant.
Dès le mois de septembre de la même année, après la déclaration de guerre par l'Allemagne, Georges est évacué, avec sa mère et son frère, en même temps que les populations réfugiées à Reims depuis le début du mois d'août. Ils s'établissent à Riom-ès-Montagnes dans le Cantal, chez les Tournadre. Le père, incapable de se déplacer, a été laissé sur place, confié aux soins ponctuels d'une femme de ménage. Georges vit ce départ comme un abandon, il en ressentit une certaine culpabilité, d'autant qu'il ne reverra jamais son père vivant : Joseph-Aristide meurt le 6 novembre 1915.
Dans l'esprit de Bataille, la mort du père revient, par un cheminement de pensée complexe, à « la mort d'un dieu ». Sa conversion, passagère, est alors à assimiler à un rapprochement vers un Dieu de consolation. L'influence du christianisme sur sa pensée n'est pas simple à interpréter. Selon Michel Surya, « Georges Bataille ne fut jamais définitivement athée (jamais du moins au sens où l'athéisme ne fut pas pour lui une question), ce n'est pas parce qu'il n'y a pas de Dieu, pas davantage parce que Dieu est mort, mais parce qu'il y a plus fort que Dieu : plus fort parce qu'aveugle (« Dieu dans son infirmité est aveugle quand voir est mon infirmité »), aveugle et fou. Joseph-Aristide Bataille, à sa façon, était la “folie” de Dieu ».
À Riom, Georges mène une vie pieuse dans la maison de ses grands-parents Tournadre. Il passe son temps en promenades et en études, et il prépare son second baccalauréat. Il n'y a que de rares témoignages sur lui à cette époque : il aime chasser, pêcher les truites à mains nues. Entre dix-sept et vingt-trois ans, on le présente plutôt comme un jeune homme modèle, déférent. Le premier texte qu'il écrit en 1918 est un livre pieux, courte plaquette publiée à Saint-Flour : Notre-Dame de Rheims (sic). Il envisage de devenir prêtre, ce dont son oncle Victor le dissuade. Il passe tout de même une année scolaire, d'octobre 1917 à août 1918 au séminaire de Saint-Flour, qu'il quitte à la fin de la guerre pour entrer à Paris à l'École nationale des chartes où il est admis en novembre 1918. Avant d'entrer au séminaire, il est brièvement mobilisé en 1916 et renvoyé en 1917 pour raisons de santé : des problèmes pulmonaires ont été détectés,. Notre-Dame de Rheims n'est pas à compter dans l'œuvre littéraire de Bataille : anecdotique, autobiographique, il reste seulement un témoignage précis de la jeunesse de l'auteur. L'image des ruines de Notre-Dame de Reims, encore debout, peut être vue comme le symbole de la foi dressée contre l'irréligion, mais inversement, assimilée à l'image de la mère, ses ruines sont aussi le symbole inconscient du doute et de l'abandon : « Elle avait cessé de donner la vie ; elle s'étend comme un cadavre ».
À Paris, il se plonge dans Le Latin mystique de Remy de Gourmont, qui devient son livre de chevet, et Odon de Cluny. Mais, bien que très pieux et très austère, il ne pousse pas aussi loin le déni de la chair que le préconisent Odon de Cluny et Remy de Gourmont.

### Évolution du jeune homme

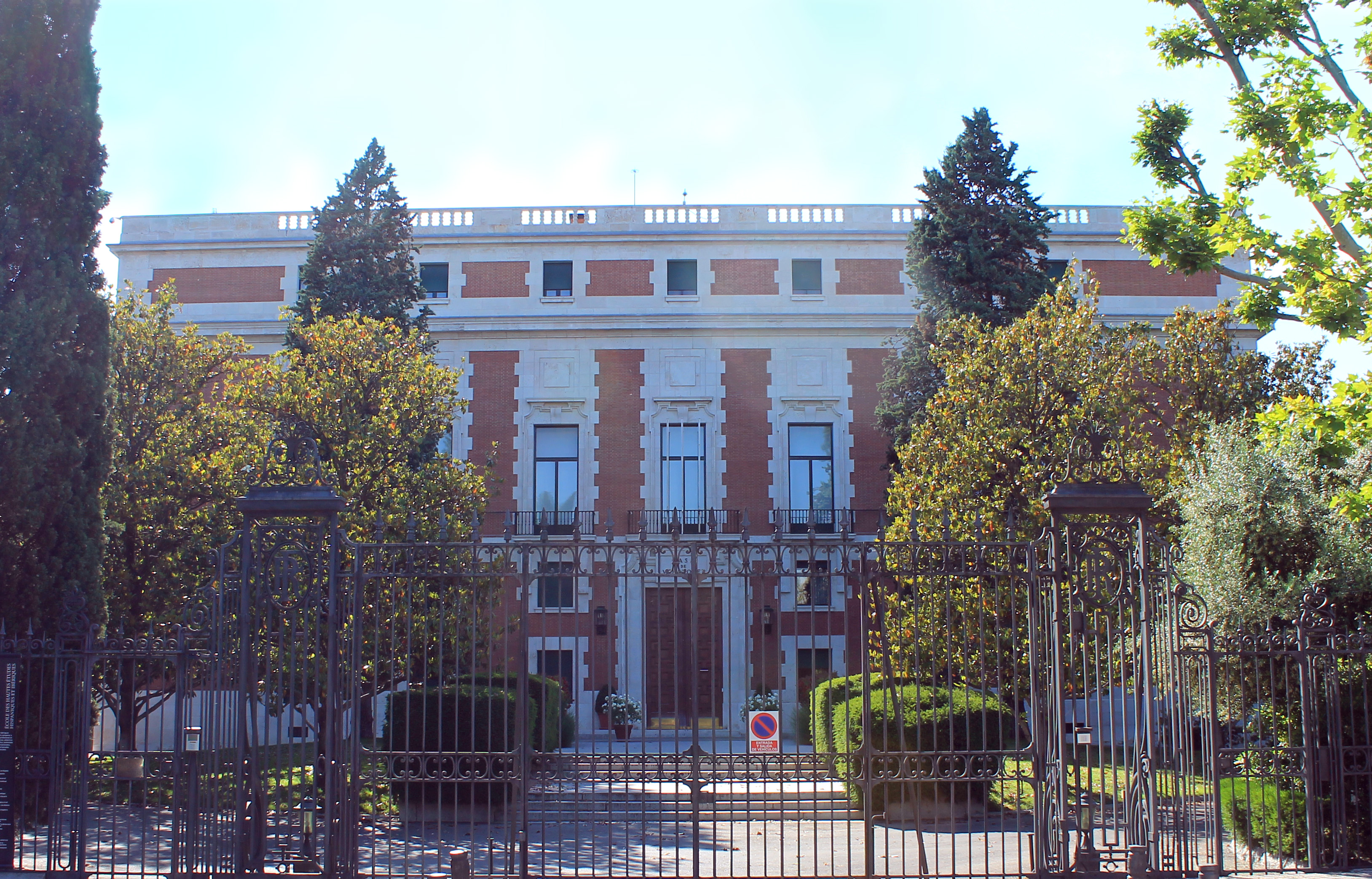
Casa de Velázquez.

Henri Bergson.

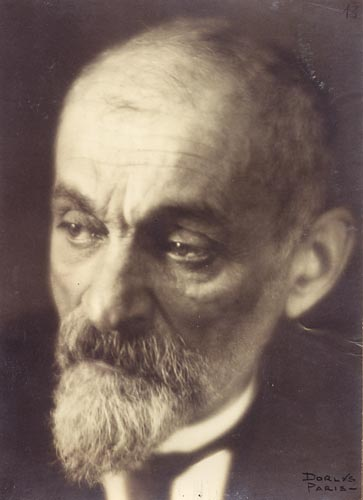
Léon Chestov, 1927.

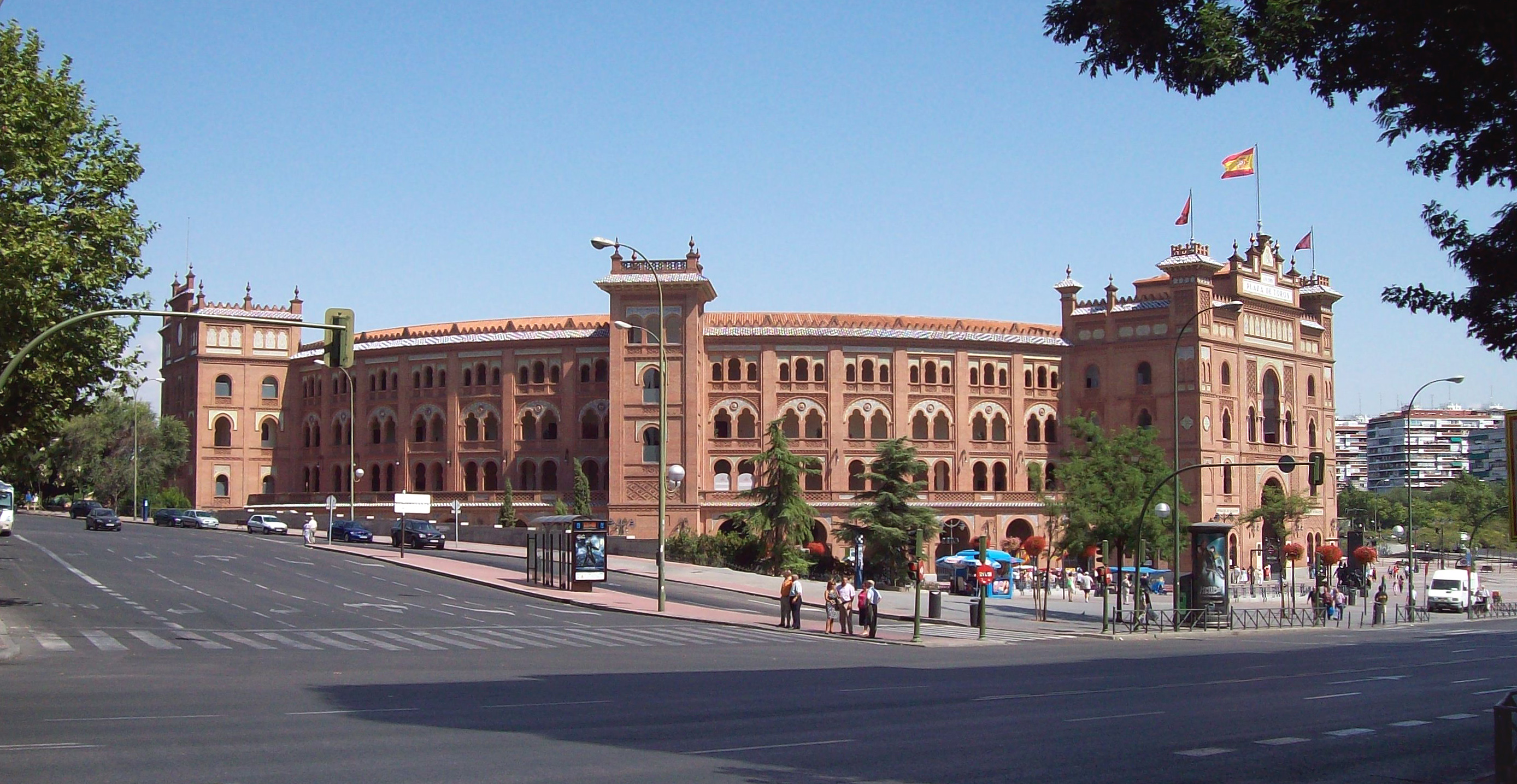
Las Ventas, arène de Madrid.

Bataille a vingt-deux ans lorsqu'il tombe amoureux de Marie Delteil, fille de Jules Delteil, médecin de sa mère, et dont il va demander la main. Expérience douloureuse pour lui comme pour Marie : la demande est refusée en raison des craintes du père sur l'hérédité de Bataille. Déstabilisé, Georges, qui a déjà un penchant pour les femmes, écrit à sa cousine Marie-Louise Bataille le 9 août 1919 : « Je ne sais plus ce qu'il m'arrivera à travers la tête car il y a déjà longtemps que ma pauvre tête porte je ne sais quoi qui la promet à toutes les aventures ».

En 1920, le jeune homme hésite entre voyager ou vivre en reclus. Il est attiré par l'Orient mais son premier voyage l'emmène en Angleterre pour un séjour d'étude au British Museum de Londres. À cette occasion, il passe trois jours à l'abbaye Notre-Dame de Quarr dans l'île de Wight, séjour fortuit qui n'a aucune influence sur sa décision : entre l'agitation et la contemplation, c'est l'agitation qui l'emporte, semble-t-il. Lors de son séjour à Londres, il rencontre Henri Bergson, et lit Le Rire qui est une grande déception pour lui. Il revient sur cet événement important à deux reprises, la première fois dans L’Expérience Intérieure :

« le rire était révélation, ouvrait le fond des choses. Je dirai l’occasion d’où ce rire est sorti : j’étais à Londres (en 1920) et devais me trouver à table avec Bergson ; je n’avais alors rien lu de lui (ni d’ailleurs, peu s’en faut, d’autres philosophes) ; j’eus cette curiosité, me trouvant au British Museum je demandai le Rire (le plus court de ses livres) ; la lecture m’irrita, la théorie me sembla courte (là-dessus le personnage me déçut : ce petit homme prudent, philosophe !) mais la question, le sens demeuré caché du rire, fut dès lors à mes yeux la question clé (liée au rire heureux, intime, dont je vis sur le coup que j’étais possédé), l’énigme qu’à tout prix je résoudrai (qui, résolue, d’elle-même résoudrait tout). »

 Il y revient plus longuement dans une conférence de 1953 : Non-savoir, rire et larmes : 

« à Londres, j’ai été reçu dans une maison où l’on recevait également Bergson.
[...] j’avais bien lu quelques pages de Bergson, mais j’ai eu la réaction très simple que l’on peut avoir à l’idée que l’on va rencontrer un grand philosophe, on est embarrassé de ne rien connaître, ou presque rien, de sa philosophie. Alors, comme je l’ai d’ailleurs dit dans un de mes livres, mais je voudrais le raconter ici de façon un peu plus précise, je suis allé au British Museum, et j’ai lu Le Rire" de Bergson. Ce n’est pas une lecture qui m’a beaucoup satisfait, mais elle m’a tout de même fortement intéressé. Et je n’ai pas cessé, dans mes diverses considérations sur le rire, de me référer à cette théorie, qui me paraît tout de même l’une des plus profondes que l’on ait développées. J’ai donc lu ce petit livre, qui m’a passionné pour d’autres raisons que le contenu qu’il développait. Ce qui m’a passionné à ce moment-là, c’est la possibilité de réfléchir sur le rire, la possibilité de faire du rire l’objet d’une réflexion. Je voulais de plus en plus approfondir cette réflexion, m’éloigner de ce que j’avais pu retenir du livre de Bergson, mais elle a pris tout d’abord cette tendance, que j’ai cherché à vous représenter, à être en même temps une expérience et une réflexion. »

Après son séjour sur l’île de Wight, il abandonne sa vocation monastique, mais selon Michel Surya, l'abandon de la foi semble plus difficile à dater précisément : « on aurait tort de croire, si vive qu'en ait été la révélation, que le rire remplaça sans délai la révélation qu'il eut en 1914 ». Jean-Jacques Roubine précise que c'est peu à peu qu'il va découvrir « le rire Nietzschéen ». Il soutient, en 1922 (30, 31 janvier et 1er février), une thèse sur L'ordre de la chevalerie, conte en vers du XIIIe siècle, avec introduction et notes. Reçu deuxième de sa promotion, il est nommé archiviste paléographe, et comme tel, il est envoyé à l'École des hautes études hispaniques de Madrid, actuelle Casa de Velázquez.

À Madrid, Bataille, toujours croyant, reste isolé ; il continue de rêver de l'Orient qui reste son seul but. Il décrit son projet dans une lettre à Marie-Louise Bataille : aller au Maroc. Il n'a pas encore découvert l'Espagne qu'il verra plus tard « grave et tragique » et son peuple « angoissé ». Enfermé dans sa piété, qu'il efface par la suite en lui superposant l'image d'une danseuse de flamenco, qu'il allait voir chaque soir et dont il dit, en 1946 : « Un petit animal de cette race me semble propre à mettre le feu dans un lit de façon plus ravageante que n'importe quelle créature. » Bataille s'ennuie. Deux événements le sortent de sa torpeur : la prestation d'un chanteur de flamenco à Grenade, et une corrida du 7 mai 1922 à Madrid où le matador Manuel Granero est mutilé par le taureau qui lui défonce l'œil droit. Le torero meurt, il a à peine vingt ans. Toutefois cette horrible scène ne déclenche pas l'effroi immédiat chez Bataille qui était placé trop loin pour voir. Il va ensuite recréer cet événement en imagination, d'après les récits qu'on lui fait. Plus tard, dans Histoire de l'œil, il consacre un chapitre à cet épisode sanglant intitulé : L'œil de Granero. À ce moment sans doute, naît en lui ce plaisir mêlé d'angoisse qu'il décrit ainsi :

« Jamais, dès lors, je n'allais aux courses de taureaux sans que l'angoisse ne me tendît les nerfs intensément. L'angoisse en aucune mesure n'atténuait le désir d'aller aux arènes. […] Je commençais à comprendre alors que le malaise est souvent le secret des plaisirs les plus grands. »

De retour à Paris, en 1923, Bataille se lie d'amitié avec le vaudois Alfred Métraux auquel il expose une forme de morale cynique (Le Joyeux cynique), acquise par les lectures de Gide, Nietzsche et Dostoïevski. Métraux observe chez son ami une forme de « conversion », un éloignement de toute piété. État d'esprit qui s'amplifie avec la fréquentation de Léon Chestov qui le guide dans sa lecture de Nietzsche et de Platon :

« Léon Chestov philosophait à partir de Dostoïevski et de Nietzsche, ce qui me séduisait. (…). Il se scandalisa de mon aversion outrée pour les études philosophiques et je l'écoutai docilement lorsqu'il me guida avec beaucoup de sens dans la lecture de Platon. C'est à lui que je dois la base de connaissances philosophiques qui, sans avoir le caractère de ce qu'il est commun d'attendre sous ce nom, à la longue n'en sont pas moins devenues réelles. Peu après je devais comme toute ma génération m'incliner vers le marxisme. Chestov était un émigré socialiste et je m'éloignai de lui, mais je lui garde une grande reconnaissance, ce qu'il sut me dire de Platon était ce que j'avais besoin d'entendre. »

Ainsi, l'ancien idéaliste qui envisageait de se faire représentant de Dieu devient bientôt le plus violent de ses apostats. Chestov lui communique sa philosophie de la tragédie. Bataille étudie toute l'œuvre de Chestov, son intention de publier cette étude ne sera jamais menée à bien. En revanche, il cosigne avec Teresa Beresovski-Chestov la traduction d'un livre de Léon Chestov intitulé L'Idée de Bien chez Tolstoï et Nietzsche, philosophie et prédication, qui paraît en 1925 aux Éditions du Siècle. Il est probable que Bataille s'est surtout chargé de la mise en français, sa connaissance du russe étant très rudimentaire. C'est de cette année que date sa « conversion à rebours », faisant l'expérience que Nietzsche avait faite avant lui : « Les difficultés que rencontra Nietzsche - lâchant Dieu et lâchant le bien, toutefois brûlant de l'ardeur de ceux qui pour le bien ou Dieu se firent tuer - je les rencontrai à mon tour ».

### Vers le surréalisme et la débauche

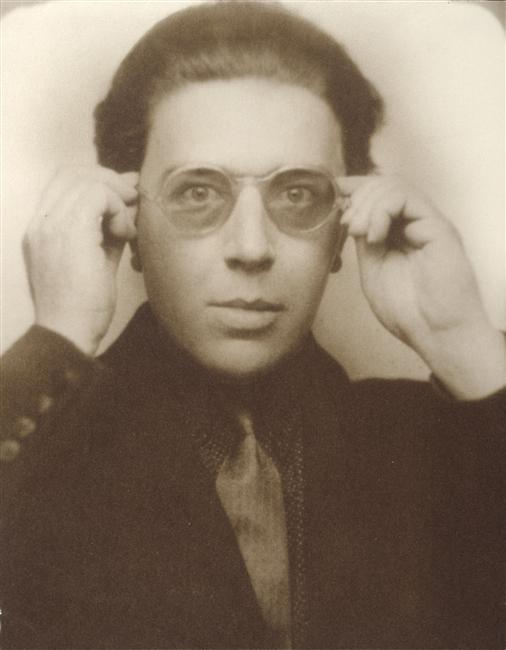
André Breton en 1924.

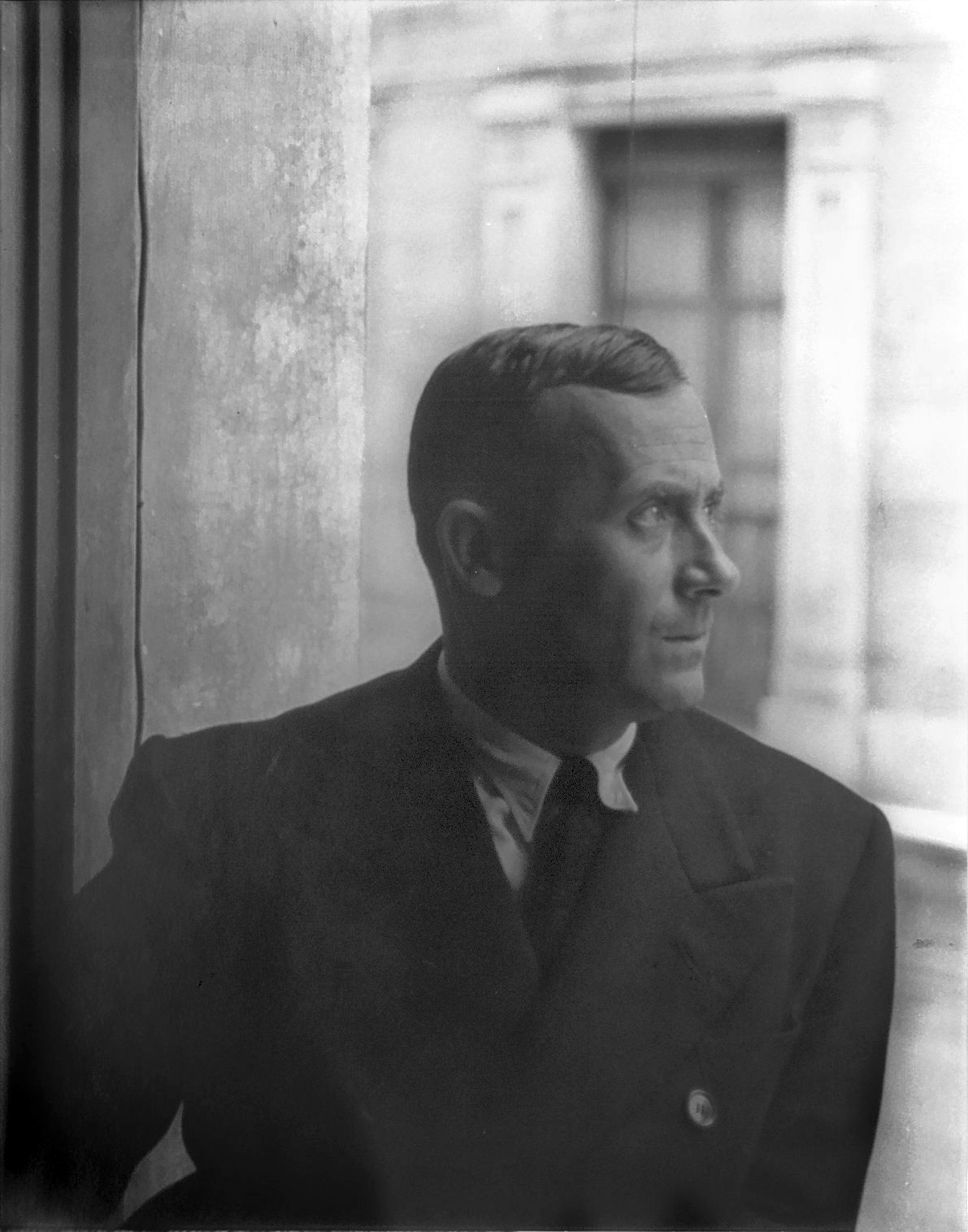
Joan Miró.

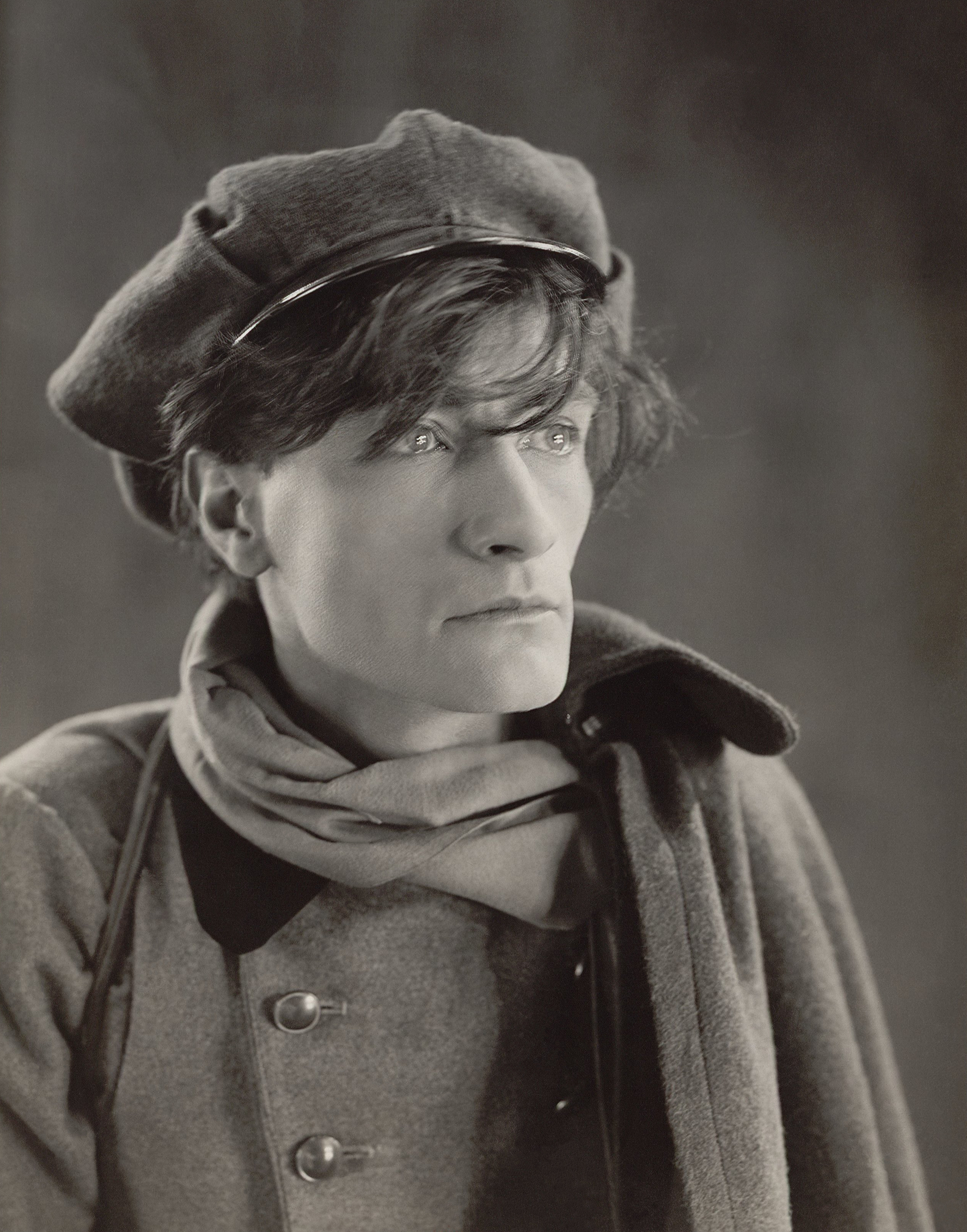
Antonin Artaud dans Le juif errant.

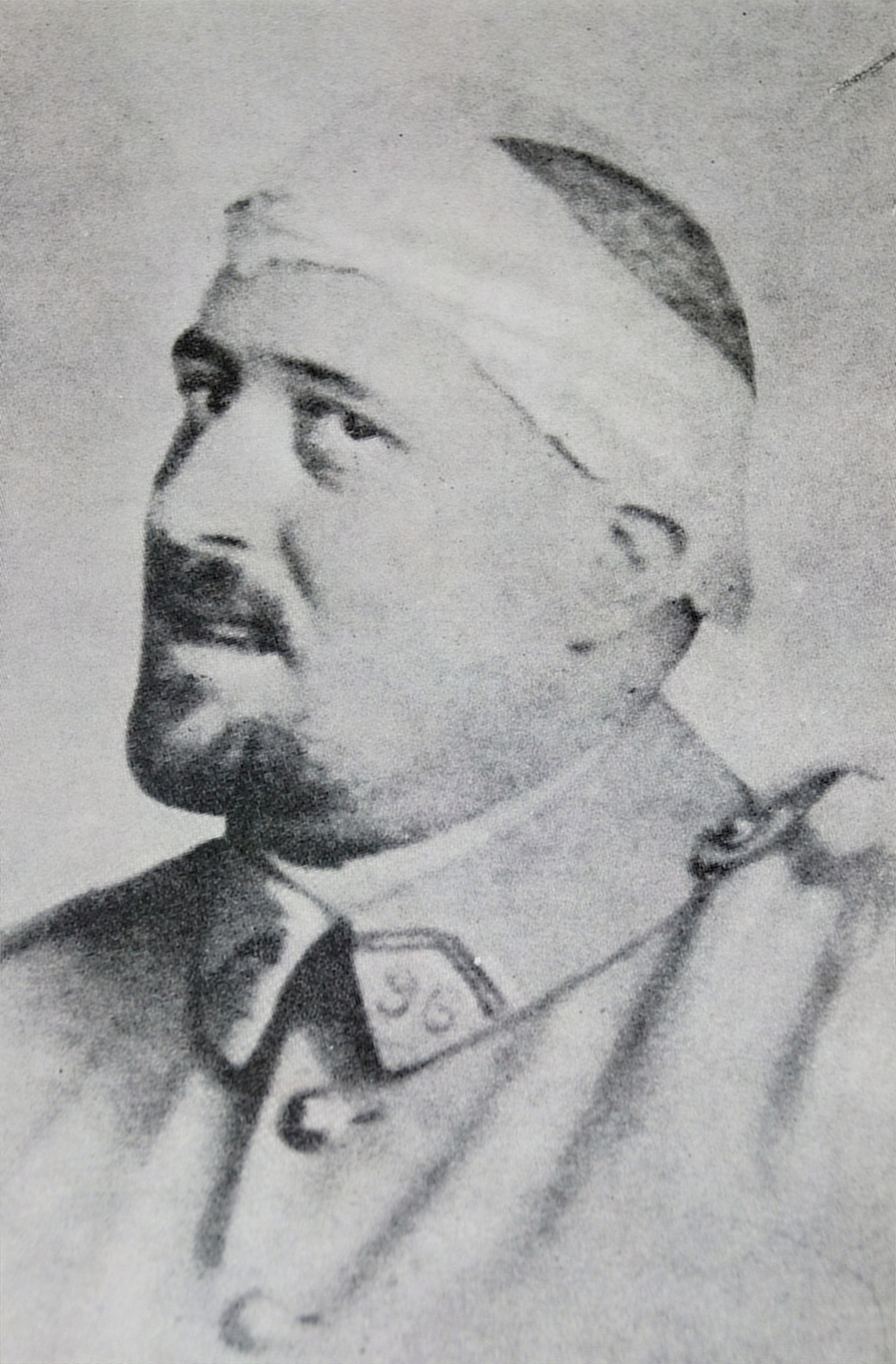
Guillaume Apollinaire en 1916.

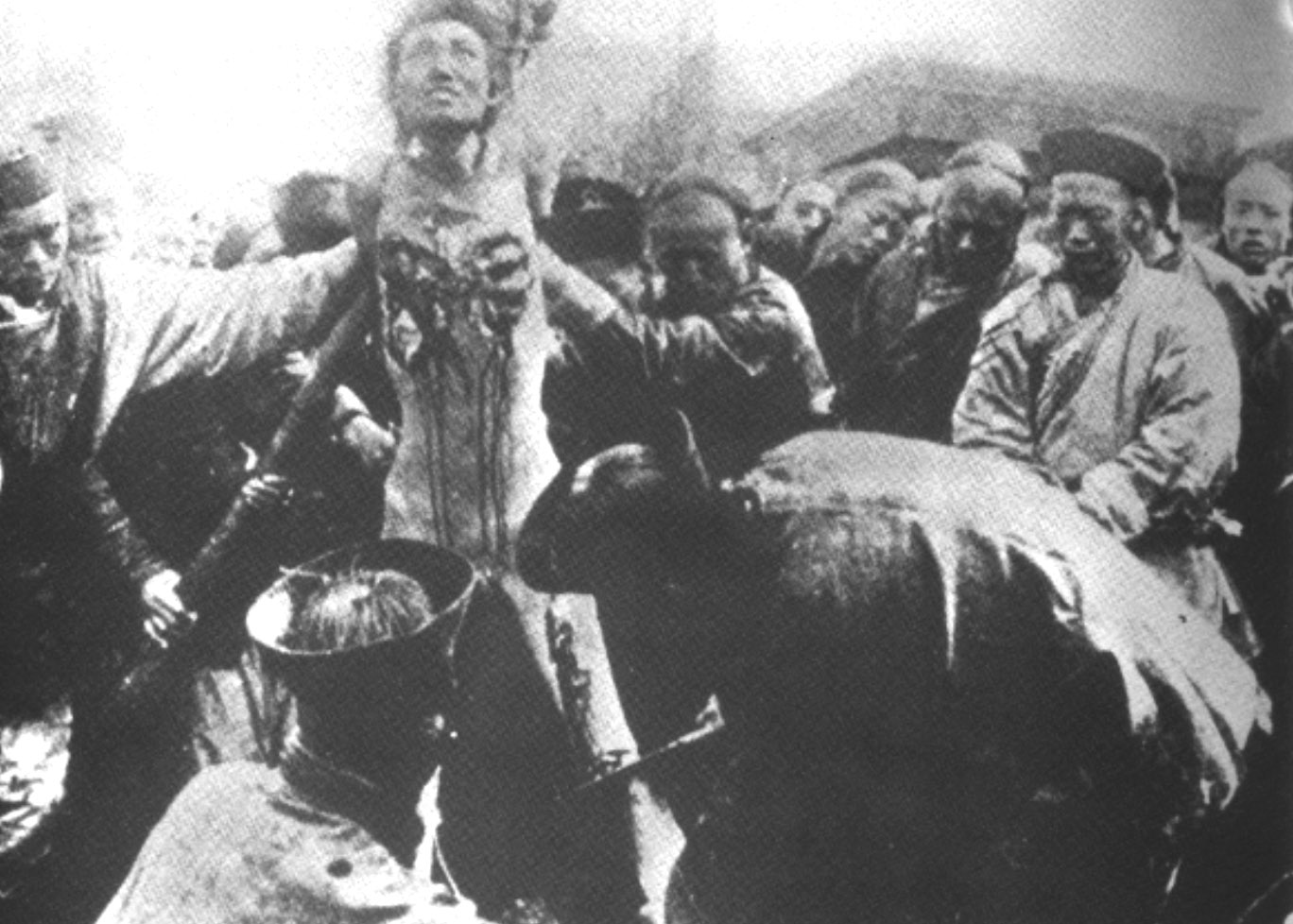
Lingchi de Fou-Tchou Li, que le Dr Adrien Borel montre à Bataille au cours de sa psychanalyse.

1924 est une année-clé dans la carrière et l'évolution politique de Bataille. « L'année 1924 voit la fondation officielle du groupe surréaliste. On dit souvent d'un mouvement qu'il est « dans l'air », et il est vrai qu'il en est ainsi de celui-ci. Non seulement autour de Breton, mais un peu partout ailleurs, on cherchait à rassembler en vue d'un travail nouveau et efficace. Le mot était, depuis Apollinaire, trouvé. Une revue dirigée par Yvan Goll publie son premier numéro. Elle s'appelle Surréalisme. En fin de compte, le mouvement s'agrège autour de Breton, riche d'une expérience unique et seul capable de lui donner sa charte : le Manifeste du surréalisme. Le groupe a en outre sa permanence au Bureau des recherches surréalistes, 15 rue de Grenelle, et à partir du premier décembre, son organe : La Révolution surréaliste. » Breton est alors entouré « d'André Masson, et plus tard, de Michel Leiris, Théodore Fraenkel, Georges Limbour, Joseph Delteil, Antonin Artaud, Mathias Lübeck, Jacques-André Boiffard, Jean Carrive, Georges Malkine, Maxime Alexandre, etc. Ils sont presque tous jeunes, certains sont même adolescents. » Ceux-là participent au Bureau de recherches surréalistes du no 15 rue de Grenelle. Masson, Leiris, Fraenkel ont une influence considérable sur le futur philosophe, même si Bataille ne se considérait pas comme philosophe et sur sa prise de conscience politique, jusque-là très limitée. « Le surréalisme aussi (on est tenté de dire surtout), était l'enjeu. Celui que, consentant ou non, Bataille allait de près ou de loin partager. » Mais le Manifeste du surréalisme lui a semblé illisible, l'écriture automatique, ennuyeuse, Breton prétentieux et conventionnel, Aragon décevant. Nommé bibliothécaire au Département des Médailles de la Bibliothèque nationale cette même année, il rencontre Michel Leiris peu avant son adhésion au surréalisme. Les deux hommes nouent une profonde amitié. Leiris le décrit comme un dandy « très bourgeoisement vêtu », qui « n'avait rien d'un bohème » .

Leiris a laissé ses impressions sur sa première rencontre avec Bataille en 1924 : 

« J’admirais non seulement sa culture beaucoup plus étendue et diverse que la mienne, mais son esprit non conformiste marqué par ce qu’on n’était pas encore convenu de nommer l’« humour noir ». J’étais sensible aussi aux dehors mêmes du personnage qui, plutôt maigre et d’allure à la fois dans le siècle et romantique, possédait (en plus juvénile bien sûr et avec une moindre discrétion) l’élégance dont il ne se départirait jamais, lors même que son maintien alourdi lui aurait donné cet air quelque peu paysan que la plupart ont connu, élégance toute en profondeur et qui se manifestait sans aucun vain déploiement de faste vestimentaire. À ses yeux assez rapprochés et enfoncés, riches de tout le bleu du ciel, s’alliait sa curieuse dentition de bête des bois, fréquemment découverte par un rire que (peut-être à tort) je jugeais sarcastique. »

 Bataille est alors, comme il l'écrit plus tard, dans une période « décousue ». Il trouve Dada « pas assez idiot », l'idée d'entrer dans le surréalisme comme on entre en religion lui déplaît déjà. Il aime agiter des idées avec Leiris et Jacques Lavaud, et envisage alors de fonder avec ses compagnons « un mouvement Oui, impliquant un perpétuel acquiescement à toutes choses et qui aurait sur le mouvement Non, qu'avait été Dada la supériorité d'échapper à ce qu'a de puéril une négation systématiquement provocante. »
Déjà « schismatique en puissance » comme le qualifie André Masson, Bataille n'a que faire de la moralisation de Breton. Le futur « pape du surréalisme » réunissait rue Fontaine un certain nombre d'amis, tandis que Masson et sa joyeuse bande de la rue Blomet, composée notamment de Joan Miró, Antonin Artaud, Georges Limbour, Leiris, formaient déjà un foyer de dissidence, prônant la liberté sexuelle, contrairement à Breton. Une autre annexe dissidente s'est également formée rue du Château, dans un pavillon remis à neuf grâce à Marcel Duhamel, qui s'y installe en compagnie de Jacques Prévert et Yves Tanguy. Bataille fréquente les deux au moment où paraît la revue Surréalisme, dirigée par Yvan Goll, à laquelle participent notamment Antonin Artaud, Robert Delaunay, Guillaume Apollinaire (en annexé), Pierre Reverdy, Joseph Delteil. La revue Surréalisme créée par Yvan Goll dans « l'évident dessein de couper l'herbe sous les pieds de Breton » s'ouvre à chaque parution avec un Manifeste du surréalisme, dont Maurice Martin du Gard écrit dans Les Nouvelles littéraires du 11 octobre 1924 qu'ils sont moins discutables que celui de Breton, lequel s'est approprié le néologisme surréalisme forgé par Apollinaire en 1917.
Le groupe de la rue Blomet se rallie d'abord à celui de la rue du Château, puis au printemps 1924 à la rue Fontaine. Mais les surréalistes comptent alors plusieurs chapelles qui ne trouvent pas toutes à s'exprimer. Dès 1925, Bataille, qui juge mal Breton tout en l'admirant, est pratiquement le seul à ne pas lui faire allégeance. Sans le savoir, il dispose déjà d'une influence certaine. Il faut tous les efforts de Michel Leiris pour l'amener à collaborer à La Révolution surréaliste à partir d'octobre 1925. Car malgré son admiration pour les surréalistes, Bataille perçoit déjà chez eux un idéalisme ainsi qu'un engourdissement dont il craint qu'il ne le gagne lui-même. Et à travers l'attitude hautaine d'Aragon à son égard, Bataille perçoit déjà la supercherie du surréalisme. « Notre malheur commun était de vivre dans un monde devenu vide à nos yeux, et d'avoir, à défaut de profondes vertus, la nécessité de nous satisfaire en prenant l'aspect […] de ce que nous n'avions pas le moyen d'être. »
En 1925, Bataille écrit des récits historiques : L'Ordre de la chevalerie, qu'il propose à la Société des anciens textes français qui le refuse, ainsi que Bérinus un récit en prose se déroulant au XIVe siècle, refusé également par la Société. L'année suivante il commence à donner des articles savants à la revue Aréthuse, en même temps qu'il poursuit son œuvre de fiction avec des textes scandaleux et secrets, dont rien n'est encore publié. Il s'agit notamment d'une nouvelle W.C., texte « violemment opposé à toute dignité » dont il prétend avoir brûlé le manuscrit, mais dont Michel Leiris estime qu'il l'a réutilisé sous d'autres formes, dans une des multiples versions du Bleu du ciel, et qu'il l'a également en partie re-publié en 1945, dans Dirty.
Depuis son arrivée à Paris, Bataille s'est peu à peu lancé dans une débauche qui étonne son ami Leiris. Courant de maison close en maison close, il mène une vie dissolue de débauché et buveur. Michel Surya résume cette période en disant qu'alors, pour Bataille, « le bordel s'est substitué à l'église ». Dès 1926, il devient le philosophe débauché qui écrit à la première page de l'Histoire de l'œil : « J'ai été élevé très seul et aussi loin que je me rappelle, j'étais angoissé par tout ce qui est sexuel ». À cette époque, Bataille s'adonne aussi à la boisson et au jeu. L'aspect obsessionnel de ses écrits inquiète le docteur Camille Dausse, qui suggère à l'écrivain une psychanalyse auprès du docteur Adrien Borel, psychiatre qui a fondé la Société psychanalytique de Paris et qui reçoit de nombreux artistes parmi lesquels Raymond Queneau, Colette Peignot, Michel Leiris. Cette analyse dure un an, Bataille la déclare peu orthodoxe, mais néanmoins bienfaisante. Le docteur Borel lui montre des photos du supplice de Fou-Tchou Li, découpé vivant. L'image du supplicié rappelle à Bataille le visage torturé de son père, elle jouera un rôle essentiel dans la « méthode de méditation » de l'écrivain.
En 1927, il rencontre Sylvia Maklès, juive roumaine née en France, actrice issue de l'académie Charles Dullin, qu'il épouse le 20 mars de l'année suivante. Il continue à fréquenter les boîtes et les bordels « avec sa femme ou sans elle ? De toutes les femmes - ou presque - avec lesquelles il vécut il a fait des complices. Il est douteux que la première qu'on lui connaît ne le fût pas aussi. [...] Non qu'il fût moins amoureux [...] Bataille débauché est aussi sentimental ; qui plus est il ne sera pas le seul que séduira le charme considérable de Sylvia Bataille ». Il quitte l'appartement où il vivait avec sa mère et son frère 85, rue de Rennes. Le couple s'installe avenue de Ségur, et par la suite rue Vauvenargues puis à Boulogne-sur-Seine avant de s'établir à Issy-les-Moulineaux. Ils ont une fille prénommée Laurence, née le 10 juin 1930, cinq mois après la mort de sa grand-mère. On sait peu de choses sur la vie privée des deux époux, si ce n'est que Georges Bataille n'était pas de nature fidèle. On sait également qu'il souffrit lorsqu'ils se séparèrent en 1934 et qu'il attendit 1946 pour divorcer : « Le Bleu du ciel témoigne de la crise traversée au moment de la séparation d'avec Sylvia, sans toutefois en être le récit ». Il a en effet très peu écrit sur son mariage. Selon Laurence Bataille, le personnage d'Édith dans Le Bleu du ciel est sans aucun doute celui de la femme de Bataille. Michel Surya précise : « La seule évocation littéraire de ce mariage n'est donc pas seulement tardive, elle est aussi, sans recours, négative, portée au pire, comme le furent généralement toutes celles de sa vie privée [...] comme le sera [...] celle de la mort de sa mère, en 1930 ». Évoquant la mort de sa mère, le 15 janvier 1930, et les scènes du cadavre maternel présentes dans ses textes, Michel Surya interroge : « l'horreur de la mort est réelle, et les pleurs le sont... Mais l'agenouillement, mais les prières, mais la supplication ? ». Il avait vécu avec elle jusqu'à l'âge de 31 ans. Dans un de ses textes, Bataille fait dire crûment à Louis Trente, auteur pseudonyme du récit intitulé Le Petit : « Je me suis branlé nu, dans la nuit, devant le cadavre de ma mère », scène qui réapparaît dans Le Bleu du ciel. Elle est plus développée encore dans un court texte des Écrits posthumes : « [...] entre l'accouchement qui m'avait donné la vie et la morte pour laquelle j'éprouvais alors un amour désespéré qui s'était exprimé à plusieurs reprises par de terribles sanglots puérils. La volupté extrême de mes souvenirs me poussa à me rendre dans cette chambre orgiaque pour m'y branler amoureusement en regardant le cadavre ». De l'avis de Michel Surya, « se branler auprès d'une dépouille aimée » n'en est pas moins « un hommage ». Dans Ma Mère (inachevé), qui est une sorte de prolongement de Madame Edwarda, le thème de l'érotisme maternel et incestueux est encore évoqué : « Étais-je même amoureux de ma mère ? J'ai adoré ma mère, je ne l'ai pas aimée ».
Bataille, qui est dès lors obsédé par la mort (« Ma propre mort m'obsède comme une cochonnerie obscène et par conséquent horriblement désirable »), s'éloigne un temps de ses plus proches amis. Un épisode de la vie de l'auteur inspire en partie deux récits : Madame Edwarda et surtout Sainte, court récit posthume et inachevé, publié aux Éditions Léo Scheer. Bataille s'était épris d'une prostituée, Violette, qu'il voulait sortir de sa condition, mais il ne la revit plus après plusieurs visites car elle avait été déplacée. Cet épisode secret a été livré dans un entretien de Michel Surya avec Diane Bataille (née Diane de Beauharnais Kotchoubey) qui précise que Bataille avait dépensé la presque totalité de l'héritage de sa mère pour faire sortir Violette.

### L'engagement politique, les revues

#### La revueDocuments

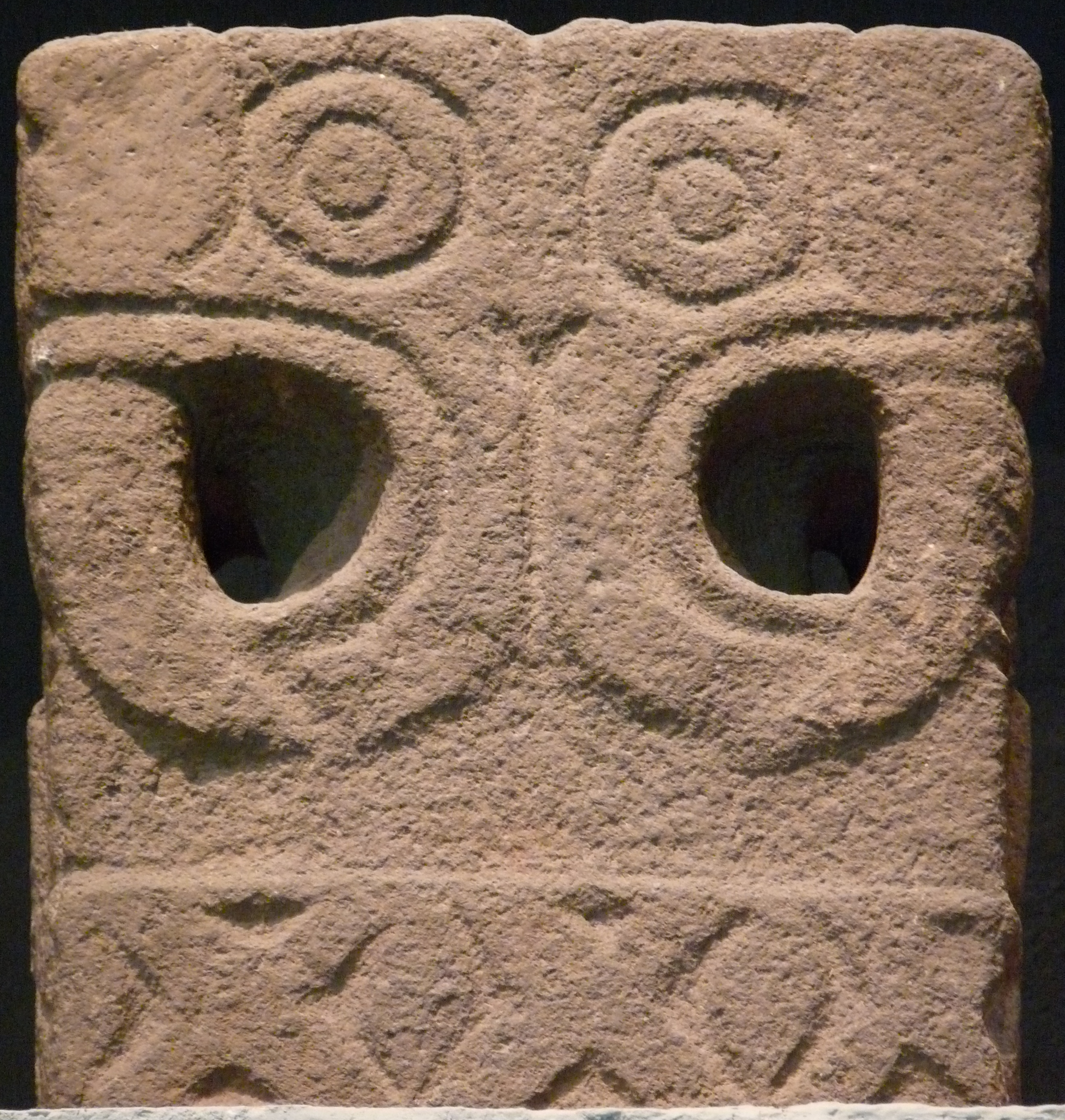
autel de sacrifice humain aztèque, Musée national d'anthropologie de Mexico.

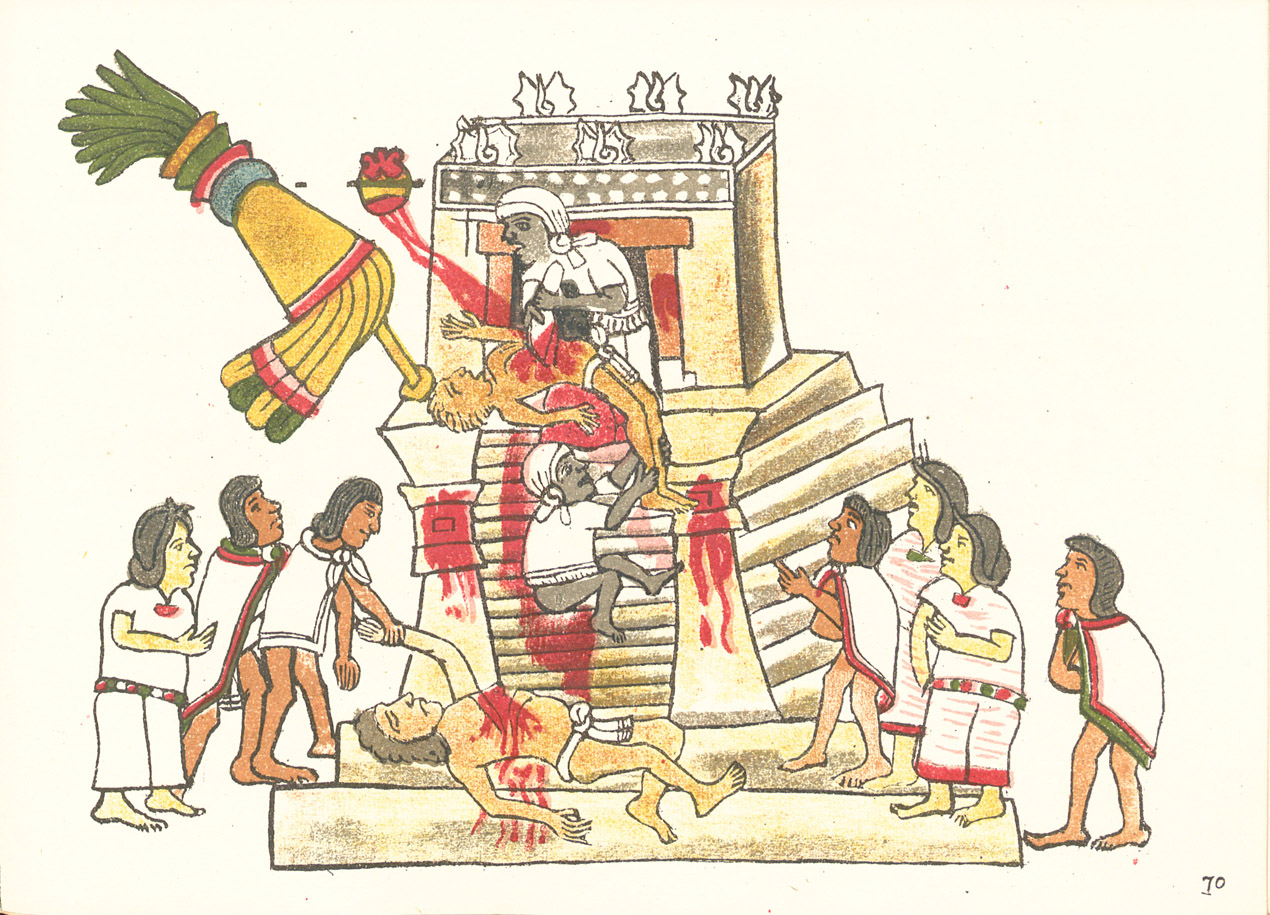
Cérémonie sacrificielle aztèque, Codex Magliabechiano.

Dans le but d'élargir le mouvement, accroître ses membres et pallier les exclusions-défections (Roger Vitrac, Antonin Artaud, Max Ernst, Joan Miró entre autres exclus), Breton convoque un symposium auquel Bataille est invité. Invitation qu'il décline avec cette phrase : « Beaucoup trop d'emmerdeurs idéalistes. » L'idéalisme est désormais l'ennemi no 1. En 1929, dans le Second manifeste du surréalisme, Bataille est violemment pris à partie par Breton tout comme Vitrac, Masson, Desnos et l’ensemble du « groupe Bataille », qui réplique en 1930 par un pamphlet très virulent intitulé Un Cadavre.
La revue Documents va devenir une machine de guerre en réponse aux attaques de Breton. Bataille en est le secrétaire général, Georges Limbour le secrétaire de rédaction, l'équipe est composée de Michel Leiris et d'autres transfuges dont Vitrac, Robert Desnos. Initialement conçue et créée par Georges Wildenstein, fils du marchand d'art Nathan Wildenstein, au début de l'année 1929, pour concurrencer les Cahiers d'art de Christian Zervos, la revue Documents fait appel à Jean Babelon et Pierre d'Espezel, ex-directeurs de la revue Aréthuse à laquelle Bataille a donné des articles sur la numismatique. Toutefois, ce n’est pas par l’intermédiaire de Babelon et Espezel que Bataille et Leiris sont introduits dans la revue, mais par le muséologue Georges Henri Rivière, qui travaille au Musée d'ethnographie du Trocadéro aux côtés de son directeur Paul Rivet, et les présente à Wildenstein. Leiris et Bataille forment rapidement un groupe composé d’André Schaeffner, Robert Desnos, Jacques Baron, Georges Ribemont-Dessaignes, Roger Vitrac, André Masson, Jacques-André Boiffard, puis plus tard, Jacques Prévert. Parmi les contributeurs à la revue, se trouve aussi le tout jeune Claude Lévi-Strauss qui n'est pas encore ethnologue et qui signe « Georges Monnet, Député de l'Aisne » (dont il était secrétaire) un article sur Picasso,, intitulé « Picasso et le cubisme », étonnamment élogieux pour le peintre, que le jeune critique encense, alors même qu'il déteste le cubisme, et par la suite, Picasso.

La revue est conçue au départ comme une revue scientifique, revue d'art, d'histoire de l'art, et d'ethnographie, dont Carl Einstein est le coordonnateur, donnant à l'ethnographie une place prépondérante qui justifie un des sous-titres de la revue : « Doctrine, archéologie, beaux-arts, ethnographie. » Les trois articles de Bataille dans les premiers numéros sont les plus prudents. Le premier intitulé « Le cheval académique », paru en avril 1929, est une critique de l'esthétique liée aux « platitudes et aux arrogances des idéalistes » ; le deuxième, paru dans le numéro 2 de mai 1929, ne fait que remarquer en passant « la valeur bienfaisante des faits sales et sanglants ». Le troisième article sur « le langage des fleurs » (numéro 3 de juin 1929) est particulièrement « retors ». Mais les précautions des trois premiers numéros vont vite laisser la place à des articles beaucoup plus véhéments ; en particulier l'article compte-rendu de la Revue nègre au Moulin-Rouge, intitulé « Black Birds », est l'occasion pour Bataille de ne plus s'en tenir à aucune réserve : 

« ... nous pourrissions avec neurasthénie sous nos toits, cimetière et fosse commune de tant de pathétiques fatras. »

 Un des articles les plus véhéments, intitulé « Figure humaine », raille les notions de forme et de ressemblance, qui gouvernent les canons de l'esthétique traditionnelle, établissant une esthétique paradoxale fondée sur ce que Georges Didi-Huberman a nommé « la ressemblance informe » ; « une contre-histoire de l'art » qui, dans « son rapport aux images », « son savoir des images », « son jeu avec les images » met en œuvre une « critique de toute substantialité de l'image ». Dans « Figure humaine », Bataille soutient qu'il y a des hommes, dans leur diversité et leurs « écarts », mais pas de « nature humaine », décrivant l'espèce humaine comme une « juxtaposition de monstres »- ce qu'il énoncera plus tard ainsi : « Ma conception est un anthropomorphisme déchiré ». La révolte commence là. D'autres articles plus violents vont suivre, déplaçant les critères de beauté et de goût vers ceux du désir et de l'intensité, notamment « Le gros orteil », paru dans le numéro 6 de Documents, qui excite « la rage de voir » la vie humaine dans « un mouvement de va-et-vient de l'ordure à l'idéal et de l'idéal à l'ordure » : 

« Le sens de cet article repose dans une insistance à mettre en cause directement et explicitement ce qui séduit, sans tenir compte de la cuisine poétique, qui n'est en définitive qu'un détournement (la plupart des êtres humains sont naturellement débiles et ne peuvent s'abandonner à leurs instincts que dans la pénombre poétique). Un retour à la réalité n'implique aucune acceptation nouvelle, mais cela veut dire qu'on est séduit bassement, sans transposition, et jusqu'à en crier, en écarquillant les yeux : les écarquillant ainsi devant un gros orteil. »

Documents devient une revue de contre-culture dirigée contre le surréalisme. Tout en utilisant les armes de l’érudition traditionnelle, la revue tend à produire une contre-histoire de l’art, et se présente comme un véritable défi à la critique d'art traditionnelle et à l'ethnographie, dont elle utilise pourtant les méthodes, avec la collaboration de plusieurs ethnographes et anthropologues. Le contenu de la revue est très diversifié, allant de l'étude des peintures pariétales à la peinture contemporaine et, tout en suivant une « méthodologie de méditation en ethnographie », explore aussi des territoires inattendus tels que le jazz, le music-hall, les instruments de musique, les dessins d'enfants, la bande-dessinée, ou « l'ethnologie de l'art ». Carl Einstein entreprend une « étude ethnographique d'André Masson » qui résume assez bien l'orientation « toutes directions » de la revue qui accueille aussi les peintres Pablo Picasso, Fernand Léger, Joan Miró, Salvador Dalí, Jean Arp, Giorgio De Chirico, Chaim Jacob Lipchitz, Georges Braque. À l'époque où le Musée d'ethnographie du Trocadéro est dirigé depuis 1927 par Paul Rivet, les ethnologues de la revue réclament une nouvelle conception du musée, fondée sur un retour au concret qui préfigure ce que Claude Lévi-Strauss appellera « le musée d'anthropologie ». Ayant pour ambition d'embrasser la totalité d'une civilisation, selon le principe de « fait social total » introduit par Marcel Mauss, ils critiquent une esthétique qui privilégie la forme aux dépens de l'usage : selon Marcel Griaule, l'ethnographie doit « se méfier du beau, qui est bien souvent une manifestation rare, c'est-à-dire monstrueuse, d'une civilisation ». Cette nouvelle muséologie consiste à privilégier ce que Bataille appelle « la valeur d'usage », contre « l'art pour l'art » et « la valeur d'échange » ; c'est ainsi qu'il conçoit le musée comme un lieu où l'humanité se déshabille (comme le bordel) : « Un musée est comme le poumon d'une grande ville : la foule afflue chaque dimanche dans le musée comme le sang [...] Le musée est le miroir colossal dans lequel l'homme se contemple enfin sous toutes les faces ».
Documents se situe alors au croisement de trois réseaux : les conservateurs, les ethnologues, et les dissidents surréalistes. Carl Einstein est en particulier très attaché à l’ethnologie et à l’histoire de l’art. Bataille appartient statutairement au groupe des « conservateurs » qui n'était rattaché que de loin au « surréalisme dissident » et n'avait aucun lien avec le groupe des ethnologues, ce qui explique quelques frictions avec Carl Einstein, ethnologue avant tout. Il est entouré d'une équipe hétéroclite qui comprend des peintres (Alberto Giacometti, Pablo Picasso, Salvador Dalí), des poètes, (Vitrac et Desnos) et des fidèles comme Leiris. Avec eux, la revue Documents se fait le chantre d'une contre-culture, incluant les images et le cinéma, encouragée en cela par les apports de Robert Desnos, mais aussi de Marie Elbé qui ouvre la voie, avec son article sur Gustave Courbet, à ce que le peintre appelait « la réhabilitation du laid » : « Courbet lui-même, socialiste, d'une violence épaisse et joyeuse, se donna comme révolutionnaire et porteur du nouvel évangile de la peinture. » Bataille retourne les concepts d’érudition et d'esthétique en s’intéressant aussi à la culture de masse : Fantômas et Les Pieds nickelés font partie de sujets traités, interrogeant ainsi la nature de l’érudition.
Dès le second numéro, les réticences de Carl Einstein semblent avoir fléchi. Il participe activement à l'élaboration d'un « Dictionnaire critique » qui devient une rubrique régulière nourrie par lui, puis presque exclusivement par Bataille, Leiris, Desnos, Marcel Griaule et Jacques Baron. Les initiateurs en sont Bataille et Leiris. Dans le numéro 3 de La Révolution surréaliste, en 1925, Leiris avait commencé un glossaire: « Glossaire j'y serre mes gloses ». Dans le même esprit, il travaille avec Bataille à un dictionnaire de mots « informes » qui se présente comme une enquête ethnographique sur le langage, redéfinissant certaines notions, en les soustrayant aux définitions abstraites, pour les rendre à leurs aspects « concrets ». L'article « Informe » (Documents, no 7, décembre 1929), un des plus courts de la revue, en est la « véritable clé de voûte », car Bataille y « expose de manière presque théorique, mais aussi ludique, le point nodal de la critique des “formes” culturelles de signification, et éclaire de façon générale les enjeux esthétiques » de sa pensée : « un dictionnaire, écrit-il, commencerait à partir du moment où il ne donnerait plus le sens mais les besognes des mots. ».
La civilisation aztèque a toujours hanté l'imaginaire de Bataille, qui est aussi fasciné par les sacrifices humains. Le sujet apparaît explicitement dans la revue Documents, dans le numéro 4 de 1930, avec des illustrations de sacrifices aztèques (« Sacrifices humains du Centre-Amérique », article de Roger Hervé), et quelques années plus tard dans La Part maudite (1949). C'est d'ailleurs à partir de son texte « L'Amérique disparue », paru en 1928 dans L'Art précolombien. L'Amérique avant Christophe Colomb, et ses articles sur la numismatique parus auparavant dans Aréthuse, que Bataille réussit à convaincre Georges Wildenstein de financer la revue Documents.
« Une place privilégiée est faite aux rites sacrificiels dans les pages de Documents. Bataille ne résiste pas à produire une description détaillée des sacrifices hindous sanguinaires et se réfère à plusieurs reprises à toutes sortes de mutilations et de décapitations rituelles. Citons les photos d’Éli Lotar prises à La Villette pour l’article « Abattoir », les illustrations des sacrifices aztèques, un horrible tableau d'Antoine Caron qui représente, entre autres, un homme fouillant les entrailles de sa victime. »
Dans Documents, le combat contre l'idéalisme et le surréalisme se trouve amplifié. Il s'agit de déconstruire le discours officiel de l'histoire de l'art et d'élaborer une forme de marginalité. Dans le numéro 4, le sous-titre « Doctrines, archéologie, beaux-arts et ethnographie » fait aussi l'objet de l'ajout « Variétés, Magazine illustré », et Bataille y écrit trois articles dont le ton revient à nier l'existence d'une nature humaine. Son anti-idéalisme s'y déchaîne : « l'intérêt de la revue de Georges Wildenstein permet de saisir le moment historique où Georges Bataille [...] excède les limites imparties à la revue érudite pour s'attaquer à l'idéalisme funeste. »
Ainsi naît la « machine de guerre contre le surréalisme », selon l'expression de Michel Leiris, qui est surtout une « machine de guerre » contre Breton. Néanmoins, en quinze numéros, pas une fois le nom de Breton n'est cité.

#### La revueMinotaure

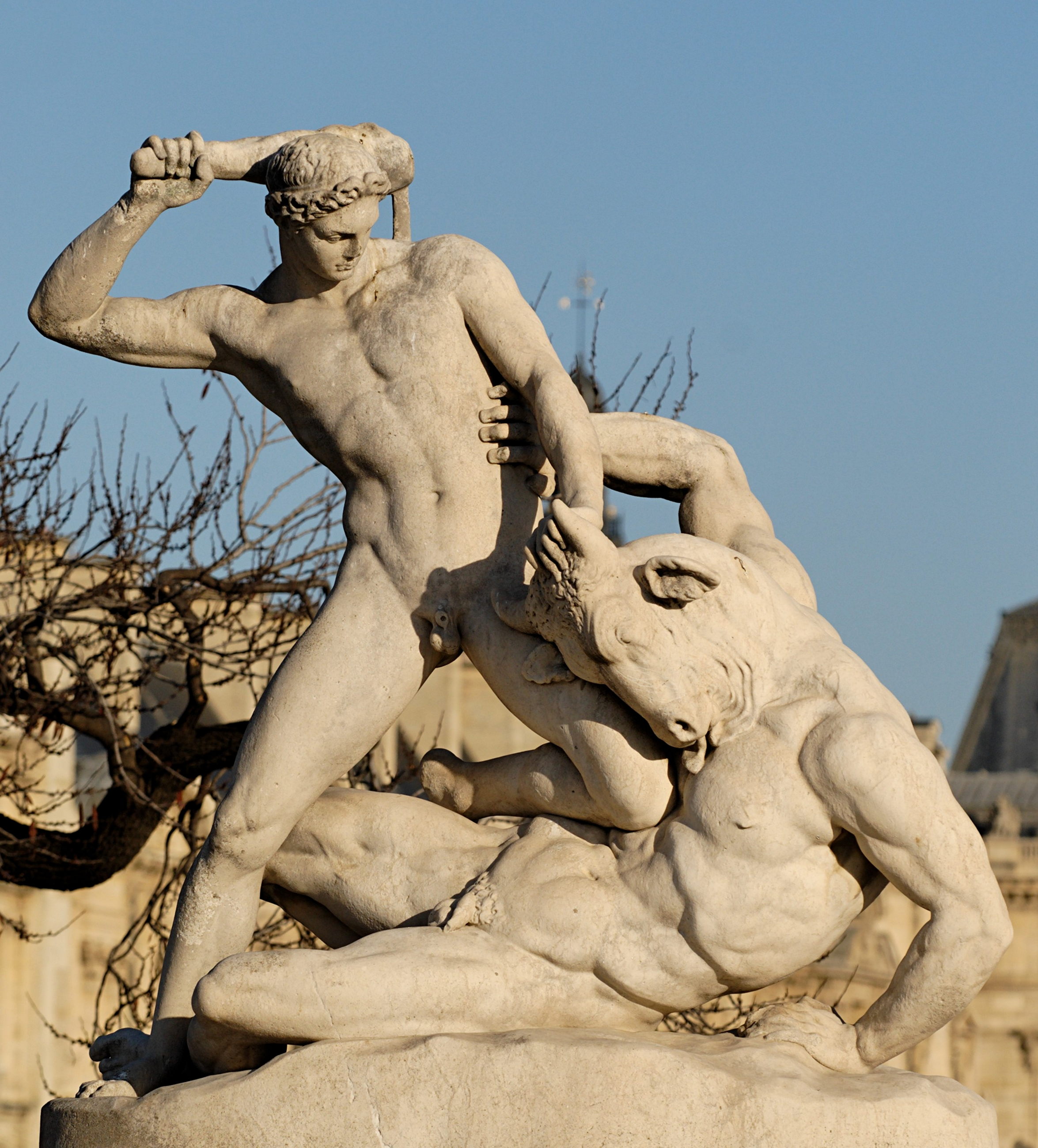
Thésée affrontant le Minotaure, d'après une sculpture de Jules Ramey, marbre, 1826, exposée au jardin des Tuileries, à Paris.

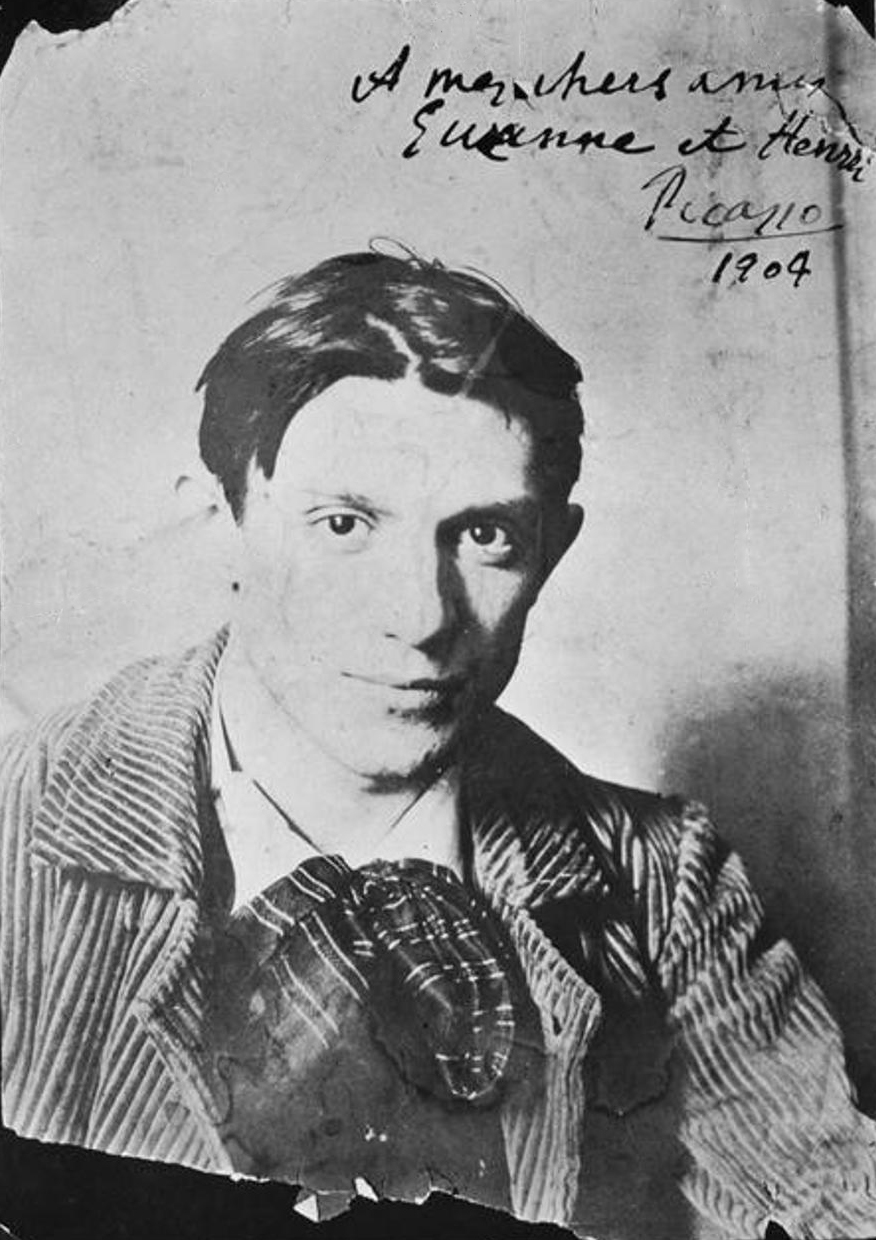
Pablo Picasso, 1904, Paris.

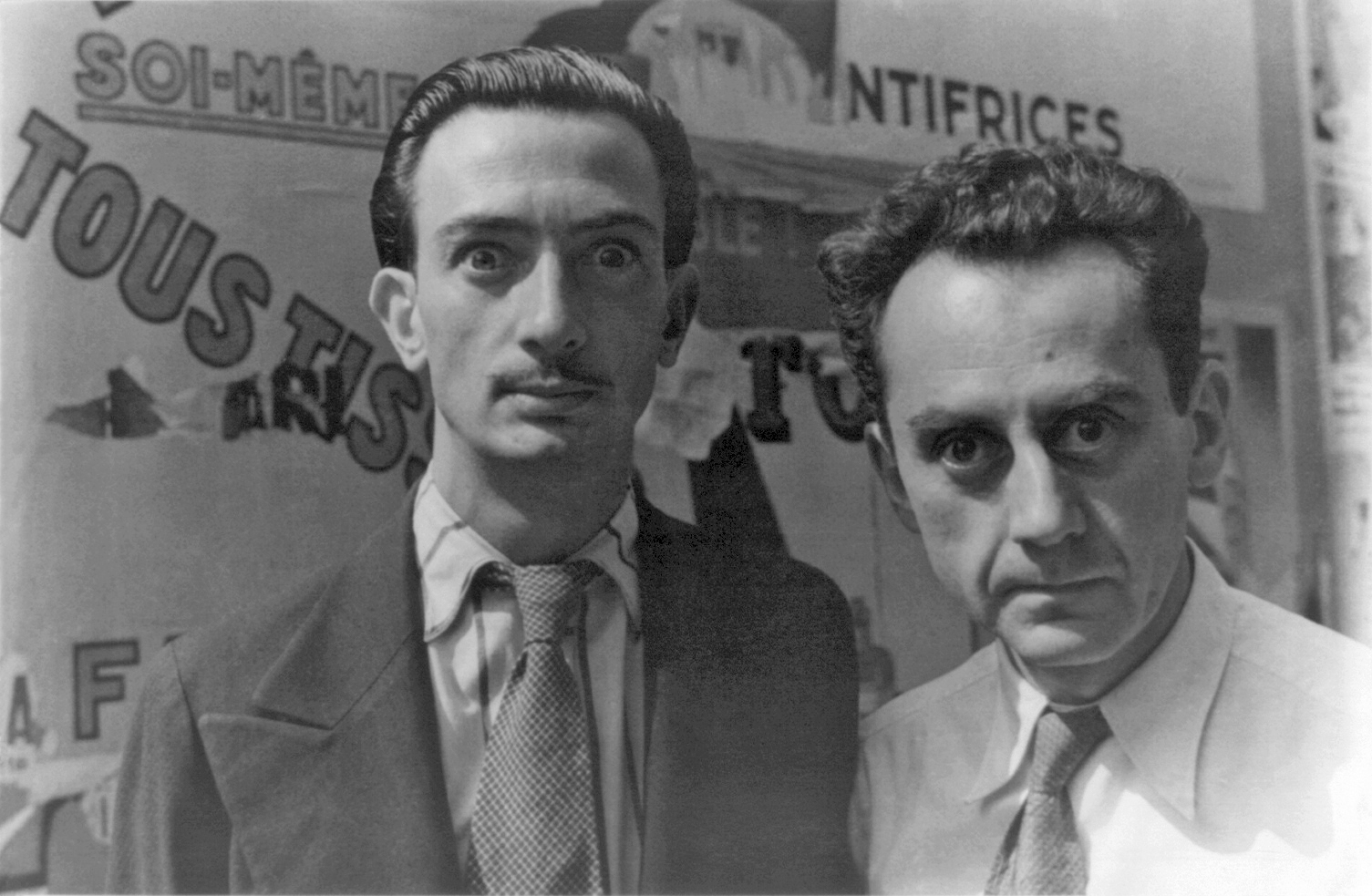
Salvador Dalí et Man Ray.

La revue Minotaure est fondée à Paris par l'éditeur Suisse Albert Skira. Dirigée à ses débuts par le critique Tériade, elle se présente comme un magazine éclectique qui réserve une place importante aux maîtres de l'art moderne. Mais ce qui la caractérise très rapidement, c'est la place et l'influence grandissante de Breton et de ses amis.
Elle paraît en 12 numéros de juin 1933 à mai 1939. C'est une revue artistique et littéraire qui entend « exprimer les tendances les plus caractéristiques de l'activité contemporaine » selon la formule de présentation, aussi bien dans le domaine des sciences que celui des arts plastiques ou de la poésie. Skira fait appel à Bataille qui a dû renoncer à Documents en 1931. La revue accueille des signatures de surréalistes, alors que, selon André Masson, le premier projet de Skira visait à confier la revue aux « dissidents du surréalisme, à l'exclusion de ceux qui étaient restés fidèles à Breton. » Mais progressivement, la revue est devenue de plus en plus surréaliste, en particulier sous la pression de Picasso, tout en étant très éclectique. Le no 2 est ainsi consacré à la mission Dakar-Djibouti à laquelle participent Paul Rivet, Marcel Griaule et Michel Leiris. Le titre lui-même de la revue revient tantôt à Georges Bataille et/ou André Masson, ou bien à Roger Vitrac (qui faisait aussi partie de Documents), comme le pense Jean Starobinski. Selon Michel Surya, « le Minotaure appartient explicitement à ce que Bataille et Masson “jouèrent” ensemble (au goût qu'ils eurent ensemble, dès 1924, de la Grèce, des mythes et de la tragédie). »
À partir du no 3 de la revue, le « phagocytage » par les surréalistes commence. Le rapprochement entre les deux « camps », que Skira souhaitait dès le départ pour la revue, mais auquel Éluard s'était farouchement opposé dans une lettre à Valentine Hugo le 1er mars 1932 (« Il me paraît impossible que nous collaborions avec des éléments aussi répugnants que Bataille qui compare André à Cocteau [...] L'homme vit avec sa propre mort. Vomissure mystique ») sera très étroit par la suite. Il faut attendre le no 8 pour trouver la seule contribution de Bataille publiée dans la revue Minotaure : un court texte de trois pages intitulé « Le Bleu du ciel », paru en juin 1936, et écrit deux ans plus tôt, texte qui sera repris dans son essai L'Expérience intérieure (1943), et en partie dans le roman éponyme paru en 1957. Mais le goût de Bataille pour les monstres et pour les ténèbres finit sans doute par gagner insidieusement Minotaure, y faisant pénétrer cette « fascination angoissée », comme le souligne Michel Surya, citant Starobinski. Ainsi, malgré l'emprise des surréalistes, c'est tout de même sa « méthode » (celle appliquée dans Documents) qui marque Minotaure de son empreinte. José Pierre écrit que l'influence de Bataille demeure repérable « dans tout ce qui trahit une indéniable fascination pour l'horrible, mais également à travers un certain type d'analyse où une apparente rigueur scientifique sert en fait une approche du genre “frénétique” ». « Tout se passe en somme comme si l'on s'inspirait de l'exemple de Georges Bataille pour mieux se passer de lui. ». L'ombre de Bataille, qui plane sur la revue et que Breton ne peut cette fois exclure, représente pour Michel Surya le triomphe de Bataille. Malgré cela, certaines encyclopédies présentent Minotaure comme une revue surréaliste. Elle a été publiée en 13 numéros sortis en 11 livraisons, les couvertures illustrées respectivement par Picasso, Derain, Bores, Duchamp, Dalí, Matisse, Magritte, Ernst, Masson. Le sommaire de tous les numéros est accessible en ligne sur le site Revues Littéraires qui présente l'ensemble année par année.
Le contenu de cette revue offre au public un très large choix artistique : Man Ray donne ses photos dans chaque numéro. Certains numéros ne sont pas dénués d'humour comme le numéro 8, de juin 1936, où Dali traite à sa manière des préraphaélites anglais est un monument de « surréalisme spectral de l'éternel féminin préraphaélite ». Il y développe l'idée que « la lenteur de l'esprit moderne est une des causes de l'heureuse incompréhension des préraphaélites ». Cet esprit canulardesque ne peut toucher Bataille qui reste éternellement étranger à un monde qui n'est pas le sien, trop snob, trop affecté. Minotaure ne lui appartient pas, la revue n'appartient pas non plus très vite ni à Skira, ni à son associé Tériade, qui cherchaient surtout à développer une revue d'art luxueuse.
Le phagocytage de la revue par André Breton et les surréalistes correspond à une « aubaine ». Il coïncide avec le moment où Le Surréalisme au service de la révolution publie son dernier numéro le 15 mai 1933, et où les surréalistes n'ont plus d'organe où s'exprimer. Breton signale, dans la présentation d'un programme de conférences « l'impossibilité de poursuivre notre action sur le plan strictement autonome [...] où nous avons réussi à le maintenir pendant dix ans. » Ce que Nadeau traduit par : « Nous n'avons pas d'organe à nous », puisqu'en effet, aucune revue surréaliste n'a succédé à S.A.S.D.L.R. Les surréalistes, qui collaborent à Minotaure, ont vu dans cette luxueuse revue d'art une publication à leur mesure. Dès l'élimination de son directeur (Tériade), la publication devient un organe surréaliste au service de l'art. Les illustrations en constituent la partie la plus importante. Y participent : Jean Arp, Hans Bellmer, Victor Brauner, Salvador Dalí, Paul Delvaux, Óscar Domínguez, Max Ernst, Alberto Giacometti, René Magritte, Joan Miró, Wolfgang Paalen, Roland Penrose, Man Ray, Remedios Varo, Kurt Seligmann, Yves Tanguy.
Le moment où Breton lui-même se range dans la catégorie « artiste », dans les manifestations artistiques, notamment l'Exposition universelle de 1937, marque l'avortement du mouvement surréaliste. Minotaure, dévoré par ce mouvement, le dévore à son tour.

#### L'intermède révolutionnaire: Contre-Attaque

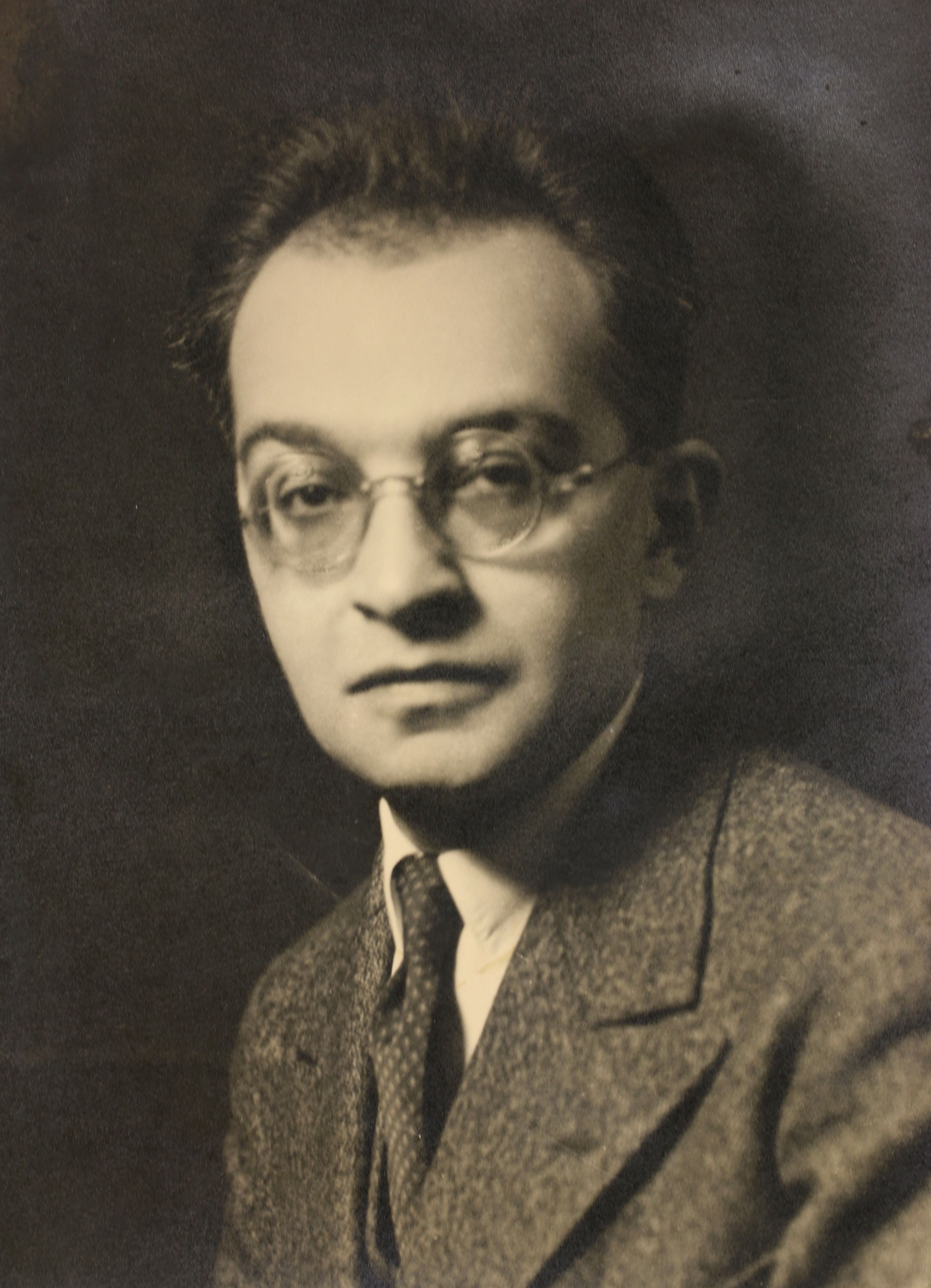
Boris Souvarine.

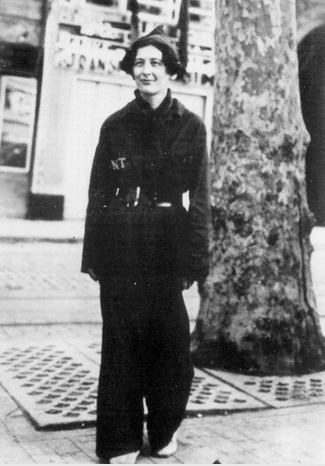
Simone Weil vers 1936, durant la guerre d'Espagne.

Au début des années 1930, Bataille est membre du Cercle communiste démocratique fondé et dirigé par Boris Souvarine qui avait été exclu du parti communiste en 1924, et qui se déclarait « communiste indépendant. » Ce cercle est indissociable du premier « Cercle communiste Marx et Lénine » auquel Souvarine adhère avant de fonder la revue La Critique sociale à laquelle Bataille collabore, toujours en franc-tireur et rapidement désapprouvé par certains membres du « groupe Souvarine ». Ce groupe comprend notamment des figures engagées comme Amédée Dunois ou Pierre Kaan, qui ont collaboré au « Bulletin communiste », ainsi qu'un groupe d'idéologues, d'économistes « rompus aux meilleurs rudiments de la politique. Tel n'était pas le cas, tant s'en faut, de Bataille et de ses amis. » Bataille est entouré d'autres transfuges du surréalisme, Raymond Queneau, Michel Leiris, qui vont aussi former plus tard le groupe Bataille, soutenant Bataille lorsque Souvarine se montre réservé sur certains sujets, comme c'est le cas pour La Notion de dépense que Souvarine publie sans l'approuver. Une autre figure importante de La Critique sociale est Colette Peignot, compagne de Souvarine. Elle a un rôle déterminant dans l'orientation politique de la revue et elle signe ses articles du pseudonyme de « Claude Araxe ». « Ce pseudonyme lui fut suggéré par Souvarine. Araxe est le nom d'un fleuve qui arrosait l'Arménie et côtoyait la Géorgie, fleuve torrentiel qui ne supportait pas qu'on lui imposât un pont pour le franchir. »
Elle se détache de cet « hétéroclite rassemblement ». Sous son influence, Souvarine accepte de laisser place aux positions peu homogènes de Bataille. Mais il le considère comme un « hérétique » et à partir de 1941 il l'accable d'accusations lui reprochant d'être un adepte « de ce “nazi fuligineux” qu'était Heidegger. » Souvarine poursuit encore longtemps Bataille de sa hargne avec « d'ignobles médisances » dans le prologue à la réimpression de La Critique sociale en 1983. Jean Piel réserve une réponse cinglante à Souvarine dans le no 444 de la revue Critique de mai 1984 dans un article intitulé « Quand le vieil homme trempe sa plume dans le fiel » .
À cette époque le Cercle communiste démocratique n'est pas la seule organisation que fréquente Bataille. Il se rend aussi aux réunions de Ordre Nouveau, mouvement anti-capitaliste, anti-bolchevik, anti-parlementariste, pro-ouvrier (il demande l'abolition du prolétariat), corporatif, fondé par Arnaud Dandieu et Robert Aron. Dans le premier cercle se trouvent Alexandre Marc (Lipianski), Gabriel Marcel, Jean Jardin, Claude Chevalley, Daniel-Rops et Jacques Naville. Le premier manifeste de ce groupe est paru en 1930. La revue L'Ordre nouveau créée en mai 1933 est dirigée par Dandieu (qui avait travaillé avec Bataille à la Bibliothèque Nationale) jusqu'à sa mort en août de la même année. Si Bataille n'a jamais rien publié dans cette revue, ni rédigé aucun tract pour le groupe, il a aidé à l'écriture du livre de Dandieu et Aron : La Révolution nécessaire (1933). Michel Surya précise qu'il aurait notamment participé au chapitre « Échanges et crédits » dont les éléments se retrouvent aussi dans La Notion de dépense.
Simone Weil conteste la présence de Bataille dans le Cercle communiste démocratique. Elle attend pour y entrer qu'on lui explique comment on peut cohabiter quand on entend par révolution des choses différentes. Elle veut parler de Bataille et d'elle-même. Elle a d'ailleurs écrit une lettre où elle expose très précisément ses griefs dont le plus important est: « [pour Bataille], la révolution est le triomphe de l'irrationnel, pour moi, le rationnel, pour lui : une catastrophe. Pour moi, l'action méthodique dans laquelle chacun s'efforce de limiter les dégâts, pour lui, la libération des instincts en particulier ceux que l'on considère généralement comme pathologiques, pour moi la supériorité de la morale. Qu'y a-t-il de commun entre nous? […] Comment coexister dans la même organisation révolutionnaire […] quand on entend par « révolution » deux choses différentes. » Bataille donne à La Critique sociale trois articles majeurs dont un sur le cri de mort des émeutes. Souvarine prend soin de dégager la responsabilité de la revue sur cette parution. Bataille reprend le texte en 1949 sous le titre La Part maudite En janvier 1933 paraît un autre article important de Bataille : La Notion de dépense suivie de La Structure psychologique du fascisme. « Si la notion de dépense s'arrête à la lutte des classes, la Structure psychologique du fascisme commence là. Bataille n'en publie que la première moitié en novembre en 1933. La lutte des classes n'est pas la seule réponse au fascisme, il n'y a pas que le communisme pour lui apporter des solutions. » Le fascisme est le problème de l'État, il est à proportion de la dégénérescence du monde bourgeois : « le monde libéral où nous vivons encore ici est déjà un monde de vieillards aux dents qui tombent et d'apparences. ». André Thirion considère La Notion de dépense comme un texte « majeur de ce siècle » lorsqu'il le relit en 1946, alors que jusque-là, il n'avait pas fait grand cas des écrits théoriques de Bataille.
Bataille participe à la « pittoresque et inefficace » manifestation du cours de Vincennes le 12 février 1934 avec les membres de ce qu'il appelle son organisation (qui pourrait être le groupe Masses auquel Bataille aurait adhéré, selon Marc Richir dans Texture no 6, hypothèse non confirmée). L'orientation politique de Masses est incertaine bien que située à l'ultra-gauche, et ouverte aussi bien aux marxistes qu'aux non-marxistes. L'adhésion de Bataille à Masses pourrait avoir commencé en octobre 1933 et pris fin en mars 1934. Selon lui, la manifestation du cours de Vincennes est un échec. À ses yeux, le mouvement ouvrier européen se trouve engagé dans une impasse. La suite de l'Histoire lui donnera tort avec l'arrivée du Front populaire, puis raison avec l'arrivée d'Hitler. Masses est dirigé par René Lefeuvre, administré par Jacques Soustelle, et soutenu par Simone Weil. Bataille y rencontre Dora Maar.
En novembre 1935 alors que la parution de La Critique sociale  a cessé l'année précédente, et que Bataille vient d'écrire Le Bleu du ciel, il fonde le mouvement « Contre-Attaque » qu'il dirige avec André Breton, avec lequel il s'est provisoirement réconcilié. Cette réconciliation donne la mesure de l'urgence, comme Bataille l'écrit lui-même dans une lettre à Roger Caillois : « rien n'est plus possible qu'à la condition de se lancer à corps perdu dans la bagarre, pour sauver le monde du cauchemar ». Contre-Attaque. Union de lutte des intellectuels révolutionnaires est signé à la fois par Bataille et André Breton, avant la rupture entre les deux hommes. Contre-Attaque est un mouvement hétéroclite. La première ligne du premier tract indique : « Violemment hostiles à toute tendance, quelque forme qu’elle prenne, captant la Révolution au bénéfice des idées de nation ou de patrie, nous nous adressons à tous ceux qui, par tous les moyens et sans réserve, sont résolus à abattre l’autorité capitaliste et ses institutions politiciennes ». Contre-Attaque pose aussi des problèmes symptomatiquement absents de toute idéologie révolutionnaire pudibonde. Bataille entraîne le groupe avec des appels à la violence. La première réunion publique a lieu le 5 janvier 1936, la première manifestation publique le 17 février 1936. Mais le Front populaire et les dissensions internes à Contre-Attaque auront raison de ce qui avait justifié le mouvement. Contre-Attaque disperse ce que Bataille avait réussi à sauver du groupe Souvarine. Le divorce entre Breton et Bataille devient définitif

Bataille précise ce qu'est le mouvement hétéroclite « Contre-Attaque » dans plusieurs tracts :

« Le mouvement “Contre-Attaque” a été fondé en vue de contribuer à un développement brusqué de l'offensive révolutionnaire. »

 Il déclare encore dans « La patrie ou la terre » (article co-écrit avec Pierre Kaan) : « Un Nazi peut aimer le Reich jusqu'au délire. Nous aussi nous pouvons aimer jusqu'au fanatisme, mais ce que nous aimons, bien que nous soyons français d'origine, ce n'est à aucun degré la communauté française, c'est la communauté humaine ; ce n'est en aucune façon la France, c'est la Terre. » Jean Piel avait amicalement surnommé « Contre-Attaque » « le mouvement fana. »

#### La revueAcéphale

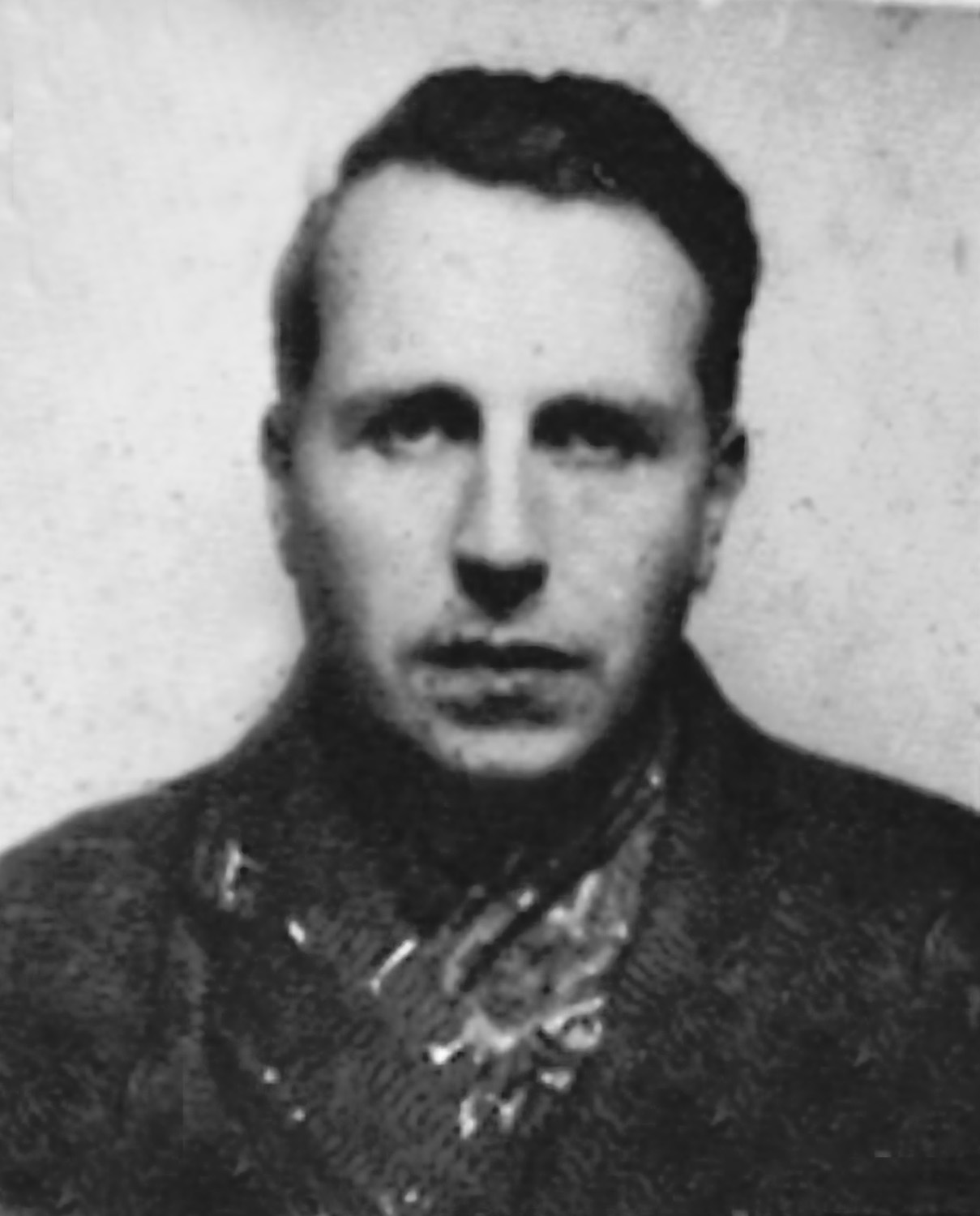
Georges Bataille à 43 ans.

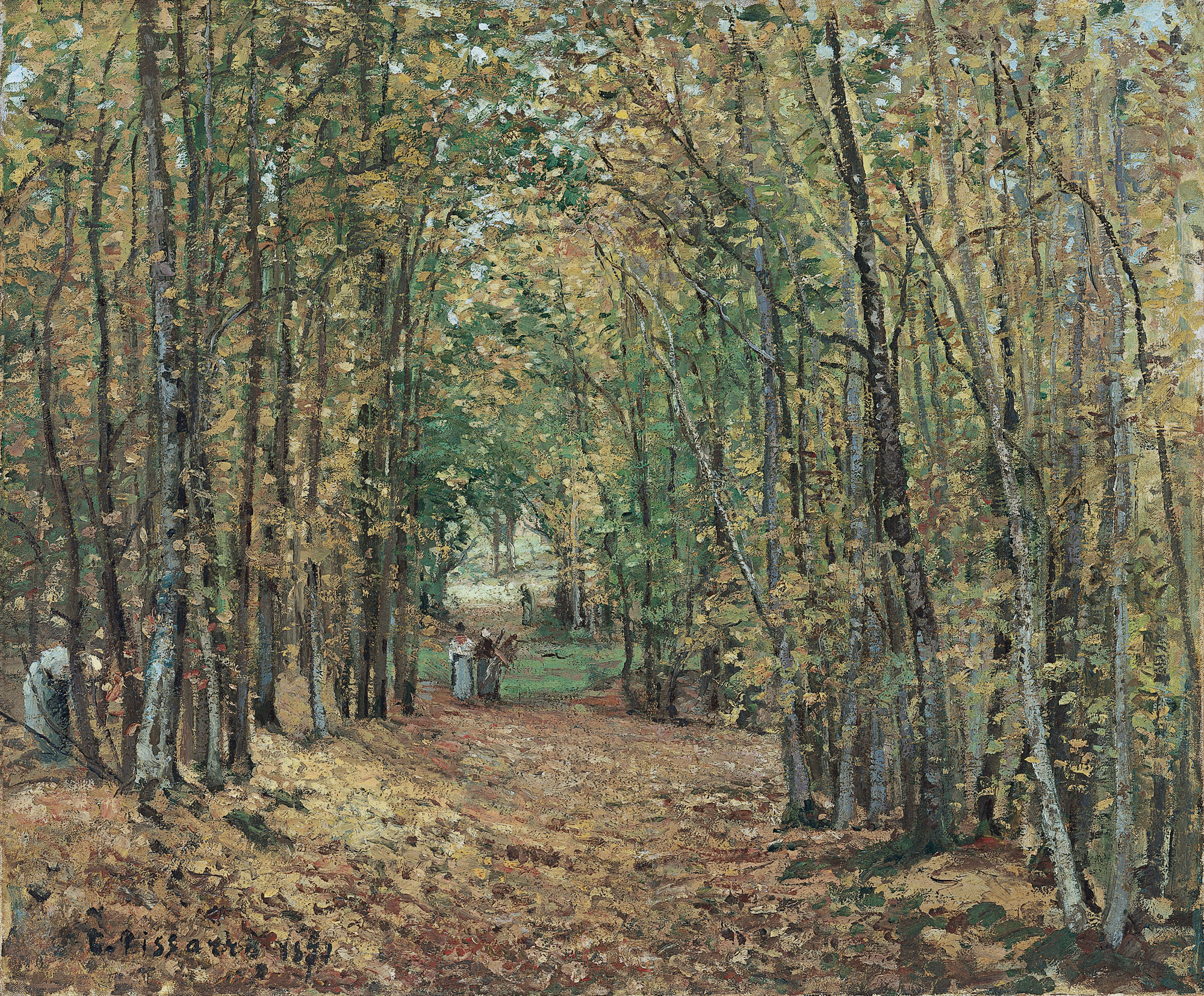
Camille Pissarro Allée dans le parc de Marly Forêt de Marly, qui s'étend sur Saint-Nom-la-Bretèche, où eurent lieu des réunions de la société secrète Acéphale.

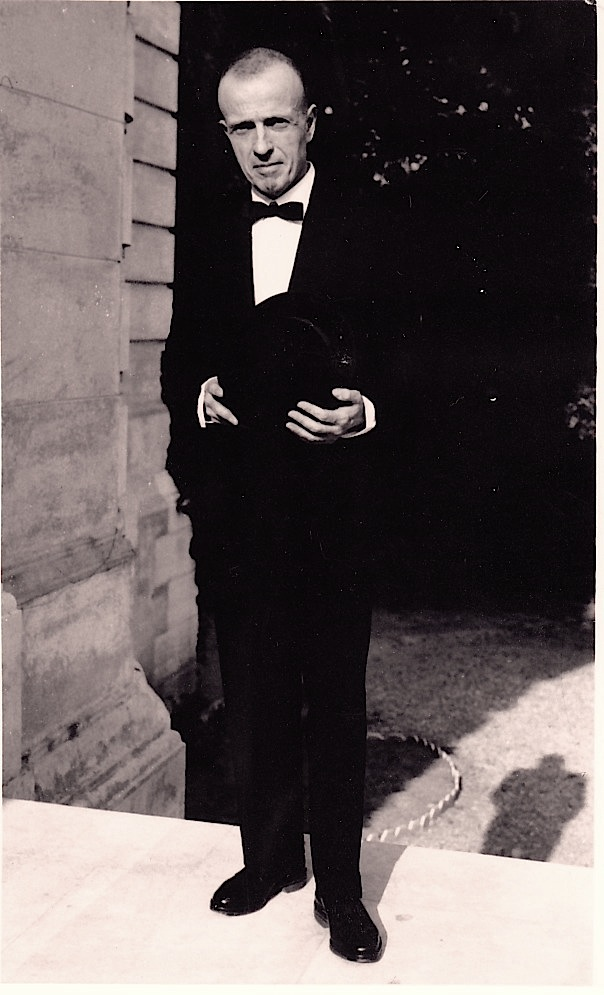
Michel Leiris.

En 1936, Bataille fonde la revue Acéphale. Quatre numéros sur cinq sont publiés sous la direction de Georges Ambrosino, Pierre Klossowski et Georges Bataille. Le texte préliminaire de Bataille, intitulé « La conjuration sacrée », précise le sens du mot « Acéphale ». Il s'agit d'un être mythologique : 

« L'homme a échappé à sa tête comme le condamné à la prison. Il a trouvé au-delà de lui-même non Dieu qui est la prohibition du crime, mais un être qui ignore la prohibition. Au-delà de ce que je suis, je rencontre un être qui me fait rire parce qu'il est sans tête, qui m'emplit d'angoisse parce qu'il est fait d'innocence et de crime : il tient une arme de fer dans sa main gauche, des flammes semblables à un sacré-cœur dans sa main droite. Il réunit dans une même éruption la Naissance et la Mort. Il n'est pas un homme. Il n'est pas non plus un dieu. »

Le no 1, daté du 24 juin 1936, avec une couverture dessinée par André Masson, porte le titre de Conjuration sacrée. Il est édité par Guy Lévis Mano. En décembre de la même année, dans la collection Acéphale, Bataille publie Sacrifices pour accompagner cinq eaux-fortes d'André Masson (achevé trois ans plus tôt) est un ensemble de cinq eaux-fortes d'André Masson, accompagné d'un texte de Bataille. Peu après la parution du premier numéro de la revue, « le 31 juillet, [Bataille] convoqua au 80 de la rue de Rivoli, au sous-sol du café À la bonne étoile, ses collaborateurs éventuels à une réunion de préparation du deuxième numéro. Je dis éventuels car on ignore quels étaient exactement ceux-ci. Seuls Pierre Klossowski, Roger Caillois, Jules Monnerot et Jean Wahl participèrent nommément à la revue. On peut donc supposer qu'il firent partie de cette réunion préparatoire ».,
Le no 2 (21 janvier 1937) porte le titre Nietzsche et les fascistes (en couverture), ou Réparation à Nietzsche (sur la page du sommaire). Il dénonce les falsifications de l'œuvre de Nietzsche par les nazis et les fascistes. Les articles sont signés de Bataille, Jean Wahl, Roger Caillois, Jean Rollin, Jules Monnerot, Pierre Klossowski ; le numéro 3-4 (juillet 1937), illustré de quatre dessins par Masson, est consacré à Dionysos et comprend « Dionysos philosophe » par Jules Monnerot, « Les Vertus dionysiaques » par Roger Caillois, « Don Juan selon Kierkegaard » par Pierre Klossowski et « Chronique nietzschéenne » par Georges Bataille La « Note sur la fondation d'un Collège de Sociologie » parait sans la signature de Michel Leiris parmi la liste des participants. Aucun numéro d'Acéphale ne paraît en 1938. Michel Leiris et Maurice Heine avaient pourtant rédigé un texte sur l'érotisme qui était censé paraître dans le numéro 4. Cette même année 1938, dans la collection de livres « Acéphale », dirigée par Bataille, parut Miroir de la tauromachie de Michel Leiris aux éditions Guy Lévis Mano.

Le numéro 5 (juin 1939), titré Folie, Guerre et Mort, est anonyme, et comprend « La Folie de Nietzsche », « La Menace de guerre » et « La Pratique de la joie devant la mort », sorte d'exercice spirituel à l'usage d'un mystique athée. Entièrement écrit par Bataille, ce dernier numéro à paraître en 1939 fut préparé, mais finalement ne fut pas publié. « Il est placé sous le signe tragique de La Pratique de la joie devant la mort ». Surya remarque à son propos : 

« Certes, il commémore Nietzsche [mort le 25 août 1900] comme l'ont fait les précédents, mais de façon tragique. Bataille est un peu plus profondément descendu dans l'horreur de la mort chaque jour provoquée ; Colette Peignot est morte. »

 Henri Dubief, qui a conservé les textes de Pierre Dugan, indique déjà l'orientation d'Acéphale qui est à la fois le projet d'une communauté et celui d'une religion, assez éloignée de la définition donnée par la suite par Georges Bataille. Cette communauté comprenait les membres suivants : Isabelle Farner, connue plus tard sous le nom de sculpteur Isabelle Waldberg, Georges Ambrosino, Pierre Klossowski, Patrick Waldberg, et peut-être aussi : Jacques Chavy, René Chenon, Henri Dubief, Pierre Dugan, Henri Dussat, Imre Kelemen. D'autres rejoindront le groupe plus tard. Mais une chose est certaine : Acéphale était d'abord un projet de religion, « farouchement religieux », selon la propre expression de Bataille dans « La conjuration sacrée ».
La société secrète Acéphale se distingue de la revue homonyme. Les biographes et les critiques ne donnent pas tous les mêmes dates, ni les mêmes noms concernant les membres des trois communautés : Acéphale, Collège de sociologie, et Société de psychologie collective. Le Collège de sociologie était une activité externe à Acéphale, dont le numéro 3/4 (juillet 1937) fait paraître une « Déclaration relative à la fondation d'un “Collège de sociologie” ». L'imbrication des trois communautés n'est pas claire, et Michel Surya insiste sur la part d'inconnu sur laquelle repose la légende d'Acéphale : « Acéphale [...] appartient à la légende bataillienne. Une légende [qui] repose sur une confusion initiale et sur l'état actuel de notre ignorance de ses tenants et aboutissants [...] le secret est la clé d' Acéphale. Autant donc le dire dès maintenant : Acéphale est le nom de deux choses [...]. Le nom d'une revue : nous la connaissons tout entière ; il n'y a pas là de possibles difficultés. Et le nom d'une société secrète. Sur elle, nous n'avons que peu d'éléments. Chacun de ses participants s'engagea à garder le silence. Et quelques confidences qui aient été faites ici ou là, nul n'a vraiment contrevenu à ce vœu. Les commentateurs en ont été réduits aux conjectures. [...] Acéphale est le nom de deux projets distincts, si distincts qu'il n'est pas vrai que ce furent les mêmes qui participèrent aux deux activités. Leurs enjeux étaient assez sensiblement différents pour que certains s'abstinrent de rallier l'un et l'autre. Klossowski, Ambrosino, Waldberg, n'ont pas dissimulé avoir appartenu aux deux : on ne sait que mal jusqu'à quel point (c'est sans doute aussi le cas de plusieurs autres). [...] Il aurait été plus simple que la revue fût la face exotérique de cette société ésotérique. Tel n'a pas été le cas ; il ne suffira pas qu'Acéphale, la revue, nous soit claire pour que le soit aussi Acéphale, la société secrète. » En réalité, on sait peu de choses sur la société secrète Acéphale, dans laquelle la folie de Georges Bataille s'est déchaînée au point que Michel Leiris lui écrit en juillet 1939 : « [...] il faut choisir. Et si nous réclamons de la science sociologique telle que l'ont constitué Mauss, Durkheim et Robert Hertz, il est indispensable que nous nous conformions à ses méthodes. Sinon il faut que nous cessions de nous dire sociologues afin de dissiper tout malentendu. »
Acéphale (la société secrète) était le projet d'« une communauté », et d'une « religion », comme Bataille l'écrivit lui-même dans ses notes en commençant Le Coupable (projet de préface à La Somme athéologique) : « je me croyais alors, au moins sous une forme paradoxale, amené à fonder une religion », projet qu'il qualifie d'« erreur monstrueuse », ce qui ne l'a pas empêché d'aller jusqu'au bout du possible, dépassant les limites, atteignant « l'illimité possible de la pensée », pour fonder une religion paradoxale : une religion de la mort de dieu. Est en même temps réaffirmée la place majeure que représente Nietzsche dans l'esprit de la communauté, comme de la revue : « La voix orgueilleuse et brisante de Nietzsche reste pour nous annonciatrice de la Révolution morale qui vient, la voix de celui qui a eu le sens de la Terre... Le monde qui naîtra demain sera le monde annoncé par Nietzsche, le monde qui liquidera toute la servitude morale. » En effet, c'est sous la figure tutélaire de Nietzsche, mais aussi Sade, Kierkegaard, Dionysos, Don Juan ou Héraclite, qu'Acéphale célèbre une exaltation tragique et dionysiaque de la vie, jusque dans la cruauté et la mort, comme le résume Michel Surya : « Nietzsche, le seul dans la communauté duquel [Bataille] ait vraiment vécu [...] Acéphale, entreprise convulsive, tragique - “monstrueuse” dira-t-il même après coup [...] mais nommément nietzschéenne. »
En 1936, Bataille écrit dans « La conjuration sacrée » : « Ce que nous avons entrepris ne doit être confondu avec rien d’autre, ne peut pas être limité à l’expression d’une pensée et encore moins à ce qui est justement considéré comme art. Il est nécessaire de produire et de manger : beaucoup de choses sont nécessaires qui ne sont encore rien et il en est également ainsi de l’agitation politique. Qui songe avant d’avoir lutté jusqu’au bout à laisser la place à des hommes qu’il est impossible de regarder sans éprouver le besoin de les détruire ? Mais si rien ne pouvait être trouvé au-delà de l’activité politique, l’avidité humaine ne rencontrerait que le vide. NOUS SOMMES FAROUCHEMENT RELIGIEUX et, dans la mesure où notre existence est la condamnation de tout ce qui est reconnu aujourd’hui, une exigence intérieure veut que nous soyons également impérieux. Ce que nous entreprenons est une guerre. ». Cette déclaration n'est pas la présentation de la revue Acéphale, mais celle de la société secrète homonyme dont Acéphale (revue) est le versant profane (exotérique), voire le prétexte, comme l'écrit Surya . « À Acéphale qu'il conçut en avril 1936, Bataille pensa assez tôt ajouter un second versant, exotérique celui-ci : un Collège de sociologie », dont les premières réunions, d'après le souvenir de Pierre Prévost, auraient eu lieu dans une brasserie de la rue du Quatre-Septembre, la brasserie Gambrinus .
Plus précisément, le 7 février 1937 au café du Grand Véfour, après un exposé de Caillois, qui développera le thème de « l'agressivité comme valeur », Bataille lit le sien, axé sur « l'angoisse de la violence » et une vision de « l'existence dans son ensemble » : l'homme étant « en proie à l'agressivité - à l'agressivité du dehors comme à la sienne propre [...] tous les comportements de l'homme qui sont en rapport avec l'ensemble de l'existence et non avec les fragments qui se trouvent dans l'activité utile sont des réactions en présence de l'agressivité. »

« Autant en convenir pour couper court à toute interprétation abusive : l'autre versant d'Acéphale (la société secrète) échappe. Conçu par Bataille dans et pour le secret - sauf deux ou trois confidences faites ici ou là par les uns ou les autres - le secret en a gardé seul la vérité : nul n'a vraiment dérogé à la règle du silence. Et encore, ces confidences, (sauf celles de Bataille lui-même) sont-elles sujettes à caution: il n'est pas certains que tous surent vraiment quel était le projet d'Acéphale, pas certain qu'ils n'en aient pas approché une vérité réduite à ce que Bataille consentait d'en dire (ou réussissait à en dire; on verra qu'au total l'expérience d'Acéphale fut peut-être la sienne seule et que nul n'en comprit réellement le sens. »

Le groupe avait son journal intérieur, un mémoire, où étaient consignés ses activités et les textes écrits par ses membres. Marina Galletti ajoute dans une note que ce mémoire « révèle également les noms des  ». Avant l'exhumation et publication par Marina Galletti de tous les documents, lettres, textes rituels, serments, mémorandums existants, l'histoire d'Acéphale nous est parvenue par le biais des témoignages de Pierre Klossowski et de Patrick Waldberg, qui publia un texte sur son expérience dans la société secrète longtemps après les faits, rapportant notamment les rencontres dans la Forêt de Marly. Depuis, outre ce témoignage, de nombreux documents inédits relatifs à la société secrète (lettres et textes de Bataille surtout), relatant ces réunions nocturnes, leurs interdits, les rituels, ont été découverts, rassemblés et annotés par Marina Galletti sous le titre : L'Apprenti Sorcier, textes, lettres et documents 1932-1939 (La Différence, 1999). Selon Michel Surya, ce livre « fait à peu près toute la lumière possible sur Acéphale », mais « pour décisifs que soient les faits établis par celui-ci, ils ne modifient pas sensiblement l'interprétation que j'en avais proposé. Tout au plus accentuent-ils le caractère de violence aiguë d'Acéphale, lui restituant sa vraie mesure. »  Michel Surya précise (mais c'était avant la publication de L'Apprenti Sorcier) que « sauf deux ou trois confidences faites ici ou là par les uns ou les autres, le secret [d'Acéphale] en a gardé seul la vérité [...] Et encore, ces confidences (sauf celles de Bataille lui-même) sont-elles sujettes à caution. »
On peut inscrire certains rites d'Acéphale (communauté secrète) dans la mythologie de cérémonieux initiatiques archaïques. À ce sujet, le témoignage de Pierre Klossowski est un des rares à lever le voile : « Le motif de la méditation suggérait sinon la forme matérielle d'un sacrifice rituel, du moins l'invocation de quelque célébration de celui-ci, sous les espèces d'un spectacle dont seuls les membres de notre société eussent été les témoins. »
Michel Leiris a qualifié ces rites de « canulardesques », ainsi qu'il l'a déclaré dans un entretien avec Michel Surya. L'un consistait en un refus de serrer la main aux antisémites, l'autre en la commémoration place de la Concorde de l'exécution de Louis XVI, parce que selon Bataille, « la place de la Concorde est le lieu où la mort de Dieu doit être annoncée et criée précisément parce que l'obélisque en est la négation la plus calme. » D'autres rites étaient culinaires : un repas quotidien dont le vin était proscrit. Un autre rite consistait à prendre le train gare Saint-Lazare pour aller jusqu'à Saint-Nom-la-Bretèche où la communauté allait dans la forêt pour faire brûler du soufre au pied d'un arbre foudroyé, signe de mort brutale. Un des rites les plus réguliers était une réunion nocturne, les jours de pleine lune, dans la forêt de Marly, non loin de Saint-Germain-en-Laye, autour de cet « arbre foudroyé » (qui rappelle le chêne sacré dont Dianus avait la garde dans le bois de Némi) et dans les ruines de l'ancienne forteresse de Montjoie. La notion de « lieu sacré » est au centre de ces rituels et réunions, et selon une mythologie de la forêt, de l'arbre acéphale et du « dieu qui meurt », faisant référence à James George Frazer, « c'est dans ce double lieu saint, comme l'explique Marina Galletti, que - annoncé par le surhomme nietzchéen, par l'homme intégral de Sade et par le rex nemorensis de Frazer - prend forme le mythe de l'homme acéphale, mythe d'une souveraineté qui, associant sa décapitation à celle de Dieu le père, se dessine “comme alternative, mais aussi comme portée extrême du politique”. »Chaque membre recevait un court billet résumant les moyens de s'y rendre. Chacun arrivait en silence et les nouveaux initiés, surnommés « larvae » par Bataille, étaient conduits en silence par Georges Ambrosino au point de réunion.
Bernard Noël évoque la cassure des rapports entre Bataille et Leiris à ce moment-là. « Le premier grave différend (entre Leiris et Bataille) va naitre  [...] dans la manière de traiter la communication. Alors qu'il suffit à Leiris d'un regard entendu, Bataille va tenter la création d'un rituel collectif. Il s'agit de ce qu'on pourrait appeler l'« affaire Acéphale » Derrière la revue portant ce titre, en marge du Collège de sociologie, Bataille crée une société secrète. Le différend avec Leiris naît du refus violent de ce dernier de participer à une entreprise qui lui paraît puérile et même dérisoire. »
Longtemps avant Acéphale, Bataille avait souhaité fonder d'autres sociétés secrètes. L'une d'elles avait été envisagée dès 1925 (ou 1926) avec Masson, Leiris et un émigré russe nommé Nicolai Bakhtine (frère de Mikhaïl Bakhtine), et conçue à partir de principes nietzschéens avec une tendance religieuse orphique. « Leiris avait alors proposé de donner à cette société le nom de “Judas” », mais l'idée fut abandonnée.
Quelque temps après Acéphale, les discussions et les écrits de la communauté trouvent un écho dans les fragments, non publiés du vivant de Bataille, du Manuel de l'Anti-Chrétien, vision du monde et d'une religion anti-chrétienne, à la fois tragique et mythique, dans la lignée de l'esprit nietzschéen, énoncée notamment dans un texte intitulé « Les onze agressions » : « 1- La chance contre la masse. 2- L'unité communielle contre l'imposture de l'individu. 3- Une communauté élective distincte de la communauté de sang, de sol et d'intérêts. 4- Le pouvoir religieux du don de soi tragique contre le pouvoir militaire fondé sur l'avidité et la contrainte. 5- L'avenir mouvant et destructeur de limites contre la volonté d'immobilité du passé. 6- Le violateur tragique de la loi contre les humbles victimes. 7- L'inexorable cruauté de la nature contre l'image avilissante du dieu bon. 8- Le rire libre et sans limite contre toutes les formes de piété hypocrite. 9- L'“amour de la destinée”, même la plus dure contre les abdications des pessimistes ou des angoissés. 10- L'absence de sol et de tout fondement contre l'apparence de stabilité. 11- La joie devant la mort contre toute immortalité. »
Il est arrivé à Bataille de souhaiter l'irrémédiable, un sacrifice humain qui liât les conjurés, mais l'irrémédiable n'a pas eu lieu, surtout parce qu'aucun membre n'était volontaire, et que seul Bataille se présentait pour être sacrifié, ce que les trois autres membres présents ont refusé. C'est Patrick Waldberg qui rapporte les faits : « la dernière rencontre au cœur de la forêt nous n'étions que quatre et Bataille demanda solennellement aux trois autres de bien vouloir le mettre à mort, afin que ce sacrifice, fondant le mythe, assurât la survie de la communauté. cette faveur lui fut refusée. Quelques mois plus tard se déchaînait la vraie guerre qui balaya ce qui pouvait rester d'espoir » ; ajoutant ce commentaire : « Jamais peut-être n'avaient été associés un aussi formidable sérieux à une puérilité aussi énorme en vue de porter la vie à un certain degré d'incandescence et d'obtenir ces “instants privilégiés” auxquels nous aspirions depuis l'enfance. » Roger Caillois était absent, mais c'est pourtant à lui, et à Patrick Waldberg, que l'on doit les premiers témoignages sur Acéphale. En ce qui concerne les membres de la société secrète, Michel Surya tente de distinguer ceux qui y participèrent effectivement, et ceux qui en rapportèrent les faits. D'où une certaine confusion : « La non participation de Roger Caillois ne fait plus de doute aujourd'hui. C'est à lui cependant, de même qu'à Pierre Klossowski, qu'on doit de savoir le peu qu'on sait d'Acéphale. Il est clair que, s'il n'en fit pas partie, c'est d'aussi près que possible, c'est-à-dire d'assez près pour que Bataille le tînt scrupuleusement informé de ce qui s'y passait, de ce qui s'y jouait. » Caillois raconte lui-même, dans un entretien, que Bataille lui aurait confié le rôle de sacrificateur ; mais ce témoignage paraît aussi douteux que ceux des autres « témoins » sur la question du « sacrifice humain », Michel Surya faisant ce commentaire : « On imagine assez mal Bataille confier à un non-“conjuré” le rôle majeur du sacrificateur dans cette cérémonie extravagante. » Plus tard, Bataille prit conscience de sa « monstrueuse intention », celle de fonder une religion, ce qu'il exprimera ainsi : « Ce fut une erreur monstrueuse, mais réunis, mes écrits rendront compte en même temps de l'erreur et de la valeur de cette monstrueuse intention », qui consistait à « tout mettre en jeu ». Mais Michel Surya lève toute ambiguïté sur cette déclaration de Bataille, précisant qu'il n'a jamais fait allusion à un sacrifice humain : ce que Bataille qualifia plus tard de « monstrueux ce n'est pas ce projet de sacrifice (jamais il n'a avoué l'avoir eu), mais celui de fonder une religion. »
Avec l'invocation de la mort, « le sens d'Acéphale était qu'autour de cette mort survenue, se lièrent, se soudèrent définitivement des hommes et des femmes tous pénétrés d'une terreur si profonde et si semblable que rien ne pût désormais les séparer. » Mais bientôt Bataille n'est plus que chagrin devant la maladie de sa compagne Colette Peignot, connue sous le pseudonyme de Laure. Elle est également surnommée « la Laure de Georges Bataille ». Il est entouré par quelques rares amis pendant l'agonie de la jeune femme : « La douleur, l'épouvante, les larmes, le délire, l'orgie, la fièvre puis la mort sont le pain quotidien que Laure a partagé avec moi et ce pain me laisse le souvenir d'une douceur redoutable mais immense ». Bataille avait rencontré Laure en 1931 alors qu'elle vivait avec Boris Souvarine. Il en devient le compagnon en 1935 alors qu'il ne reste à la jeune femme, atteinte de tuberculose, que trois années à vivre. « En 1935, la tuberculose était en elle assez forte pour qu'il ne fût pas déjà trop tard (pour que rien ne pût empêcher son progrès). [...] il reste à Laure trois années à vivre. Trois années qu'ils ont vécues ensemble. » Elle meurt en effet le 7 novembre 1938 à huit heures quinze le matin, et son décès met en présence deux clans : d'un côté Bataille et ses amis, de l'autre la famille Peignot, très chrétienne, qui espérait un retour des mécréants dans le giron de l'Église. Lors de son agonie, tous se demandent s'il va faire un signe de croix, les uns avec espoir, les autres avec crainte. Leiris fera un signe de croix à peine esquissé, mais Bataille reste ferme sur ses positions agnostiques, et quand il est interrogé sur la possibilité d'une cérémonie religieuse, affirme que « si jamais on poussait l'audace jusqu'à célébrer une messe, il tirerait sur le prêtre à l'autel ! »

#### Collège de sociologie et Société de psychologie collective

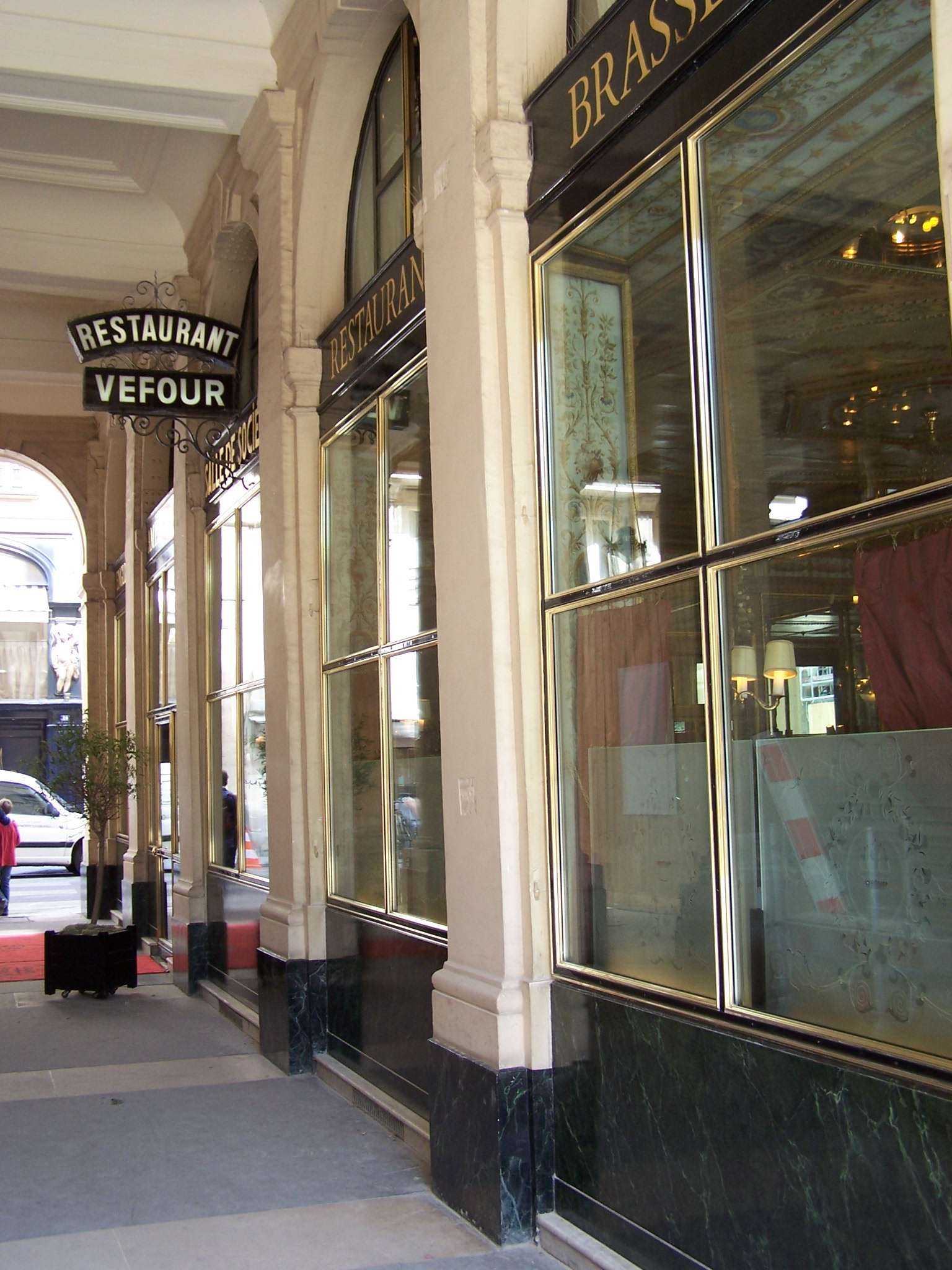
Le Grand Véfour, restaurant où se tinrent les premières réunions préparatoires du Collège de sociologie.

En 1937, Bataille participe aux deux « institutions savantes » : le Collège de sociologie et la Société de psychologie collective.
Fondée à partir de groupes d'études d'ethnographie psychologique, la Société de psychologie collective est directement reliée aux deux autres groupes (Acéphale et le Collège). Elle réunit les docteurs René Allendy et Adrien Borel, ainsi que Paul Schiff, Pierre Janet, Michel Leiris et Bataille. Pierre Janet est le membre le plus connu, Bataille est vice-président, Allendy est secrétaire-trésorier. La Société a pour but d'« étudier le rôle, dans les faits sociaux, des facteurs psychologiques, particulièrement d'ordre inconscient, et de faire converger les recherches entreprises jusqu'ici dans diverses disciplines. »
Au programme du Collège de sociologie les trois premiers sujets sont l'étude du pouvoir, celle du sacré et celle de la mort, et ces sujets doivent embrasser « l'activé totale de l'être », position intenable selon Michel Leiris qui expose son opinion dès 1939 dans une lettre adressée à Bataille. Plus tard, Bataille décrit le Collège de sociologie comme une activité extérieure à la revue Acéphale ; néanmoins, le Collège donne des conférences sur des thèmes qui sont au cœur d'Acéphale : le sacré, les mythes, Hegel, la tragédie, le chamanisme, la révolution entre autres. Denis Hollier a rassemblé tous les textes des conférences, les documents et discussions relatifs au Collège dans son recueil Le Collège de Sociologie. 1937-1939 (Gallimard, 1979, nouvelle édition augmentée en 1995), comprenant les textes de Georges Bataille, Roger Caillois, Georges Duthuit, René M. Guastalla, Pierre Klossowski, Alexandre Kojève, Michel Leiris, Anatole Lewitzky, Hans Mayer, Jean Paulhan, Denis de Rougemont, Jean Wahl (et autres).
Au début de l'année 1937, les réunions préparatoires du Collège de sociologie eurent lieu dans un café, à l'époque poussiéreux, du Palais-Royal, le Grand Véfour. En mars 1937, Bataille s'exprima sur « l'Apprenti sorcier », Roger Caillois lut une esquisse de son texte « Le vent d'hiver ». Le numéro 3 de Acéphale publia une « Note sur la Fondation d'un Collège de Sociologie », signée de Bataille, Caillois, Ambrosino, Klossowski, Monnerot, Libra. Michel Leiris était très ostensiblement absent de la liste et pour cause : sa première participation ne commencera qu'en janvier 1938, avec une conférence intitulée « Le Sacré dans la vie quotidienne ».
La première conférence du Collège de sociologie intitulée : « La sociologie sacrée et les rapports entre “société”, “organisme” et “être”, se tint le 20 novembre 1937, dans l'arrière-boutique d'une librairie (les Galeries du livre) au 15 rue Gay-Lussac. Roger Caillois précise les enjeux : « l'objet précis de l'activité envisagée peut recevoir le nom de sociologie sacrée, en tant qu'il implique l'étude de l'existence sociale dans toutes celles de ses manifestations où se fait jour la présence active du sacré. Elle se propose ainsi d'établir les points de coïncidence entre les tendances obsédantes fondamentales de la psychologie individuelle et les structures directrices qui président à l'organisation sociale et commandent ses révolutions - Extrait de  l'introduction à Pour un Collège de sociologie. » Bataille propose une interprétation de la société comme « être composite dont chaque partie est égale au tout ». Par la suite, « à raison de deux réunions par mois (de l'automne au début de l'été), elles se tinrent jusqu'au 4 juillet 1939 au même endroit. »
Avec Acéphale, Bataille a en vue la fondation d'une sorte d'« église » qui devait fonctionner comme une société secrète, dont les membres se donnaient rendez-vous dans la forêt pour débattre et avaient l'interdiction de parler à quiconque des conversations tenues là. Leiris a été sceptique dès le début, très vite, il prend du recul, la direction du collège de sociologie se réduit alors à deux membres : Caillois et Bataille. En concurrence avec Bataille qui règne sur Acéphale, Caillois entend régner sur le Collège de Sociologie : « Nous étions décidés à déchaîner des mouvements dangereux et nous savions que nous en serions les premières victimes ou que nous serions, du moins, emportés par le torrent éventuel » Puis Bataille reste seul à la tête de cette entreprise Leiris dénonce alors Bataille avec lequel il se brouille, et Caillois l'abandonne. « Le divorce des deux hommes, et, pour finir, la solitude où se trouve Bataille dénoncé par l'un (Leiris) et abandonné par l'autre (Caillois) trouve selon toute vraisemblance - considérable beaucoup plus qu'il n'y paraît - son origine dans cette différence d'appréciation ».
La Société de psychologie collective compte notamment Michel Leiris, Bataille et Georges Duthuit. Bataille y a donné sa première conférence le 17 janvier 1938 intitulée « Attitude devant la mort », indiquant ainsi l'importance du sujet. Elle n'a duré qu'une année, le collège deux années, la revue Acéphale deux ans. La fin du collège de sociologie en 1939 est d'une part due à la guerre : d'autre part à 'abandon de Bataille par les co-initiateurs du projet : Caillois est parti en Argentine, et Michel Leiris s'est retiré, fâché. Bataille prononce donc seul le discours du 4 juillet 1939, devant l'auditoire du collège . « Laissé seul devant l'auditoire du Collège de sociologie, pour conclure le second cycle de conférences, Bataille parlera comme un homme seul et d'une certaine façon, comme un homme déchaîné. Estimait-il devoir à ses co-initiateurs du Collège un semblant de réserve ? S'était-il obligé à parler jusqu'ici comme aurait fait une savant (ou à l'essayer) ? Toujours est-il que Caillois et Leiris absents, il parla pour lui-même à la première personne, pour, dit-il « introduire dans les perspectives un maximum de désordre » . »
La pensée de Bataille, au moment du Collège « a donné lieu à beaucoup de commentaires contradictoires, y compris de la part de ceux qui y furent associés : au-delà des médisances ignobles d'un Boris Souvarine, que faut-il penser de ces éclairages contrastés qui nous viennent de Bataille lui-même, mais aussi de Roger Caillois, Paulhan, Queneau, Klosowski? Bataille a-t-il voulu se présenter en « fondateur d'une religion » ou en « chaman » comme le prétend Caillois? [...] Soyons clairs : il n'y a jamais eu une « affaire Bataille » au sens où l'on a parlé d'une « affaire Heidegger » : Bataille n'a jamais collaboré de près ou de loin avec les nazis, jamais il n'a salué leur mouvement [...]. » Postulant qu'il existe au cœur de tout lien social des forces violentes [... ] « il choisit d'appréhender sous les vocables de part maudite et de sacré, forces destructrices dont l'attraction n'est pas niable, toute l'aventure du Collège. »

### Pendant la guerre et l'après guerre

#### Les inimitiés et les attaques
«  Bataille aurait eu tort de publier L’Expérience intérieure pendant la guerre, en 1943. Jules Monnerot lui en fit l’amical, discret, et au demeurant justifié, reproche. Patrick Waldberg le fit aussi, mais publiquement[...] et de façon autrement agressive. Souvarine y verra plus tard le signe infamant, sinon d'une collusion avec l'occupant, du moins l'accord de son auteur avec cette occupation. »

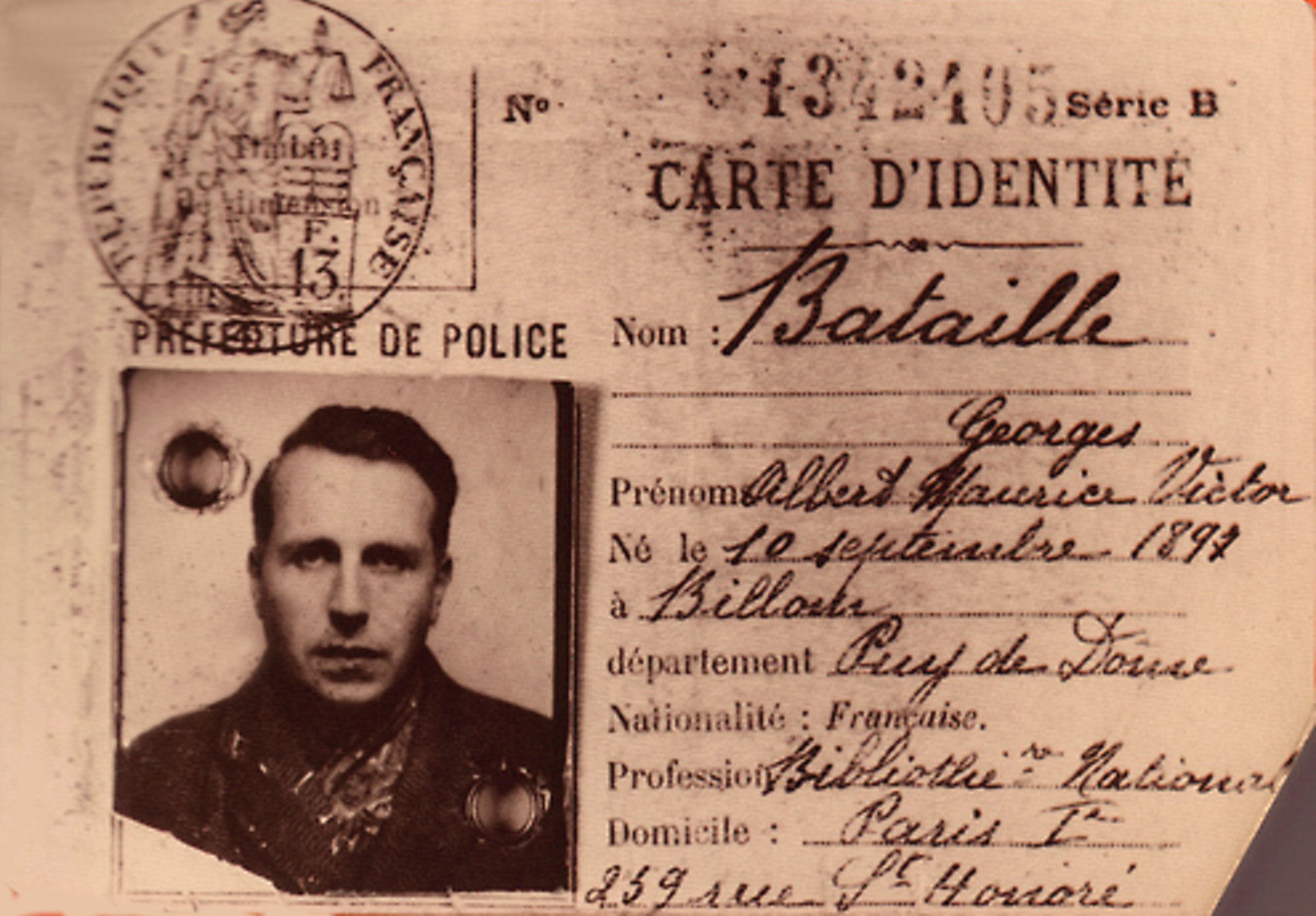
Carte d'identité de Georges Bataille en 1940.

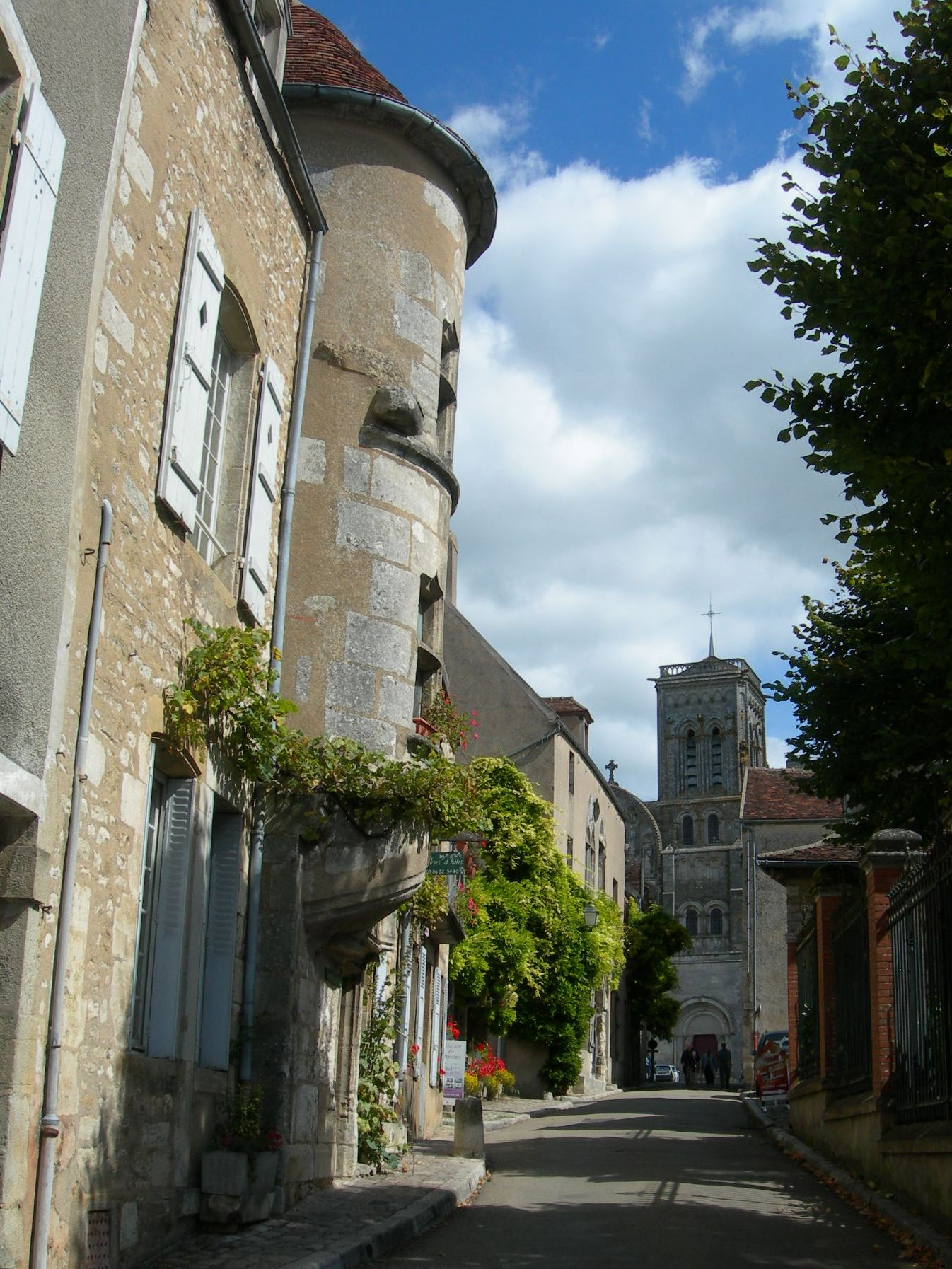
Vézelay, où Bataille s'est installé en 1943.

La première attaque est lancée dans un tract du 1er mai 1943 intitulé Nom de Dieu !, destiné à ridiculiser Bataille par des membres du groupe surréaliste La Main à plume qui l'affublent du titre de « Monsieur le Curé », ou encore le « chanoine Bataille ». Michel Surya juge l'intérêt de ce pamphlet « anecdotique. Faible littérairement autant que confus [...] il ne témoigne que de l'embarras et de la hargne où Bataille continue de jeter un certain nombre de ses contemporains [...] » Selon lui, il s'agit « d'un certain nombre de seconds couteaux surréalistes, aujourd'hui pour la plupart oubliés (si oubliés qu'on ignore en réalité quels liens unissaient ce second front à la plupart des chefs historiques exilés aux États-Unis) ». 

« Le seul nom surréaliste notoire des signataires de ce tract est celui de René Magritte, qui sera bientôt l'ami de Bataille. On peut noter aussi ceux de Maurice Blanchard (il vient de publier Les Pelouses fendues d'Aphrodite chez la Main à plume en 1942 [...] et de Christian Dotremont [...] il fondera en 1947 le Groupe surréaliste révolutionnaire de Belgique. [...] On pourra leur ajouter les noms d'André Stil [...], de Pierre Dumayet. Les autres signataires de ce pamphlet sont les suivants : Noël Arnaud, Charles Boquet, Jacques Bureau, Jean-François Chabrun, Paul Chancel, Aline Gagnaire, Jean Hoyaux, Laurence Iché, Félix Maille, J.V. Manuel, Pierre Minne, Marc Patin, André Poujet, Jean Renaudière, Boris Ryba, Gérard de Sède, Jean Simonpoli. »

 Ce tract visait surtout la collaboration de Bataille à la revue Messages. Il écrit dans une lettre, de mai 1943, à son collègue de la Bibliothèque nationale Jean Bruno : « J'ai vu un tract surréaliste qui me met violemment en cause après la publication de mon livre ; je suis traité de curé, de chanoine... Pas d'intérêt sinon comique. »
D’autres encore attaquent violemment L’Expérience intérieure, comme le très chrétien Gabriel Marcel : « L'Expérience intérieure est l'occasion d'un significatif ralliement défensif : les surréalistes, les chrétiens et, on le verra, les existentialistes, feront en la circonstance front commun ». Mais le plus virulent est Jean-Paul Sartre qui qualifie l’ouvrage « d’essai-martyre ». Il décèle dans l’ouvrage l’influence de Nietzsche, et de Pascal. Bataille est très affecté par l’agressivité de Sartre. Le différend entre les deux hommes ne s’estompa jamais complètement bien que, par la suite, Sartre se fût montré plus attentif aux propos de Bataille, et plus amical. Georges Bataille lui-même reconnaît que s'il a été traité de « nouveau mystique », il en est lui-même responsable :

« Quand je fus traité de nouveau mystique, je pouvais me sentir l'objet d'une erreur vraiment folle, mais quelle que fût la légèreté de celui qui la commit, je savais qu'au fond, je ne l'avais pas volé. »

En avril 1943, Bataille s'installe à Vézelay avec Denise Rollin et son fils âgé de quatre ans. Michel Fardoulis-Lagrange, rencontré deux ans plus tôt et recherché par la police pour présomption de propagande communiste, les rejoint dans leur maison. C'est là qu'il achève son troisième livre, Le Grand Objet Extérieur. Sylvia Bataille et son compagnon (futur mari) Jacques Lacan, pour lesquels Bataille a réservé à quelques pas de chez lui, une grande maison sur la place de la basilique, devaient les y rejoindre, ce qui ne se fit pas. Seule Laurence, fille de Georges et de Sylvia, rejoint son père, et habite avec lui. Elle a alors treize ans. La maison est pauvre et vétuste, Bataille y séjourne de mars à octobre 1943. Celle qu'il a réservée pour Lacan et Sylvia est finalement occupée par Diane Kotchoubey de Beauharnais qui s'y installe avec sa fille. Diane vient d'être libérée d'un camp d'internement près de Besançon. C'est grâce à une invitation lancée par le mari de Denise Rollin, de passage à Vézelay pour voir son fils, que Bataille et Diane se rencontrent et qu'ainsi Bataille se trouve partagé entre deux relations amoureuses : Diane et Denise. Mais dès octobre 1943, de retour à Paris, il se sépare de Denise et se trouve de la sorte sans logement. Grâce à Pierre Klossowski, il trouve refuge dans l'atelier du peintre Balthus qui est le frère de Klossowski. Dans cet atelier, que Jean Piel qualifie de grenier, il vit caché pour échapper à l'ire du mari de Diane qui, bien décidé à tuer l'amant de sa femme, renonce finalement en apprenant que Bataille est malade (il est tuberculeux). Il n'y eut qu'une brève échauffourée dont Bataille ne fait le récit nulle part.
En 1944 Bataille rencontre souvent Sartre chez Michel Leiris. Une sorte d'estime mutuelle a remplacé l'agressivité, sans qu'il y ait réelle amitié entre les deux hommes. Il rencontre aussi Henri-François Rey avec lequel il forme le projet d'écrire un scénario de film pour enfin gagner quelque argent. Selon Henri-François : « il vivait alors dans le plus grand dénuement. »
En avril 1944, Bataille quitte Paris pour s'installer à Samois-sur-Seine, non loin de la maison de Bois-le-Roi où Diane Kotchouny réside. Cela fait maintenant deux ans qu'il est atteint de tuberculose pulmonaire. Il doit se rendre à Fontainebleau pour y recevoir des soins. Diane l'accompagne parfois, mais Bataille est souvent seul. C'est aussi l'époque où il écrit (entre 1942 et 1944) son récit sans doute le plus scandaleux, Le Mort, qui ne sera publié qu’en 1964, après sa mort. Il écrit aussi Julie, curieux livre qui ne sera publié que de manière posthume (dans le tome IV des Œuvres complètes) et dans lequel la guerre est très présente, ce que commente ainsi Michel Surya : « C'est curieusement le livre où la guerre est la plus présente. Elle l'est d'un certaine façon- décalée - comme elle l'était dans Le Bleu du ciel. L'attente est attente de la mort, ou attente de la fin de la guerre. Il y a ceux qui échappent à la guerre et ceux qui n'en reviendront pas. »

#### Les amitiés et les travaux communs

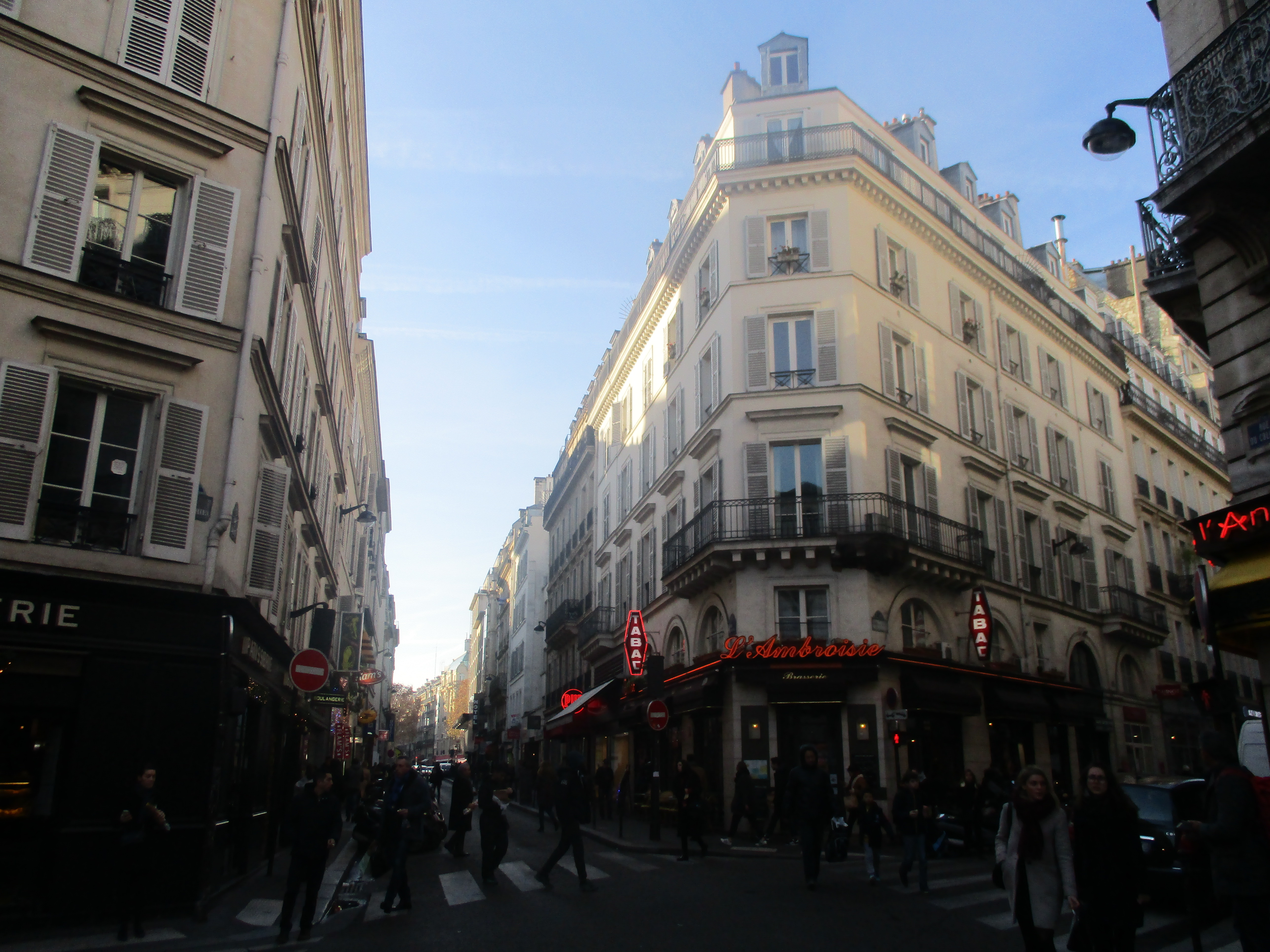
rue de Ponthieu, où se trouvaient les locaux de la Jeune France, où Bataille a donné sa première conférence en 1943.

Bataille est en zone libre dès juillet 1940, mais dès le début du mois d'août, il s’installe de nouveau à Paris au 259 rue Saint-Honoré. Il habite tantôt là, tantôt chez Denise Rollin, sa nouvelle compagne depuis 1939, et avec laquelle il vit jusqu’en 1943. Denise habite 3 rue de Lille, c’est dans son appartement que vont avoir lieu à partir de 1941 des réunions d’amis de Bataille autour du projet du Collège d'Études socratiques. À cette époque, Bataille écrit Madame Edwarda, L'Expérience intérieure et Le Coupable.
Pierre Prévost présente Maurice Blanchot à Bataille en décembre 1940. Dans les années 1930, Blanchot est un journaliste « plutôt de droite et même très à droite » : il écrit pour le Journal des débats, Le Rempart, Combat, L'Insurgé. Il partage certaines idées de Emmanuel Levinas, son camarade d'études, et c'est à cette époque qu'il publie son premier roman Thomas l'obscur (1941) et travaille à son essai Faux pas. « Pendant l'Occupation Bataille et Blanchot se  sont immédiatement liés d'une profonde amitié. Bataille dit lui-même que l'admiration mutuelle et les idées communes formèrent un très solide lien. On peut trouver trace de leurs affinités dans leurs livres : Faux-pas offre un catalogue des sujets  sur lesquels Bataille  réfléchit pour L'Expérience intérieure. Bataille cite aussi Thomas l'obscur et les conversations avec Blanchot. Ces conversations ont un rôle essentiel pour Bataille qui, admiratif de Blanchot, commence à inclure de la poésie, genre qu'il a toujours rejeté avec véhémence, dans un de ses écrits les plus scandaleux : Madame Edwarda, courte fiction publiée sous le nom de Pierre Angélique, pseudonyme renvoyant à Angèle de Foligno, auteur du Livre des visions et instructions. Contrairement à l'hypothèse souvent retenue qui voit en Robert Chatté (ou occasionnellement Jean Legrand) le premier éditeur de Madame Edwarda, il est désormais assuré que le récit a été édité par les soins de Robert et Élisabeth Godet », aux éditions du Solitaire (nom d'éditeur inventé), en décembre 1941. Le pseudonyme de Pierre Angélique renvoie Angèle de Foligno, auteur du Livre des visions et instructions.
Michel Surya souligne la complexité des rapports entre Bataille et Blanchot :« Sur la rencontre de Maurice Blanchot et Georges Bataille, il y aurait certainement beaucoup à dire (et d'essentiel) si le silence des deux hommes fait sur leur amitié ne nous réduisait à des conjectures. C'est l'évidence que cette rencontre fut pour chacun déterminante. Mais à quel titre ? Blanchot a-t-il sauvé Bataille comme Klossowski voudrait qu'on le croie [...]. » Bataille a dix ans de plus que Blanchot, il a déjà une carrière derrière lui, Blanchot en est à ses premières publications. C'est aussi aux positions politiques de Bataille que Blanchot le maurrassien se ralliera. « Il est plus que vraisemblable que c'est Bataille qu'il faut créditer du revirement idéologique de Blanchot, » mais c'est à un tout autre niveau qu'il est intéressant de situer la rencontre des deux hommes. L'un et l'autre sont seuls, ont perdu tout lien avec leur communauté. Et ce besoin de communauté pourrait être le lien le plus fort : « l'impossible communion de deux ou de plusieurs hommes, par paradoxe, est la seule qui leur soit communicable ; c'est ce que vingt ans après la mort de Bataille, Blanchot dit en des termes admirables du point de vue des motifs qui animent tardivement l'œuvre de Blanchot ; aussi peu batailliens que possible, quoi qu'il semble - quoiqu'ils s'“autorisent” de lui ».
L'amitié avec Bataille, Blanchot l'évoquera dans son essai L'Amitié (1971), sera indéfectible, jusqu'à la mort de Bataille, avec une exigence commune quant à la littérature, au silence qui lui est lié, et un souci de l'autre marqué du sceau de la discrétion, Blanchot étant très attaché au retrait de l'auteur et à son effacement personnel. Les citations (dans les essais de Bataille ou de Blanchot) de l'un ou de l'autre, comme les dédicaces en sont une illustration éloquente, Blanchot écrivant ainsi dans une de ses dédicaces à Bataille : « le seul proche dans l'extrême lointain ». Bataille avait d'ailleurs un projet d'études, abandonné, intitulé « Les récits de Maurice Blanchot », et envisagea d'inclure dans le deuxième volume de la Somme athéologique un essai intitulé « Maurice Blanchot ». En effet, Bataille admire beaucoup Blanchot et subit même une certaine influence de sa part (dont témoigne L'Expérience intérieure, avec notamment l'idée que l'autorité s'expie). Blanchot est par ailleurs le premier à écrire un compte rendu de L'Expérience intérieure en 1943.
Bataille a terminé Madame Edwarda en octobre 1941, se consacrant aussitôt à un petit texte Le Supplice qui deviendra la partie centrale de L'Expérience intérieure, premier livre publié sous son nom réel d'auteur, Georges Bataille (mis à part la plaquette Notre-Dame de Rheims, en 1918).
De nombreux projets communs sont prévus. Bien peu verront le jour. Ce qui compte pour Bataille en 1941, ce sont les discussions informelles, les échanges d'idées, la communauté d'idées qu'ils explorent ensemble. Ils décident de créer un groupe : le collège Socratique, dont les deux maximes essentielles pour Bataille sont « connais-toi toi-même » et « Je ne sais qu'une chose: c'est que je ne sais rien » ce qui, ironiquement était à la base de « l'Expérience intérieure » et du « Non-savoir ». Bataille établit un programme de conférences dont les sujets vont de la condition physique à la philosophie, de la religion, à la tradition poétique. Bataille donne aussi des lectures partielles de L'Expérience intérieure qu'il est en train d'écrire. Chaque membre se présente à chaque séance. La première réunion a lieu dans un restaurant rue de Ponthieu, la deuxième dans les locaux de la Jeune France, une association culturelle soutenue par le gouvernement de Vichy, puis finalement dans l'appartement de Denise Rollin. Les lectures-débats organisées par Bataille réunissent deux cercles d’assistants. Le premier comprend Queneau, Leiris, Fardoulis-Lagrange, le deuxième Pierre Prévost, Xavier de Lignac, Petitot. Maurice Blanchot fait partie des deux groupes. Ces réunions semblent, selon les témoignages de Fardoulis et de Prévost, avoir consisté pour l’essentiel en des lectures de passages de L’Expérience intérieure, suivies de débats autour de questions se rattachant à cet ouvrage publié en 1943. Les réunions se poursuivent jusqu’en mars 1943. Cette communauté d’amis, communauté inavouable, se révèle bientôt un échec, Michel Surya parlant de « la communauté de l'impossible à l'impossible communauté ». Il n'est pas certain que l'amitié avec Blanchot ait été très avouable, au moins à cette époque ; comme le remarque Mathieu Bietlot, « parmi le choix de lettres publiées par Michel Surya expédiées par Bataille à la plupart de ses amis [...] aucune lettre destinée à Blanchot. » Néanmoins, si la correspondance connue et publiée entre les deux hommes est si minime, il convient de mentionner que c'est dû au fait que Blanchot a toujours refusé, sauf exceptions, de rendre publique sa correspondance; Michel Surya précise que « selon Diane Bataille, le plus grand nombre des lettres écrites par Maurice Blanchot à Georges Bataille aurait intentionnellement été détruit par celui-ci avant sa mort. Maurice Blanchot aurait d'ailleurs fait de même (aux termes d'un accord qui les liait ?) des lettres reçues de Bataille dès qu'il apprit la mort de celui-ci. »
Cependant c'est encore avec Blanchot que Bataille s’engage dans un nouveau projet en 1944. Il fonde un cahier intitulé Actualité, avec Pierre Prévost, qu'il souhaite au départ développer en une collection d'essais chez Calmann-Lévy, et qui devait donner lieu à plusieurs parutions. Le premier volume intitulé L'Espagne libre couvre les dix ans de l'histoire espagnole qui ont suivi la guerre civile. Le second propose d'étudier sous l'angle international les questions économiques et les sciences sociales, le troisième envisage une étude des rapports entre la littérature et la politique en France. Pierre Calmann-Lévy n'accepte de publier que le premier volume, préfacé par Camus, et qui comporte entre autres les signatures de Bataille, Blanchot, Albert Ollivier, Roger Grenier, Federico García Lorca, W. H. Auden. Blanchot assurant la direction, sa présence est assez importante, comme en témoigne une lettre qu'il envoie à Bataille en 1946 pour lui réclamer un article en retard. Ce cahier traitant de politique, et en particulier de l’Espagne, ne comporte qu’un seul volume qui est édité en 1946 aux éditions Calmann-Lévy. Il est intitulé L’Espagne libre. Albert Camus déclare dans la préface : « Voici neuf ans que les hommes de ma génération portent en eux l’Espagne comme une mauvaise blessure ». La question de l’Espagne est d’ailleurs une blessure faite à toute l’Europe. Elle met en cause la question démocratique. Et selon Jean Cassou qui laisse éclater sa rage, c’est en Espagne qu’a commencé la tragédie européenne. La présence de Maurice Blanchot à la direction d' Actualité témoigne du retournement politique qu'il a opéré pendant la guerre. En 1937, il s'était montré violemment antirépublicain, très hostile à Léon Blum et à la politique d'aide aux « rouges » espagnols.

#### La RevueCritique
En 1946, Bataille est présenté à Maurice Girodias à l'automne 1945 par Pierre Prévost. Girodias accepte de fonder avec Bataille la revue Critique que Sylvie Patron décrit comme « une encyclopédie de l'esprit moderne ». Elle porte en sous-titre Revue générale des publications françaises et étrangères et paraît en juin 1946. L'objectif est de publier des études sur tous les livres considérés comme importants en France comme à l'étranger afin de constituer un « condensé de la production imprimée du monde entier ». Sous la direction de Bataille, le comité de rédaction comprend Maurice Blanchot, Jules Monnerot, Pierre Josserand, Albert Ollivier et Éric Weil. Critique est une somme, les études publiées sont beaucoup plus longues et plus complètes que de simples comptes-rendus critiques. Maurice Girodias, directeur des Éditions du Chêne, a d'abord proposé à Pierre Prévost la création de cette revue. La proposition a rebondi de Prévost à Blanchot et à Bataille, qui forme le projet d'une mise en débat des idées. Mais Critique, dont le titre initial donné par Bataille était Critica, ne devait pas être une revue d'idées pures, mais de commentaires critiques de livres d'idées, d'où le titre finalement choisi. Lors d'un entretien que Bataille donne le 17 juillet 1947 au Figaro littéraire, qui fait suite au prix de la meilleure revue décerné à Critique par les journalistes, la notion d'engagement politique est écartée a priori. Dans ce même entretien, Bataille précise qu'il s'agit de chercher « les rapports qu'il peut y avoir entre l'économie politique et la littérature, entre la philosophie et la politique », et déclare avoir emprunté à l'une des plus anciennes revues françaises le Journal des savants, l'idée d'une « revue représentant l'essentiel de la pensée humaine prise dans les meilleurs livres. »
Critique paraît à un moment où la compétition est dure dans le monde de la presse. Des journaux comme Combat (de gauche) et la revue Esprit (tendance catholique) sont bien établis. À cette époque, la revue de Sartre, Les Temps modernes, est prédominante dans les milieux intellectuels, car elle défend la « littérature engagée », avec des plumes prestigieuses. Critique n'a aucune ligne précise : Pierre Prévost et Albert Ollivier y rejettent le communisme tandis que Éric Weil le défend, Blanchot est au centre, rejetant le rejet du communisme, tout comme Bataille qui tient la même position centriste. Les querelles sont vives au sein de la rédaction ; par exemple Éric Weil s'oppose aux publications des ouvrages du marquis de Sade, alors que Bataille s'en fait le défenseur. À partir de 1950, la revue est éditée par Les Éditions de Minuit. Bataille y publie de très nombreux articles dont certains sont ensuite rassemblés, remaniés ou augmentés, dans des essais à part entière.
En 1947, Bataille se trouve au plus près de l'analyse rationnelle de la situation économique. Il soutient le plan Marshall de Truman. 16 pays étaient alors réunis à Paris. De cette réunion naît en avril 1948 l'OCDE, d'avril 1948 à décembre 1951 les États-Unis ont fourni à l'Europe douze milliards de dollars pour 5/6e sous forme de don, et 1/6 sous forme de prêt. Dans le numéro 8-9 de janvier-février de Critique, il formule de manière prémonitoire l'ébauche d'un projet d'aide que Marshall rend public le 5 juin 1947,. Ainsi le mouvement normal et nécessaire de l'activité américaine devrait aboutir à l'équipement du globe entier, sans contrepartie selon Bataille. Mais tout en encourageant le plan Marshall, il « défend » tout à coup l'Union soviétique, cherchant à comprendre la partition du monde en deux blocs. Bataille est désemparé, de nouveau désespéré. Il hait la bourgeoisie. Mais que valent les communistes ? Bataille les définit ainsi : ils offrent « le saut dans la mort », mais quiconque ne le fait pas est assimilable à un bourgeois. Bataille lui-même refuse de se rallier à la bourgeoisie, mais refuse aussi de faire le saut dans la mort ; il cherche à « comprendre comment le monde soviétique, lourd, exténué, coercitif, est un monde de servitude ; un monde où il n’y a d’autre possible que le travail ».
Mais il s’insurge contre la plate protestation morale, inefficace avant guerre, inefficace aujourd'hui. Si le Kremlin cherche une domination mondiale, il ne suffit pas de s'en indigner, il faut agir : la paix n’est possible qu’armée. Bataille ne sera jamais pacifiste. « On mesure mal à quel point il est vain de proposer ce monde-ci au repos. Repos, sommeil ne pourraient être à la rigueur que prodromes de la guerre. » C’est finalement une chance pour l’Occident que l’Union soviétique fasse peser sur lui la crainte d’une menace, cela le fait échapper à la paralysie. La menace se résume en trois points : la « police secrète » ; le « bâillonnement de la pensée », les « camps de concentration ».
À partir de là, Bataille abandonne l’ethnologie et la politique pour se consacrer davantage à l’économie, dans une approche anthropologique, ce qu'il nomme « l'économie générale », avec le projet sous-jacent, qu'il caressa toute sa vie, d'écrire une histoire universelle. Ainsi, à l'encontre de l'économie classique, mêlant réflexions sur le pouvoir, la politique, la religion, l'économie, la métaphysique, la physique et la biologie, La Part maudite (publiée aux Éditions de Minuit en 1949) apparaît comme un vaste projet de repenser le monde et l'humanité à partir de « la notion de dépense ». C'est ainsi que Bataille conclut son essai par des propos iconoclastes, car « il s'agit, selon lui, d'en arriver au moment où la conscience cessera d'être conscience de quelque chose. En d'autres termes, prendre conscience du sens décisif d'un instant où la croissance (l'acquisition de quelque chose) se résoudra en dépense, est exactement la conscience de soi, c'est-à-dire une conscience qui n'a plus rien pour objet. [...] Il s’agit pour un homme de ne pas être seulement une chose, mais d’être souverainement. ». Michel Surya y voit « la première tentative d'une métaphysique de la marchandise », qui inspirera par la suite de nombreux penseurs des sciences humaines, économistes, philosophes, anthropologues ou sociologues. Et il fait le commentaire suivant : « Bataille ne demande rien de moins que d’avoir de la croissance une conscience simultanément sacrificielle. Posséder serait égal à perdre, accumuler égal à ruiner. Avoir conscience de serait alors exactement identique à avoir conscience de rien. Sans doute est-ce la première tentative d'une métaphysique négative de la marchandise. La question a été parfois soulevée de la part qui revient à Georges Ambrosino dans ce livre. Une chose est sûre : Georges Bataille, dans une note de bas de page de l'introduction, le remercie en ces termes : “Ce livre est aussi pour une part importante l'œuvre d'Ambrosino” [...] Il ne fait pas de doute que Bataille a écrit seul ce livre. Mais il ne fait pas davantage de doute qu'il ne l'a pas pensé seul. Ce qui lui est propre est sans difficulté repérable : on dira, pour faire bref, toute la partie sociologique, toute la partie politique, et sans doute une bonne partie ethnologique déjà présente dans des textes antérieurs à la rencontre d'Ambrosino. Reste tout ce qui concerne l'aspect scientifique, et plus particulièrement énergétique. Le physicien qu'était Georges Ambrosino fut là beaucoup plus qu'un conseiller, il en fut l'inspirateur et le correcteur comme en témoigne une lettre du 28 novembre 1945 (Bibliothèque Nationale) : “Voilà les corrections que je suggère, sans plus [...] De ce point de vue, mes suggestions ont l'inconvénient de diminuer cette valeur de choc. Mon rôle est ingrat, c'est celui d'un frein” . »

### De Vézelay à Orléans

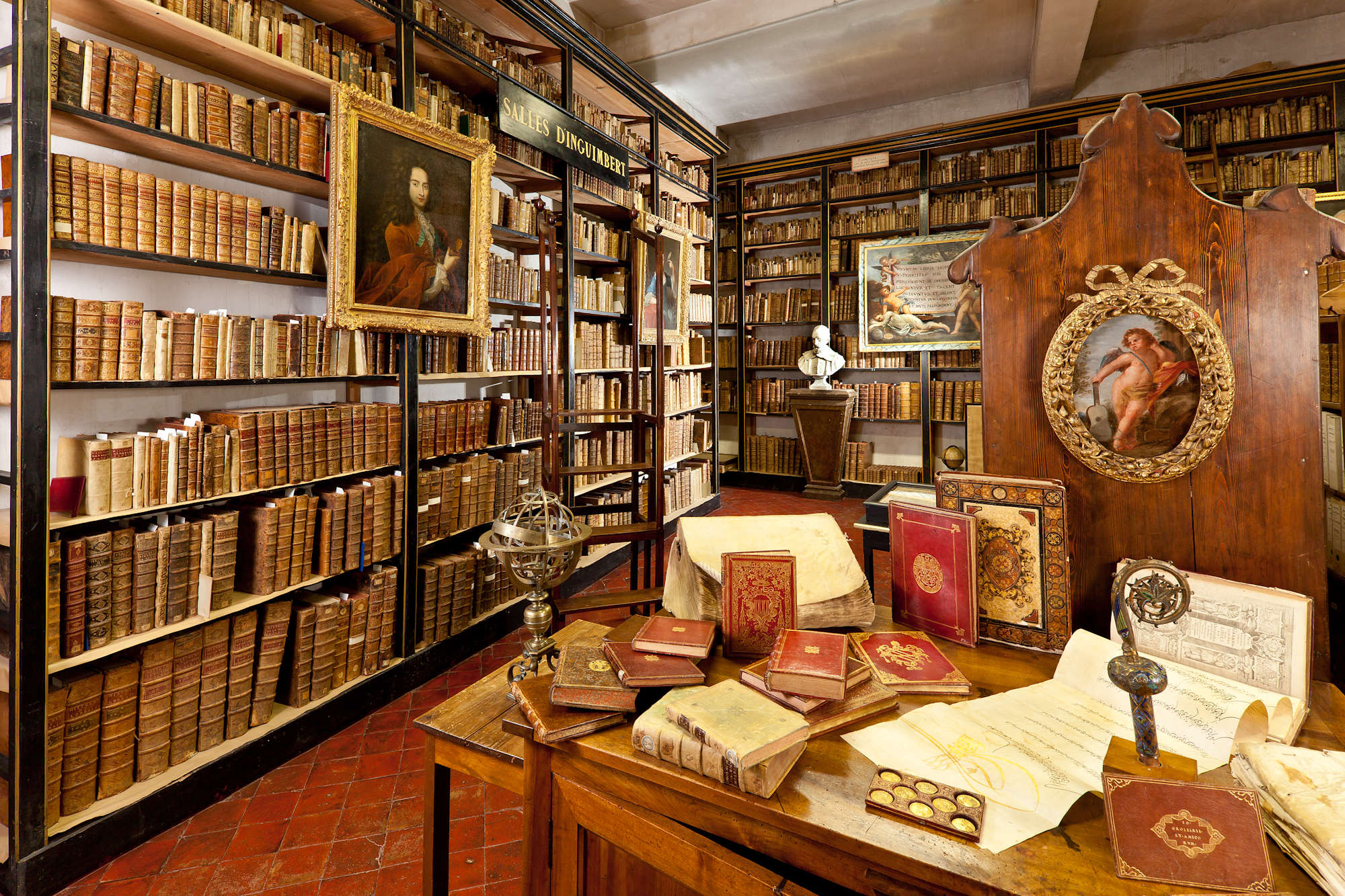
Une des salles de la Bibliothèque Inguimbertine.

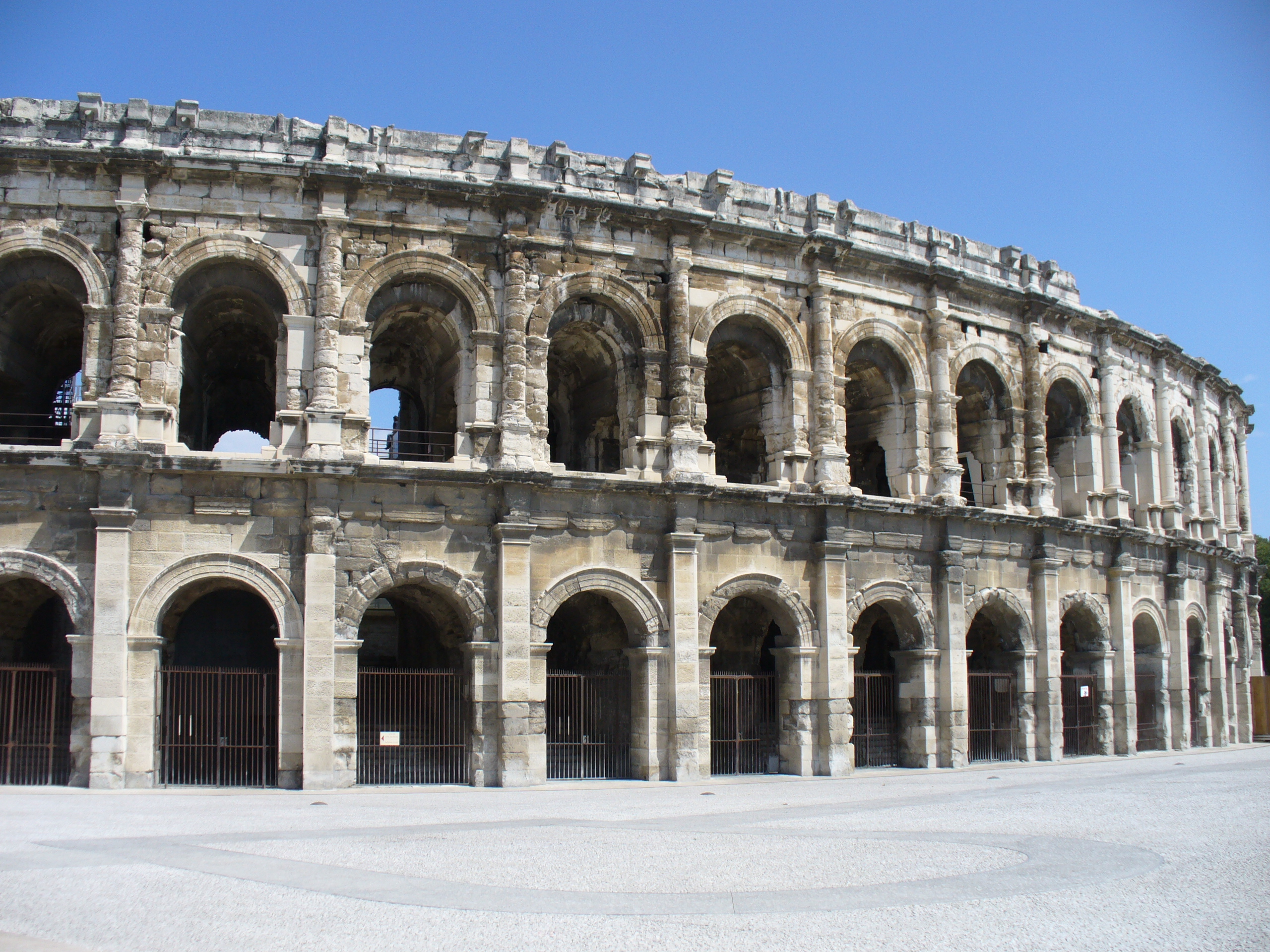
Arènes de Nîmes.

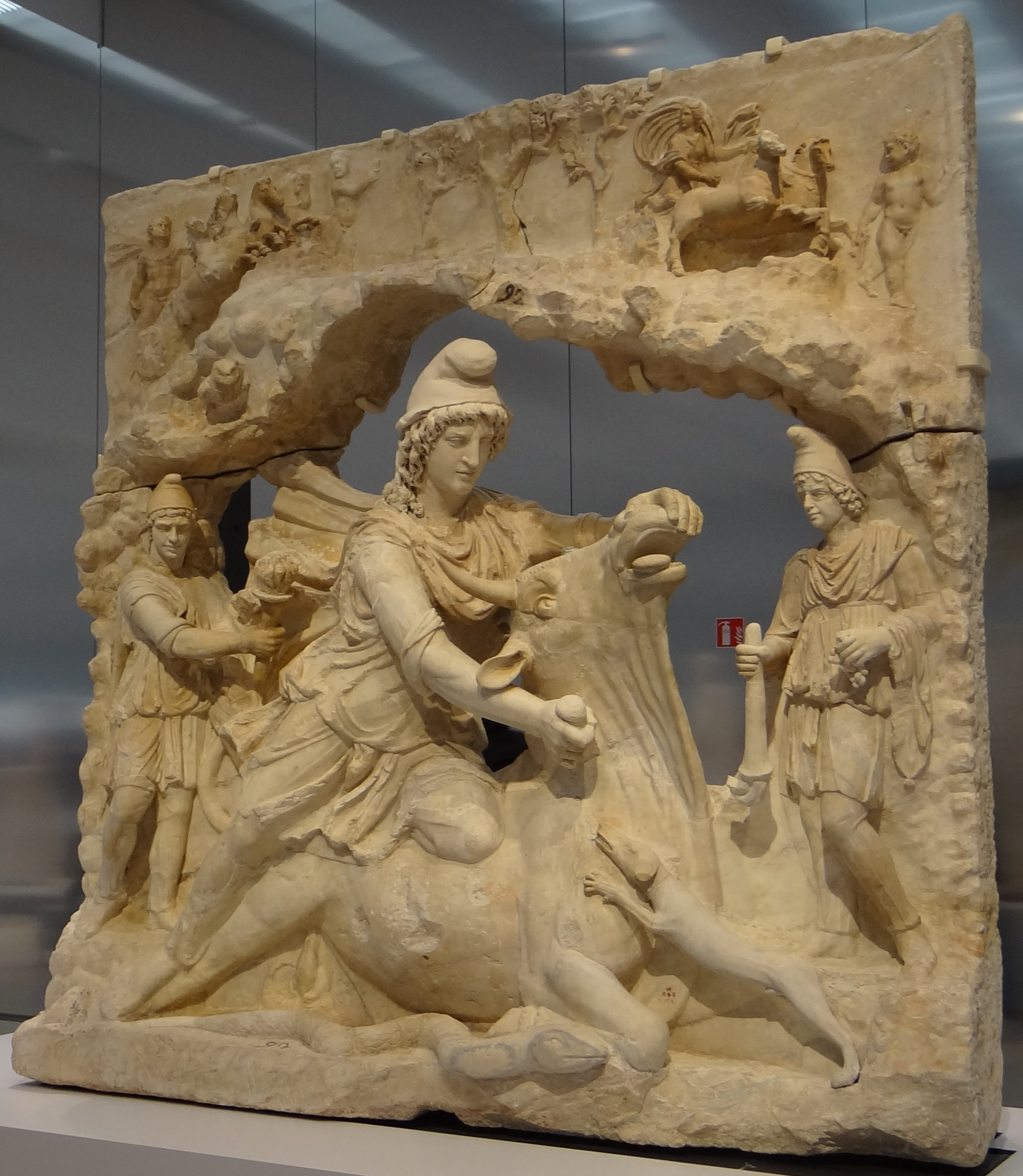
Mithra sacrifiant le Taureau.

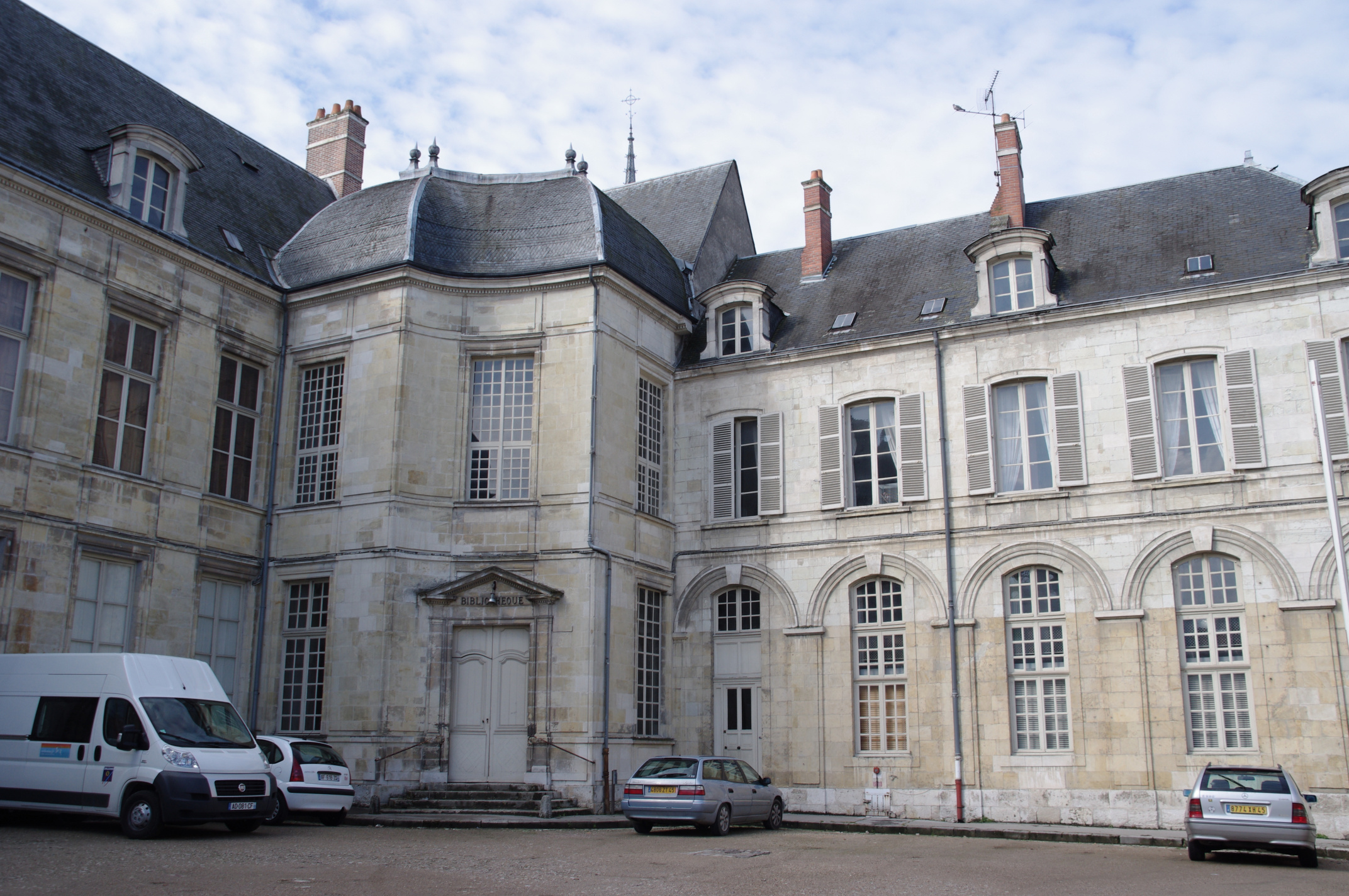
Bibliothèque municipale d'Orléans en 1994.

Si, pendant l'année 1944 l'activité littéraire de Bataille à Samois a été intense (il a écrit de nombreux poèmes dont L'Alleluiah, poème d'amour destiné à Diane, publié en 1947) à Vézelay, où il s'établit de 1945 à 1949, sa création littéraire est faible. Il écrit beaucoup pour Critique. En 1947, il publie notamment Méthode de méditation, L'Alleluiah, catéchisme de Dianus, Histoire de rats (Journal de Dianus), Haine de la poésie (qui sera rééditée en 1962 sous le titre L'Impossible, suivi de Dianus et de L'Orestie). Il écrit en 1948 une Théorie de la religion qui est annoncée pour 1949, mais ne paraîtra pas de son vivant. L'essentiel de son travail consiste à remanier, augmenter et rassembler certains textes en une somme cohérente pour donner suite à deux grands projets : d'une part prolonger La Part maudite, avec L'Histoire de l'érotisme (1950-1951, première version de L'Érotisme) et La Souveraineté (1953-1954), dont ne parurent que quelques chapitres donnés à des revues ; et d'autre part réunir ses grands essais « philosophiques » écrits pendant la guerre. C'est ainsi qu'il rassemble L'Expérience intérieure, Le Coupable, Méthode de méditation et Sur Nietzsche sous le titre La Somme athéologique. Bataille reste alors un certain temps sans écrire, mais forme un grand nombre de projets dont celui d'une Histoire universelle, à laquelle il songe depuis 1934, et dont il compte faire une histoire de l'art. De ce projet naîtront La Peinture préhistorique. Lascaux ou la naissance de l'art et Manet en 1955, L'Érotisme en 1957 et Les Larmes d'Éros en 1961. 
Dès mars 1949, Bataille écrit à Albert Camus pour lui dire qu'il souhaite rassembler les articles qu'il a publiés sur lui dans Critique, sous le titre Albert Camus : moralité et politique. Il se propose de situer Camus par rapport à Nietzsche et Sade, entre surréalisme et existentialisme, entre le stalinisme et le plan Marshall. Camus est parmi les visiteurs de Carpentras à partir de 1949. Et en 1951, Bataille fait paraître un article dans le numéro 55 de décembre de Critique pour défendre L'Homme révolté contre les attaques de Breton, ainsi que dans le numéro 56 de janvier.
Mais pendant toute la période de Vézelay, il est isolé et se débat dans des problèmes d'argent. Selon Jean-Jacques Pauvert, Bataille était alors au bord de la mendicité, ayant brûlé le patrimoine que sa mère lui avait laissé en 1930, ce qui le pousse à reprendre son emploi de bibliothécaire. Chaque fois qu'il parle de cette nouvelle situation, il en souligne le caractère d'obligation, répétant qu'il a dû se faire bibliothécaire, regrettant de ne pouvoir se consacrer à sa revue Critique,.
En 1949, Bataille reçoit sa nomination de conservateur à la Bibliothèque Inguimbertine de Carpentras où il s'installe de 1950 à 1951. Le chartiste, qui a fait toute sa carrière à la Bibliothèque nationale, est en disponibilité depuis sept ans à cause d’une tuberculose. Il arrive à Carpentras avec Diane Kotchoubey de Beauharnais, qu'il épouse en 1951. Là, il invite ses amis Albert Camus et René Char, directeurs de la revue Empédocle, ainsi qu'Albert Béguin, cofondateur de la revue et Jacques Dupin, secrétaire de rédaction, avec lequel il se lie d’amitié. Il y publie Comment dire ?
La période de Carpentras est l'une des plus difficiles dans la vie de Bataille. Ni Diane Kotchoubey ni lui-même ne s'y plaisaient vraiment. L'éloignement de Paris et de ses amis lui était pénible bien qu'il assistât aux corridas de Nîmes en compagnie de René Char, Pablo Picasso, Claude Lefort, et Michel Leiris, qui avait été le témoin de mariage de Georges Bataille avec Sylvia Maklès en 1928. Lorsqu'il était conservateur de la Bibliothèque Inguimbertine, Bataille aurait réuni une importante collection d’ex-votos, en particulier ceux de Saint Gens. Son fonds aurait servi de support au court-métrage du CNRS intitulé : Saint Gens, patron des fiévreux et fidèle intercesseur de la pluie et du beau temps, tourné par Jean Arlaud à Monteux et au Beaucet.
Des lettres de cette période témoignent d'une grande dépression : « Je sors d'une période d'une grande apathie » ; « Ni Diane ni moi ne nous sommes bien portés à Carpentras. » La solitude de Bataille entre 1949 et 1951 est celle d'un homme contraint de reprendre un emploi à regret, dans une ville qu'il n'aimait pas. La suspension de Critique le jette dans une vacuité intellectuelle. Aussi demande-t-il sa mutation pour Orléans, qu'il obtient à l'été 1951.
Au cours de l’année 1950, ses rencontres avec René Char, son voisin de l'Isle-sur-la-Sorgue, débouchent sur une estime et une amitié sincères. Peu après le lancement de la revue Critique que dirige Bataille, le poète lui avait écrit : « Toute une région majeure de l’homme dépend aujourd’hui de vous ».
René Char a posé, en mai de cette année-là, dans sa revue Empédocle, cette question à tous les écrivains : « Y a-t-il des incompatibilités ? » Il s’adresse ainsi à ses « compagnons d’écriture » : « On affirme sous une grande quantité d’angles que certaines fonctions de la conscience, certaines activités contradictoires peuvent être réunies et tenues par le même individu sans nuire à la vérité pratique et saine que les collectivités humaines s’efforcent d’atteindre. C’est possible mais ce n’est pas sûr. La politique, l’économique, le social et quelle morale... ». Bataille, qui lui avait envoyé depuis 1946 une grande quantité d’aphorismes, répond à son enquête par un long texte, intitulé Lettre à René Char sur les incompatibilités de l’écrivain, dans lequel il défend une conception insubordonnée de la littérature, à l'opposé de l'engagement sartrien.
Bataille assiste à plusieurs corridas à Nîmes lors de son séjour à Carpentras ; l’épisode du matador Manuel Granero et de sa blessure mortelle avaient déjà été évoqués dans Histoire de l’œil : « Bataille observe la corrida à travers le prisme de ses fantasmes, évoquant la mort de Manuel Granero qu’il trouvait « différent des autres matadors en ce qu’il n’avait nullement l’apparence d’un boucher, mais d’un prince charmant, bien viril, parfaitement élancé » ». Bataille s'y expose avec tous ses fantasmes, depuis la frénésie sexuelle, les références à l'urine, l'orgasme, l'œuf, l'œil, toutes images cristallisant ses fantasmes, dont le seul rapport avec la tauromachie, selon Berman est que Bataille se livre comme le torero au milieu de l'arène.
Toutefois, la plupart des écrits sur le rôle sacrificiel de la tauromachie et son lien avec les mythes antiques est à mettre au crédit d’une école fondée par Leiris, Montherlant et d’autres écrivains aficionados. Cette théorie rattache la tauromachie à l’Antiquité grecque en s’inspirant des mythes de Mithra, du Minotaure et du sacrificiel. Sans doute à cause de sa proximité avec Michel Leiris, inventeur de la « révélation d’un culte du taureau » en 1926, en compagnie de Picasso, « lors d’une corrida médiocre à Fréjus », on a assimilé Bataille à un fervent amateur de tauromachie. Mais sa présence dans les arènes, initiée en Espagne en 1922, ne reprend qu'à partir de 1950, date à laquelle il est muté à Carpentras.
Dans le no 3 de la revue Documents, entièrement consacré à un hommage à Picasso, en 1930, Bataille évoque le culte mithriaque dans son article « Soleil pourri ». Il n'y rattache aucunement la corrida au culte du taureau, mais fait un rapprochement entre le soleil, Mithra et Prométhée : « Mythologiquement, le soleil regardé s’identifie avec un homme qui égorge un taureau (Mithra), avec un vautour qui mange le foie (Prométhée) ; celui qui regarde avec le taureau égorgé ou avec le foie mangé. » Il développe la notion de culte mithriaque en rappelant que dans l'Antiquité, ce culte du soleil se faisait dans une fosse. Des hommes s'y tenaient nus, tandis qu'un prêtre sur un clayonnage au-dessus d'eux égorgeait un taureau : « le taureau lui-même est aussi pour sa part une image du soleil, mais seulement égorgé. »
Bataille est nommé conservateur de la Bibliothèque municipale d’Orléans, où il s’installe avec son épouse et leur fille en 1951. « C'était le Diable qui arrivait à Orléans. Mais quand on a vu l'homme lui-même qui donnait une tout autre apparence, les esprits ont été calmés. » C'est d'ailleurs à Orléans que certains de ses livres « les plus lourds, les plus pénibles - et les plus “scandaleux” » ont été écrits : Histoire de l'érotisme, La Souveraineté, « textes où la dimension tragique et éveillante de la mort est la plus considérable », mais aussi Ma mère.

### Les dernières années

#### Lascaux et Manet

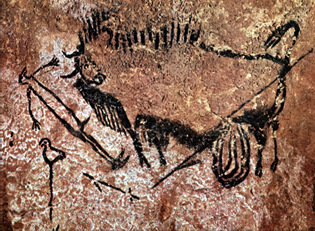
Lascaux : bison et sorcier ithyphallique.

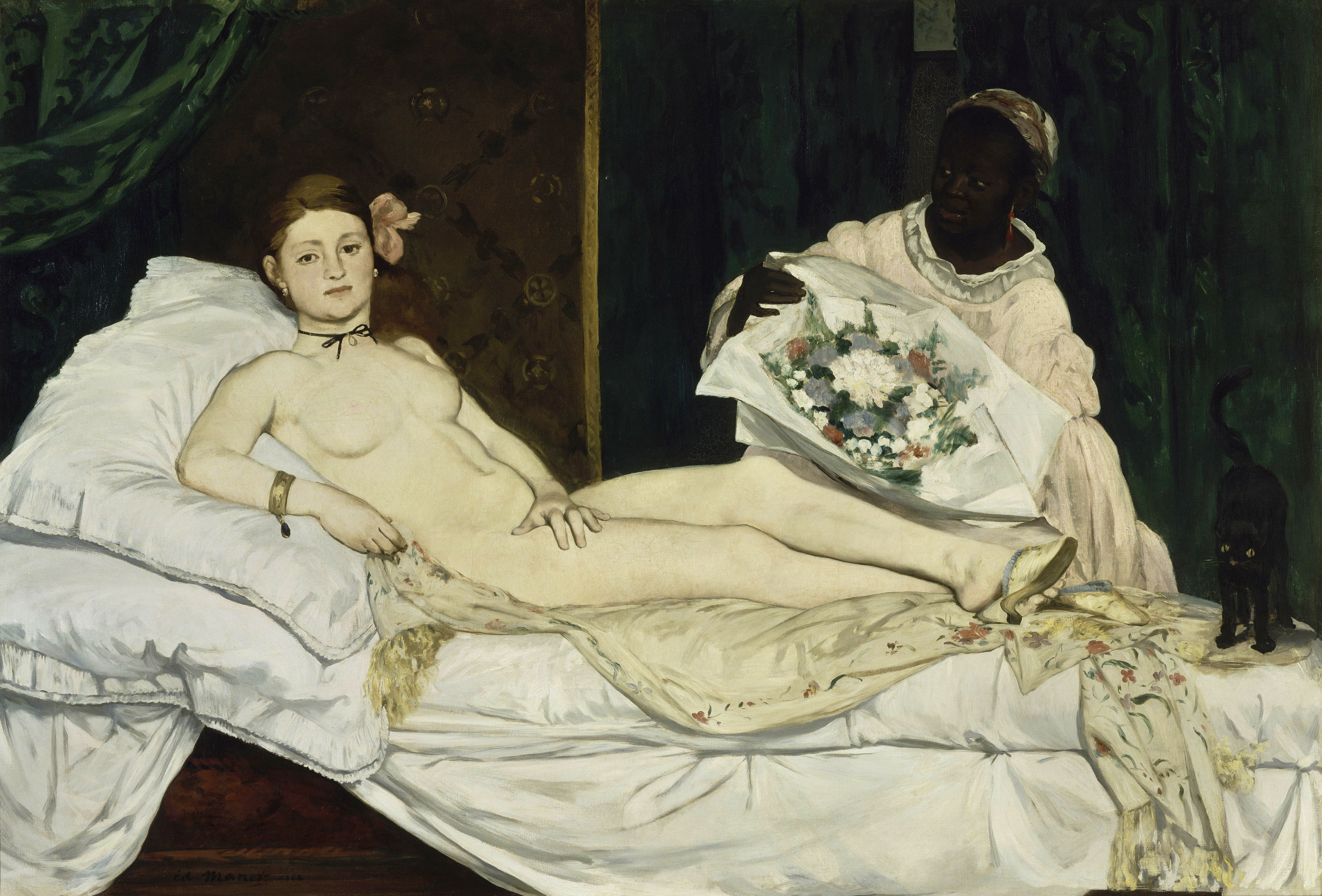
Olympia (Manet) dont le regard indifférent rappelle à Bataille Madame Edwarda.

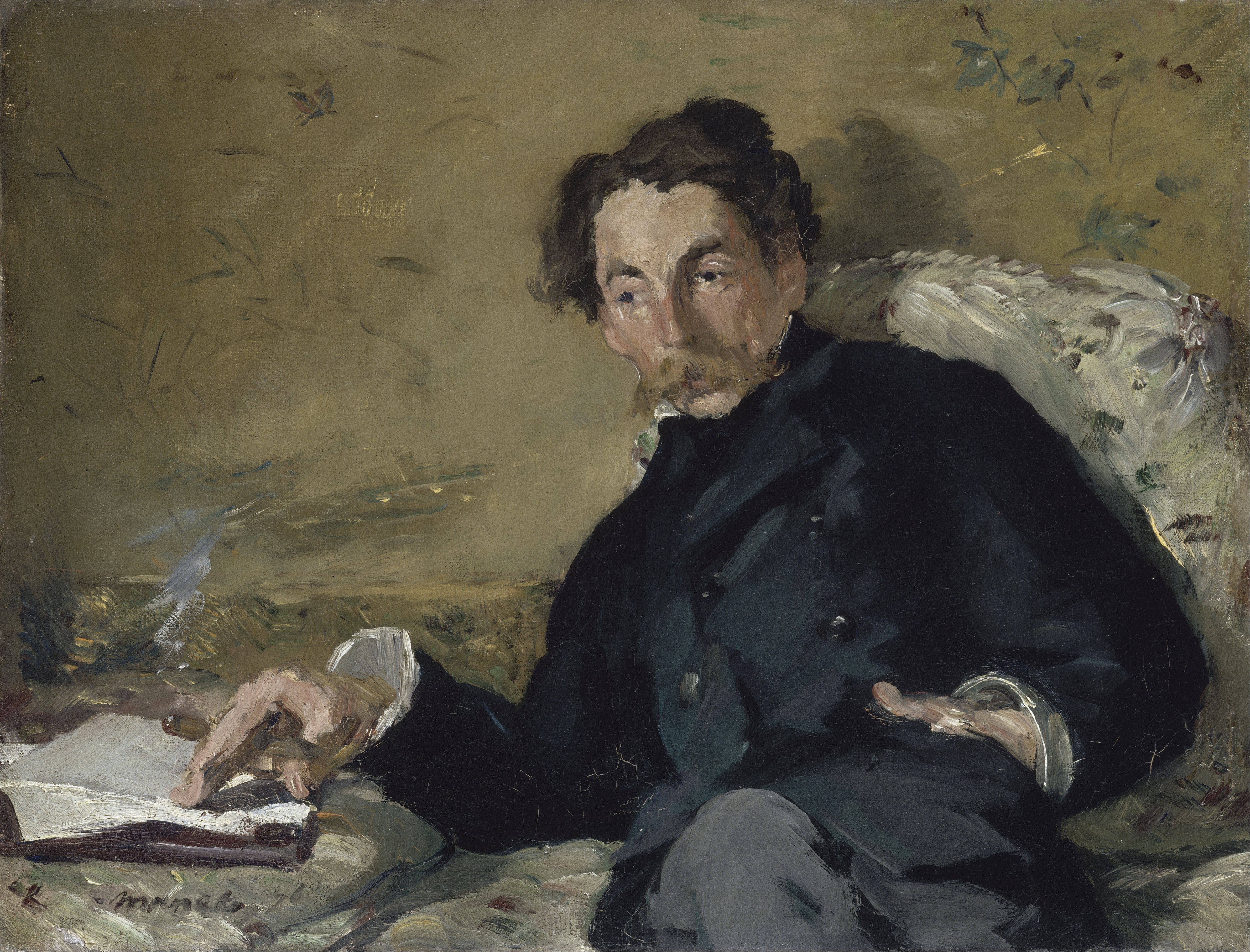
Manet, Portrait de Stéphane Mallarmé.

En mai 1954, Bataille se rend à Montignac pour visiter la grotte de Lascaux, mise au jour en septembre 1940, avec son ami Albert Skira. Cette visite est surtout destinée à convaincre l'éditeur de publier un volume sur la préhistoire de l'art dans sa collection « Les grands siècles de la peinture ». Bataille a déjà visité la grotte de Lascaux dès la fin de l'année 1952. Il écrit : «  Il y a plus de douze ans aujourd'hui que la caverne de Lascaux fut découverte, dans le mois de septembre 1940. Je puis maintenant admirer à loisir ces peintures stupéfiantes à même la roche, si parfaites et si fraîches qu'elles me semblent d'hier. » En décembre 1952 il a donné à Orléans une conférence sur Lascaux,. Bataille a travaillé sur le sujet à la fois comme archéologue, anthropologue, spécialiste de la préhistoire, en s'appuyant sur l'avis d'experts, surtout l'abbé Breuil, avec lequel il a de fréquentes discussions, l'abbé André Glory, qui s'occupe des relevés, études des objets et peintures de Lascaux, et les ouvrages de Fernand Windels, Johannes Maringer ou Horst Kirchner. La préhistoire fascine Bataille depuis 1920, et dans la revue Documents (1930, no 7), il avait déjà publié un article intitulé « L'art primitif ». Dans les années 1952-1953 il a déjà écrit plusieurs articles, sur la préhistoire et l'art pariétal, notamment « Le passage de l'animal à l'homme et la naissance de l'art », ou « Au rendez-vous de Lascaux, l'homme civilisé se retrouve homme de désir ». Son livre porte le titre La Peinture préhistorique. Lascaux ou la naissance de l'art, et paraît chez Skira en 1955.
Peu après avoir terminé Lascaux, l'écrivain s'attache à écrire une « étude complémentaire  de la modernité » telle qu'elle est révélée par la peinture d' Édouard Manet, auquel il s'est intéressé très tôt, à l'époque où sa cousine, Marie-Louise Bataille, écrivait sur ce sujet, en collaboration avec Georges Wildenstein et Paul Jamot, et dont les travaux ont servi de source à Bataille pour son propre livre. Skira a publié les deux livres Lascaux ou la naissance de l'art et Manet à la fois en français et en anglais. Pour Bataille, l'ère moderne de la peinture moderne commence avec Manet. Avec Olympia, Manet renverse la rhétorique de la représentation, l'indifférence dans le regard de cette femme nue, rappelle à Bataille celle de Madame Edwarda, cette même provocation, cette même nudité : le Manet de Bataille peut être lu comme une biographie à peine voilée, une description de ses propres motivations, et la description de Manet, une auto-description de Georges Bataille. Dès l'introduction, il s'identifie à Manet en brossant de lui un portrait « d'homme élégant » : « Je me figure Manet, au dedans, rongé par une fièvre créatrice qui exigeait la poésie, au-dehors railleur et superficiel. “Railleur à Tortoni” [...] qui était alors le café élégant », avec un souci du vêtement qu'il avait lui-même, reprenant les descriptions d'Antonin Proust. « À la campagne comme à la ville [...] , il était invariablement vêtu d'un veston ou d'une jaquette serrée à la taille, d'un pantalon de couleur claire, et il se coiffait d'un chapeau très élevé à bords plats ». Les historiens d'art de la fin du XXe siècle et du XXIe siècle notent que Bataille a évité de parler de ses peintures religieuses, suivant en cela les historiens d'art de l'époque. « L'image d'un Manet résolument laïque, aussi rebelle aux poncifs esthétiques qu'aux superstitions de l'église s'est ensuite transmise à l'histoire de l'art, gardienne du temple, notamment en son versant moderne. Pouvait-on admettre au XXe siècle que le peintre d'Olympia ait tâté de la Bible [...] »,?
En décrivant le style de Manet, Bataille use souvent du mot « indifférence », avec lequel il qualifie non seulement le portrait de Olympia comme facteur érotique, mais aussi tout l'œuvre de Manet : « ... l'élégance sobre, l'élégance dépouillée de Manet atteignit vite la rectitude, non seulement dans l'indifférence, mais dans la sûreté “active” avec laquelle elle sut exprimer l'indifférence. »,« L'indifférence de Manet est l'indifférence suprême, celle qui sans effort est cinglante, celle qui, scandalisant, ne daignait pas savoir qu'elle portait le scandale en elle. [...] J'ai dit du principe actif de cette élégance qu'il se trouvait dans l'indifférence [...] » Ce commentaire ramène davantage à Madame Edwarda qu'à la peinture de Manet. Bataille plaque sur le peintre ses propres fantasmes érotiques, voire pornographiques. Une attitude que ne manque pas de remarquer Philippe Sollers, lors de l'exposition Manet au musée d'Orsay en 2011 :
« Le Manet [de Bataille], m'a paru très singulier à cause de l'insistance mise par Bataille sur ce qu'il appelle l'indifférence de Manet, “l'indifférence suprême”, celle qui n'est même pas consciente de faire scandale. […] Manet, en bon magicien, s'est servi de la récusation sexuelle fondamentale pour vous la montrer [...] C'est ça le point qui me paraît important, que Bataille a vu. Mais comme il était pris, lui, dans des récits érotiques durs - il est allé aussi loin que possible par rapport à l'hystérie féminine -, on comprend qu'il ait été saisi devant l'apparente froideur de Manet. On ne voit pas Manet se livrant à des fantaisies de bordel [...] C'est la raison pour laquelle toute personne qui en reste à la pornographie et à son micmac ne peut être que désorientée par Manet. Bataille, à mon avis, en 1955 (époque sinistre), n'a pas pu voir ce qui est au-delà de l'indifférence, et pourquoi, grâce à cette indifférence, une renaissance était en cours dans la peinture de Manet. Pas “l'art moderne”, mais tout simplement le grand art. »
S'il est vrai que le Manet de Bataille s'appuie beaucoup sur les critiques qui l'ont précédé, qu'il cite abondamment (Paul Valéry, Jules Claretie , Antonin Proust), et qu'il a été probablement inspiré par Les Voix du silence d'André Malraux, en particulier pour les références de Manet à Goya, , et si de manière autobiographique, il s'attache beaucoup aux œuvres scandaleuses  ou subversives, il n'en reste pas moins qu'il est le seul à comprendre l'exceptionnelle qualité et nouveauté de certains portraits de Manet : Portrait de Stéphane Mallarmé (Manet), et la façon dont il a renouvelé le genre des natures mortes: « L'Asperge (1880) [...] est un des tableaux qui témoigne le plus gaiement de l'enjouement du peintre à son aise chaque fois qu'il pouvait échapper à la convention sans recourir à l'arbitraire. Ce n'est pas une nature morte comme les autres: morte elle est en même temps enjouée » ou encore à propos des Deux roses sur une nappe 1882-1883 « Manet a mis l'image de l'homme au niveau de celle de la rose ou de la brioche  »

#### Bataille critique littéraire: le cas Jean Genet

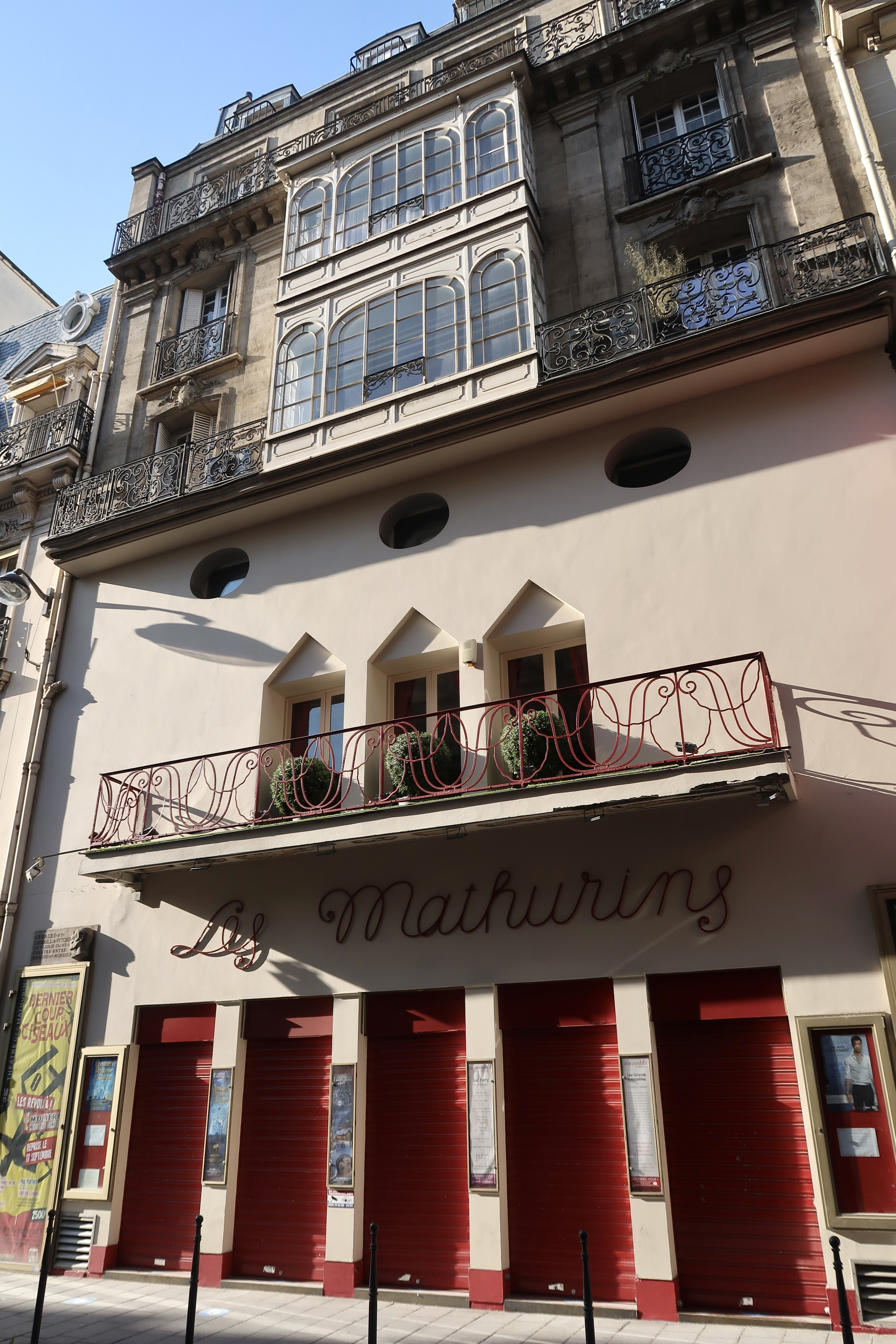
Théâtre des Mathurins, où a été joué Haute Surveillance de Jean Genet.

Les critiques ou historiens de la littérature n'ont pas encore accordé beaucoup de place à l'attitude de Bataille vis-à-vis de Jean Genet, ni aux critiques, parfois contradictoires, qu'il a faites de l'œuvre de ce chouchou de Saint-Germain-des-Prés et des existentialistes. Gilles Ernst prend le temps de s'y arrêter en examinant l'attitude de Bataille sous plusieurs angles. D'abord, le bref article que Bataille consacre à la pièce : Haute Surveillance, représentée pour la première fois à Paris, au Théâtre des Mathurins, le 26 février 1949 dans une mise en scène de Jean Marchat. L'article, publié en 1949 dans le numéro 35 de la revue Critique, est particulièrement élogieux ; il tranche avec le contenu du second article publié dans les numéros 65 et 66 de Critique où Bataille se montre beaucoup plus dur. Mais dès le compte rendu de Haute surveillance, « on sent néanmoins que quelque chose, déjà, gêne Bataille chez Genet. […] Curieux, ce déjeter, qui reviendra pour Journal du voleur ; curieuse, aussi, cette fangeuse poésie, allusion évidente au fait que Yeux-Verts était paré de lilas en tuant sa victime, qu'il a ensuite dansé et s'est travesti en femme. » Bataille insiste sur le fait que la rhétorique du Genet de Haute Surveillance « n'a rien de la rhétorique épurée propre aux tragédies classiques » : « cette méthode d'un Bataille doctrinaire, prompt à pratiquer tantôt la louange, tantôt le coup de pied de l'âne, est encore plus nette dans la seconde approche de Genet en 1952. Son titre « Jean-Paul Sartre et l'impossible révolte de Jean Genet », le suggère, elle a été provoquée au moins autant par Genet que par la publication la même année, dans le tome I des Œuvres complètes de Genet, du fameux Saint Genet […] de Sartre. »
Bataille va s'acharner à souligner les faiblesses de Genet, alors que Jacques Derrida en soulignera plus tard la force en mettant en regard Hegel et Genet, dans son ouvrage Glas, donnant ainsi une magistrale réfutation des vues de Bataille sur Genet. Bataille livre finalement ce jugement sans appel : « l'œuvre de Genet est un échec ». L'agacement de Bataille devant Genet tient pour l'essentiel à deux causes : la réelle aversion de Bataille pour l'homosexualité, attitude qui n'a pas souvent été rapportée et qui surprend de la part d'un auteur adepte de toutes les transgressions. Cet agacement déjà inscrit dans l'article sur Haute surveillance n'est pas dû à un mouvement d'humeur mais à des goûts esthétiques :
« Bataille romancier est au fond un “classique”. Il n'aime ni les longues descriptions, ni les portraits, ni surtout ce que l'ancienne rhétorique nommait l'amplification. D'où son éreintage du récit de l'exécution d'Harcamone (fin de Miracle de la rose) où juge, bourreau et aumônier, transformés en nains, entrent dans le cœur du héros et y découvrent, fleur monstrueuse de taille et de beauté, la Rose Mystique (nom de la Vierge dans les litanies). Pour Bataille curieusement choqué par une profanation dont il est coutumier dès Histoire de l'œil, et qui parle à un autre endroit du mysticisme dévoyé de Genet, cette scène est pleine de ce “clinquant verbal dont Genet se passe rarement”. »
Tout en soulignant la force de la prose de Genet qu'il compare à la tragédie grecque et dont il met en lumière la « monstruosité noire », il ignore sa poésie. Bataille qualifie ces écrits de littérature strass, sans doute une manière de s'en prendre aux admirateurs de Genet parmi lesquels on trouve au premier plan Sartre et Cocteau.
En réalité, selon Gilles Ernst, « Bataille [est] jaloux du succès de Genet. » De l'aversion de Bataille pour Genet et pour ses personnages, on pourrait dire comme Didier Eribon que « Bataille n'est ni plus ni moins qu'homophobe ».
La haine de l'homosexualité de Bataille n'est pas nouvelle. Alors que Le Bleu du ciel n'était pas encore entièrement rédigé, on trouve déjà une description de Troppmann travesti en femme pour aller à La Criolla (cabaret travestis de Barcelone) où on voit « le spectacle scandaleux de garçons vêtus en filles  ». Il a déjà employé le mot pédéraste, dans un sens péjoratif, dans le passage où il évoque la visite du commandeur de Don Juan , il vit danser « deux vieillards pédérastes ». Le principe de l'homosexualité jugée comme perverse est ce qui guide le jugement de Bataille sur Genet, pratiquant une forme de confusion entre l'auteur et ses personnages. Le problème étant de savoir où commence la nature où commence la contre nature comme celle où Simone aime qu'on urine sur ses fesses dans Histoire de l'œil.
En 1957, Bataille revient en arrière sur ses attaques vis-à-vis de Genet, et de nouveau en 1959 où il confie à Joseph-Marie Lo Duca qu'il souhaite qu'on introduise un article rédigé par Patrick Walberg sur Genet dans le Nouveau dictionnaire de sexologie  dont Pauvert a le projet. Bataille s'est ravisé par la suite, et Patrick Walberg a confié à Edmund White en 1986 que Bataille avait voulu introduire Genet dans une encyclopédie de l'art contemporain.
Une autre raison de l'hostilité de Bataille envers Genet apparaît à travers un incident rapporté par Marina Galletti lors d'une communication tenue pendant le Congrès international « Georges Bataille, lecteur de Jean Genet » (dans Jean Genet. La traversée diagonale, colloque organisé par l'université de Rome III du 30 novembre au 2 décembre 2006, chapitre cité en référence par Gilles Ernst, p.164). Elle attire l'attention sur « l'impossible révolte de Jean Genet ». L'hostilité mutuelle entre les deux hommes se serait manifestée dès leur première rencontre, à la brasserie Lipp, bien avant que Bataille n'ait songé à écrire sur Genet. Edmund White rapporte que Bataille avait avec lui un de ses manuscrits qu'il aurait déposé sur un siège, et que Genet l'aurait emporté en quittant les lieux le premier. Ce vol de manuscrit a alimenté le petit monde germanopratin au point qu'il est difficile de démêler le vrai du faux.

#### Dernier groupe politique et «Affaire Sade»
En novembre 1955, Dionys Mascolo (époux de Marguerite Duras), Robert Antelme, Marguerite Duras, Edgar Morin et Louis-René des Forêts organisent un comité d'intellectuels opposés à la guerre d'Algérie dont tous les membres sont issus du parti communiste, mais dont le cercle s'agrandit bientôt de non-communistes comme Cocteau, Lévi-Strauss, Breton, Sartre. Bataille se joint à ces nouveaux amis, et à la réunion du comité qui a lieu le 5 novembre 1955 à la Salle des Horticulteurs, rue de Grenelle à Paris. Il signe la pétition que l'Abbé Pierre, René Julliard, Jean Rostand, Jean-Louis Barrault, Irène Joliot-Curie et de nombreux autres signent pour une « cessation de la répression du peuple algérien […] cessation de la discrimination raciale » et dont l'hebdomadaire L'Express se fait l'écho le 7 novembre. Mais à cause de sa santé défaillante, Bataille n'ira pas plus loin dans son soutien à cette initiative, et en 1960, il ne signera pas la déclaration sur le droit à l'insoumission dit Manifeste des 121, initié et rédigé par Mascolo et Blanchot. S'il s'est initialement joint au comité, c'est en grande partie à cause de l'admiration qu'il porte à Dionys Mascolo, qu'il connaît depuis 1942, et dont il est l'ami depuis 1950 ; il s'est aussi rapproché du groupe de dissidents marxistes constitué autour de la revue Arguments, fondée, entre autres, par Mascolo, Kostas Axelos, Edgar Morin.
À partir de 1954, Bataille a ressenti de violentes douleurs qui se sont amplifiées au point qu'en 1955, il consent à consulter l'un de ses plus anciens amis, le docteur Théodore Fraenkel à l'hôpital Lariboisière. Fraenkel diagnostique une artériosclérose cérébrale, Bataille se sait condamné à terme. Il a cinquante-huit ans, il lui reste sept années à vivre. En s'enfonçant dans la maladie, l'écrivain connaît des moments à la limite de la folie. Cependant, lui, « l'auteur inavoué de livres clandestins », n'hésite pas à venir témoigner au procès fait à Jean-Jacques Pauvert pour avoir édité quatre livres de Sade : La Philosophie dans le boudoir, La Nouvelle Justine, Juliette, Les Cent vingt journées de Sodome. Parmi les témoins cités se trouvaient Cocteau, Breton, et Paulhan. Seuls Bataille et Jean Paulhan viennent témoigner le 15 décembre 1956. « Cocteau adressa au tribunal une courte lettre que lut Me Maurice Garçon, avocat de la défense. André Breton, absent de Paris, adressa quant à lui un texte qui, malencontreusement égaré, ne put être lu au procès. » Bataille s'est adressé au juge non pas en tant qu'écrivain et ami de Pauvert, mais en tant que bibliothécaire et « philosophe ». Son témoignage contribue autant à la reconnaissance de la valeur philosophique et éthique de l'œuvre de Sade qu'à celle du travail d'éditeur de Pauvert, qui finit par obtenir un sursis en appel l'année suivante : « c'est ici la philosophie que je représente […] j'estime que pour quelqu'un qui veut aller jusqu'au fond de ce que signifie l'homme, la lecture de Sade est non seulement recommandable, mais parfaitement nécessaire. » Cette « Affaire Sade »ainsi que les lectures que Bataille fait de Sade, trouvent un écho dans plusieurs de ses articles, et surtout dans un chapitre de La Littérature et le mal, essai publié l'année suivante.
À la même époque, Bataille se penche sur la « philosophie traditionnelle », et sur le concept de l'histoire universelle, sur la Fin de l'histoire, il écrit plusieurs articles sur Hegel pour lequel son intérêt remonte aux années 1920-1930. Entre autres : « Hegel, la mort et le sacrifice » (paru dans un numéro de Deucalion sur les « Études hégéliennes », octobre 1955), « Hegel, l'homme et l'histoire » dans Monde nouveau-Paru (janvier 1956), et « Qu'est-ce que l'histoire universelle ? », paru dans Critique (août-septembre 1956). Après avoir vainement tenté d'intéresser Queneau, il reprend le sujet vingt ans après, avec un projet intitulé  La Bouteille à la mer ou Histoire universelle des origines à nos jours avant un éventuel désastre. Puis en janvier 1957, par le biais de Dionys Mascolo, il propose un ensemble d'articles sur la littérature qu'il avait d'abord publiés pour une grande partie dans Critique, entre 1946 et 1952, et qui sont réunis sous le titre La Littérature et le mal.

#### Une reconnaissance tardive

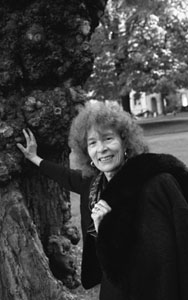
Madeleine Chapsal en 1995, par Erling Mandelmann.

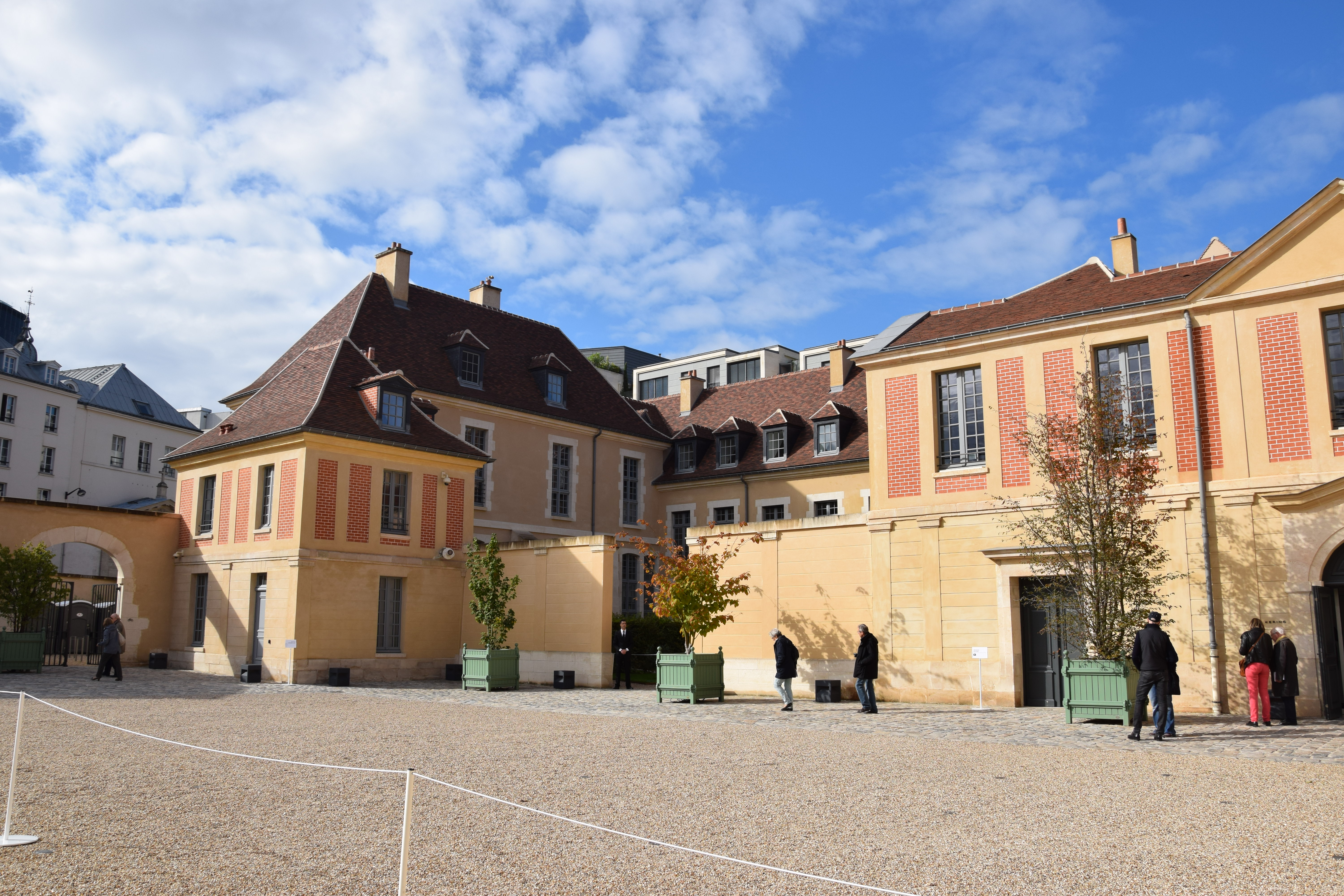
Hôpital Laennec de Paris où Bataille mourut.

Trois livres de Bataille paraissent simultanément chez trois éditeurs différents en 1957 : chez Gallimard La Littérature et le mal, aux Éditions de Minuit L'Érotisme, chez Pauvert Le Bleu du ciel. L'auteur connaît alors une brève notoriété, ce qui lui vaut un entretien avec Marguerite Duras au cours duquel il fait preuve d'un singulière ironie : à la question « s'il pourrait exister une “apparence extérieure” » il répond : la « vache dans un pré. » Lorsque Duras insiste pour lui faire dire qu'il est communiste, Bataille répond seulement « même pas », indiquant ainsi qu'il n'est pas non plus anti-communiste, qu'il ne fait que se soustraire aux exigences d'une idéologie comme il s'est soustrait à toute exigence « engageant quelque responsabilité que ce soit. L'entretien avec Duras est publié dans France observateur du 12 décembre 1957 ; il est suivi en mai 1958 d'un entretien télévisé avec Pierre Dumayet dans l'émission Lectures pour tous. En 1958, le premier numéro de La Ciguë, titré « Hommage à Georges Bataille », lui est entièrement consacré, avec des contributions de René Char, Jean Fautrier, Michel Leiris, Jean Wahl, Marguerite Duras, et bien d'autres. Les écrits de Bataille commencent à être reconnus non seulement par ses pairs, mais aussi par une jeune génération d'intellectuels et d'écrivains.
Bataille est cependant très las, mais malgré son état de santé, il se lance pendant un an dans l'élaboration d'un projet que lui propose Maurice Girodias : la création d'une revue sur l'érotisme. Ce projet avorté portait le titre de Genèse, et sa parution devait être trimestrielle, simultanément en français et en anglais ; Bataille travaille au sommaire avec Patrick Waldberg. Mais les différends entre Bataille et Girodias s'aggravent au cours de l'élaboration du projet, notamment sur les questions de financement, mais aussi parce que Girodias souhaite, comme il l'écrit dans une lettre à Bataille du 11 août 1958, que Genèse s'adresse davantage au « lecteur moyen ». Auprès de Waldberg, il précise davantage son objectif : que la revue comporte davantage d'« images véhémentes » et séduise « la clientèle des pervers », ce à quoi ni Bataille ni Waldberg ne consentent. Bataille et Waldberg ont l'intention de faire appel à leurs amis : Leiris, Métraux, Pia, René Leibowitz ainsi qu'à Man Ray, Gilbert Lely, Robert Lebel. Ils conçoivent cette publication comme une nouvelle version de Documents et hésitent d'abord entre plusieurs titres : Genèse, Transgression, Innocence, Confession, L'Espèce humaine (titre du livre de Robert Antelme). Finalement, Girodias se retire en décembre 1958, et le projet avorte.
Alors qu’il a de plus en plus de difficultés à travailler, il publie en 1959 Le Procès de Gilles de Rais, ouvrage dont se servira son neveu Michel Bataille pour établir une biographie de Gilles de Rais. Le 10 mai 1960, sa fille aînée, Laurence Bataille, est arrêtée pour son aide au Front de Libération National (FLN) algérien, ce qui ajoute encore aux difficultés du père ; elle est libérée en juillet. Malgré ses souffrances permanentes, grâce à sa collaboration avec Joseph-Marie Lo Duca, qui dirige la « Bibliothèque Internationale d'Érotologie » chez Pauvert, et l'aide de son secrétaire Jacques Pimpaneau, il parvient à finir en 1961 Les Larmes d’Éros, le dernier livre, abondamment illustré (surtout de reproductions d'œuvres d'art), qui sera édité de son vivant, au terme de deux ans et demi de travail. Néanmoins, malgré le désir de Bataille d'« en faire un livre plus remarquable qu'aucun de ceux qu'[il a] déjà publiés », selon ce qu'il écrit à J.M. Lo Duca le 5 mars 1960, l'ouvrage souffre d'une certaine précipitation éditoriale, car il est celui d'un homme malade, épuisé, proche de la mort, et dans une certaine mesure, l'état définitif du livre, en particulier en ce qui concerne la constitution de l'iconographie, lui a échappé. Ce que commente ainsi Michel Surya : « son érudition - remarquable - dissimule mal ce qu'a ce livre de contraint et, à la fin, d'empêché », parlant d'« un livre trop caricaturalement récapitulatif pour être tenu davantage qu'un assortiment d'images (au demeurant, magnifiques) ».
La même année, il accorde un long entretien à Madeleine Chapsal, dans lequel il esquisse un bilan de sa vie. Bataille confie : « Ce dont je suis le plus fier, c'est d'avoir brouillé les cartes […], c'est-à-dire d'avoir associé la façon de rire la plus turbulente et la plus choquante, la plus scandaleuse, avec l'esprit religieux le plus profond. ». Selon Michel Surya, « il faudrait pouvoir tout citer de cet entretien ; citer ce que Bataille dit, pour finir, du désordre […] de la fièvre et de la rage. De la rage surtout qu'il faut entendre aussi comme ce par quoi Bataille solde tout ce qu'il a pensé et entrepris politiquement, une rage dont la nature est telle que rien ne peut prétendre l'apaiser ni l'épuiser, une rage contre l'état des choses existant, une rage contre la vie elle-même […] » Surya cite à ce propos un autre extrait de l'entretien de février 1961 : « Il est très clair que n'importe comment, quel que soit le genre de société que nous ayons, à la limite, cette rage se retrouvera toujours, parce que je ne crois pas qu'on puisse atteindre un état de choses tel qu'il permettrait de venir à bout de cette rage. »
En 1961 paraît aux éditions Gallimard la réédition de Le Coupable augmenté de la version définitive de L'Alleluiah. Alors qu'il a toujours connu des problèmes d'argent, « rien de ce qu'il a écrit jusqu'ici ne lui a donné les moyens de se consacrer à son œuvre », une vente de solidarité est organisée à son profit à l'hôtel Drouot, le 17 mars 1961. Les œuvres d'amis artistes, notamment celles de Arp, Ernst, Giacometti, Fautrier, Masson, Picasso, Miró, sont vendues par Maître Maurice Rheims, ce qui lui permet d'acheter un appartement à Paris, au no 25 de la rue Saint-Sulpice, où il vécut du 1er mars 1962 à sa mort, le 9 juillet de la même année. Muté à sa demande à la Bibliothèque nationale, il quitte Orléans, mais ne peut prendre ses fonctions.
Il finit intellectuellement isolé et brouillé avec la plupart de ceux avec qui il a partagé des projets communs. « Le 8 juillet au matin, en présence d'un ami, Jacques Pimpaneau, Georges Bataille mourut [...] il est enterré civilement au cimetière de Vézelay, il n'y eut que des paysans pour l'accompagner. » Les biographes ne s'accordent pas sur les circonstances de sa mort. La chronologie établie par Marina Galletti dans le volume de la Pléiade (Romans et récits), qui ne donne pas les mêmes informations que Surya, résume ainsi la fin de Bataille : « tombé dans le coma, chez lui rue Saint-Sulpice, dans la nuit du 7 au 8, il meurt au sein de l'hôpital Laennec de Paris le 9 juillet 1962. Il est inhumé civilement au cimetière de Vézelay, en présence de Diane, Jean Piel, Jacques Pimpaneau, Michel et Zette Leiris. »

## L'œuvre et la pensée de Georges Bataille
L'œuvre de Bataille est singulière. « Il est en rupture avec la scène philosophique et anthropologique dominante, et cela lui donne une envolée très sûre comme écrivain » ; il est celui qui ébranle l'ensemble des discours sur l'expérience mystique, artistique, érotique. Son importance se mesure à la capacité qu'il a eue de penser d'une manière neuve : « en traversant un certain nombre de domaines, et en les ouvrant les uns par les autres au-delà de leurs limites. » Bataille a connu tous les mouvements intellectuels, littéraires et philosophiques de son temps, et il y a pris une part à la fois occulte et active. Sa pensée, tout en touchant les domaines les plus divers, de la mystique à l'économie, avait pour centre ce qu'il a appelé en 1943 L'Expérience intérieure, donnant lieu à diverses catégories d'expériences, : l'excès, la dépense, l'érotisme, la transgression, la souveraineté, notions qui ont exercé une influence considérable après sa mort sur de jeunes penseurs comme Michel Foucault, Philippe Sollers, ou Jacques Derrida.

### La philosophie de Bataille

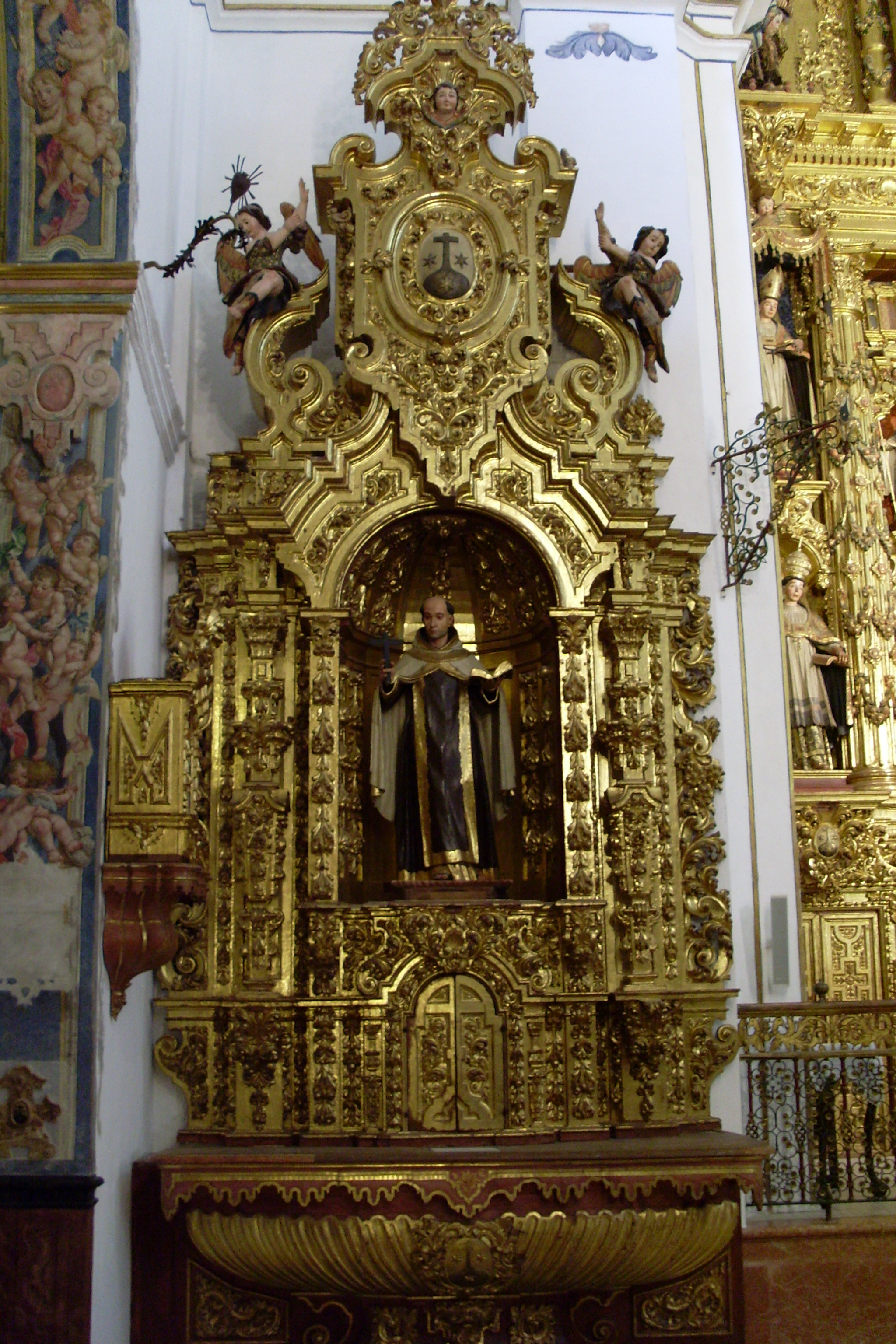
Autel consacré à Jean de la Croix dans l'église de Los Descalzos à Écija.

Bataille a écrit : «  “je ne suis pas un philosophe”. Il faut savoir prendre à la lettre les écrivains quand ils écrivent et les penseurs quand ils pensent, quand il s'agit d'écrivains véritables et de penseurs authentiques. Bataille ne ment pas, ne ment jamais : il s'expose. » Sa pensée est exposée dans une langue généralement claire, relativement classique, dépourvue de pesanteur, et excluant les concepts de l'habituel jargon philosophique, ce qui l'oppose à Sartre. Car, lui, le non-philosophe, semble faire le tour de ce qui lui paraît impossible dans la philosophie sartrienne : la lourdeur du faux savoir et l'embarras prétentieux du concept. Toutefois, dans un court entretien radiophonique du 10 juillet 1954, il fait cette déclaration qui contredit la première : « Je préfère dire que je suis un philosophe heureux. » Il écrit dans Méthode de méditation : « ce que j'enseigne (s'il est vrai que...) est une ivresse, ce n'est pas une philosophie : je ne suis pas un philosophe mais un saint, peut-être un fou. »  Ceci autorise à s'interroger sur la nature de cette philosophie, que Bataille apparente à « une anti-philosophie », du moins un discours philosophique paradoxal et hétérodoxe qui, dans le sillage de Nietzsche, trouble l'histoire de la philosophie traditionnelle, interroge sa part de non-dit, de refoulé, « sa part maudite ». « Bataille ne peut pas ne pas songer à Hegel davantage qu'à Nietzsche ». En 1932, il décide de penser à la fois à partir de Hegel tel que présenté par Kojève, à partir de Marx (de la doctrine de la lutte des classes enracinée dans la révolution russe), mais aussi avec « une option matérialiste qui lui permet de publier, en compagnie de Queneau, Critique des fondements de la dialectique hégélienne dès 1932, et à partir de Freud (...) ou du moins de ce qu'il entend comme constituant la thèse de Freud sur la sexualité. » D'autre part, Bataille se tourne vers la sociologie de Durkheim et vers l'anthropologie de Mauss sur un mode qui implique « le primat d'une théorie du lien social sur toute psychologie. » Enfin, il se réfère à Sade qui vient inscrire « la dimension de la part maudite au cœur même du lien social, dans une crise générale de tous les anciens idéaux. » Bataille, en tant que penseur, s'inscrit dans un espace à cinq pôles. Penseur hérétique, face à la vague surréaliste, il est d'emblée un franc-tireur philosophique et politique, se réclamant d'un matérialisme qui pose violemment la question de l'athéisme plus largement que Sartre ne le fera par la suite. « D'une certaine manière, il n'est pas faux de dire que les thèses du « Collège » sont déjà en germe dans cette prise de position de Bataille face aux surréalistes et face aux communistes, puisque ce qu'il revendique dans ses interventions aux côtés de Souvarine dans La Critique sociale est très exactement ce que les surréalistes ne cessent de méconnaître: l'impossibilité de séparer par commodité l'engagement politique et le travail d'écriture. ». Bien que pour Sartre, ses prétentions philosophiques se bornent à un mysticisme athée : « M. Bataille survit à la mort de Dieu ».
Deux articles de Bataille parus en 1933 dans La Critique sociale précisent ce qui s'énonce philosophiquement comme matérialisme hétérodoxe. Le premier « Le problème de l'État », fait état de la crise du mouvement communiste ; le second : « La structure psychologique du fascisme », se veut une intervention théorique en même temps que politique. Il vise à combler une lacune de la théorie marxiste. Le matérialisme de Bataille ou hétérologie conçoit, d'une part les forces homogènes de stabilité et de liaison (travail argent, capital) et, d'autre part, les forces hétérogènes de déliaison parmi lesquelles il compte « le sacré », « la dépense improductive », la violence, la démesure, le délire, la folie. L'essentiel du raisonnement expose les deux potentialités révolutionnaires opposées de nos sociétés démocratiques. « La Structure psychologique du fascisme » fait écho à « La notion de dépense », paru quelques mois plus tôt la même année. En 1933, « l'enjeu politique positif à gauche est encore le communisme, seule la Critique sociale commence à en douter, et l'enjeu négatif : le fascisme. » Pour l'analyser, Bataille reprend les notions d'« utile » et d'« inutile ». La société homogène est la société productive, que l'État bourgeois régule et homogénéise. Bataille souligne l'incapacité de l'analyse marxiste à comprendre comment se forme une superstructure sociale, religieuse ou politique. Tous les phénomènes sociaux caractérisés par la violence sont hétérogènes : « La réalité hétérogène est celle de la force ou du choc. » À ce point de son étude, Bataille compare le monde plat des politiciens démocrates et celui des leaders fascistes : le monde bourgeois, mais veule, se trouve confronté à un monde violent, avec des chefs surgis d'un monde hétérogène.
En 1934, la recherche de Bataille va du sacré à l’extase et à la quête de l’impossible. Il écrit : « Ma recherche eut un objet double : le sacré, puis l'extase, », et deux ans plus tard il précise que les « états mystiques lui restent fermés ». C'est dans L'Expérience intérieure qu'il développe ce qu'il entend par mystique : il s'agit non pas d'une expérience confessionnelle, mais d'une expérience détachée de tout lien religieux, l'expérience du non savoir. C'est pourquoi il préfère au mot mystique le mot expérience ; l'expérience étant une mise en question qui ne trouve pas de réponse. Le principe de l'Expérience intérieure est qu'on n'atteint l'état d'extase ou de ravissement qu'en dramatisant l'existence, La dramatisation, nécessaire à toute religion (il cite Saint Jean de la Croix) aboutit au non savoir, touche à l’extrême du possible. La différence entre philosophie et mystique réside principalement en ce que dans l'expérience, l'énoncé est rien. Seule l'expérience mène l'être à la limite, dans l'abîme de ses possibilités, le précipitant vers un point où le possible est en fait l'impossible-même, ouvrant chaque fois sur Dieu. Faisant appel à Descartes, il réduit la certitude divine à l’argument de Saint Anselme, puis il passe à Hegel pour aborder le problème de la connaissance. Partant de la dialectique hégélienne, il pose la question de la nature du savoir et de la connaissance directe (l’extase étant l’un des aspects), et de la connaissance indirecte, ce qui l’amène à insérer dans l’ouvrage un autre texte intitulé l’Extase où en vingt pages, il expose plusieurs expériences extatiques. Les explications de Bataille sont loin d’être toujours compréhensibles, remarque Pierre Prévost, souvent même contradictoires. Ainsi, lorsqu’en 1937, il commence à écrire Le Coupable, il annonce : « Je veux décrire une expérience mystique », expérience qui se conclut avec le constat que Dieu est absent, Dieu est l’impossible.  C’est donc dans les bordels qu’il va chercher l’image de Dieu qui a pour nom Edwarda, « la plus tourmentée, la plus grimaçante - la plus bouleversée, aussi - des images qu'il va donner de Dieu ».
Si Bataille se refuse avec une telle énergie à l'appellation de « philosophe » que lui donne Roger Caillois, s'il tient plutôt à être nommé « intellectuel », c'est parce qu'il est d'abord écrivain. Sa pensée est inséparable d'une écriture, d'un style. Sichère considère que la démonstration d'Alain Badiou sur les quatre procédures de vérité, dont le philosophe aurait à penser le dispositif, ne s'applique pas à Bataille. « Je ne suis pas un philosophe mais un saint, peut-être un fou », cet énoncé capital montre qu'à la différence de Heidegger, Bataille est parti du rire et non de l'angoisse (moment souverain mais se fuyant lui-même).

### La pensée politique

émeutes du 7 février 1934, place de la Concorde, Paris.

La pensée politique de Bataille regroupe un ensemble de positions qui ont été mal interprétées par son entourage, lui ont valu des accusations de toute sorte et un éloignement de la part d'un certain nombre d'amis : Michel Leiris, Roger Caillois, Klossowski et Raymond Queneau prennent quelque distance par rapport à lui à partir de 1937, même s'ils restent très liés.
Dès 1933, avec La Notion de dépense, il invite à une véritable révolution conceptuelle sur l'économie générale, soulignant l'importance de la « dépense improductive ». Il entend témoigner d'une possibilité révolutionnaire que les communistes ont trahi par leur mépris du peuple et par une dérive aussi autoritaire que nationaliste. Position dénoncée par Breton et les surréalistes qui ont quitté Contre-Attaque dès 1936 : Bataille est accusé de sur-fascisme, alors qu'il appelait à la mobilisation ouvrière en dehors de l'appareil communiste et même contre lui. Il a même rédigé seul, en mars 1936, sans l'avis de Breton, un tract intitulé « Travailleurs, vous êtes trahis », y apposant la signature de Breton et des surréalistes, joignant au tract un bulletin de souscription au Comité contre l'Union sacrée ce qui consomme la rupture avec le groupe en avril de la même année. Son ascendant politique sur Breton explique l'agressivité des surréalistes qui l'accusent de surfascisme souvarinien. C'est d'ailleurs ses écrits sur le fascisme qui ont entraîné le plus de malentendus et d'accusations. Bataille n'est pas seulement le premier à avoir dénoncé le fascisme, mais encore le premier à l'avoir pensé.

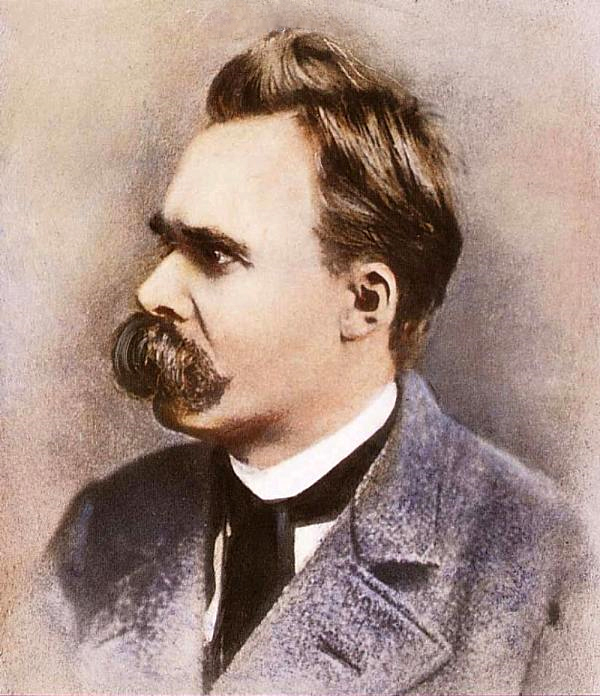
Friedrich Nietzsche.

Il y a dans La Structure psychologique du fascisme une revendication clairement antagoniste à la revendication fasciste. Mais plus encore, Bataille souhaite « arracher Nietzsche aux fascistes » ; « Sur ce point, la position de Bataille est d'abord celle que rappelle Michel Surya : il s'agit dans une conjoncture idéologique déterminée, d'arracher Nietzsche aux fascistes, de dénoncer le plus violemment qu'il est possible l'imposture que représente la récupération de Nietzsche par les idéologues nazis. Il le fait dans son grand article Nietzsche et les fascistes publié dans Acéphale en janvier 1937 (la même revue qui va publier peu après  Le Rire de Nietzsche, La Pratique de la joie devant la mort, et il y revient avec Nietzsche et la national socialisme[…] en 1944 et 1945 ». Bataille tente aussi de démontrer que « l'aspect antichrétien de la pensée nietzschéenne ne compte pratiquement pas dans l'idéologie nazie ». Toutefois Bataille reconnaît finalement que « Nietzsche a confondu […] “morale des maîtres” et “morale de l'homme entier” […] il a préjugé des attitudes qui conviendraient dans sa position, les rapportant systématiquement à celles du maître, qui n'est comme l'esclave qu'un fragment de l'homme, un commandement militaire ».
En 1934, il a le projet d'un livre sur Le fascisme en France, mais de cette entreprise il ne reste que des pages préparatoires et des ébauches lisibles dans son article de La Critique sociale: « En janvier 1933 Hitler accédait au pouvoir et réalisait en quelques mois une mise au pas qui avait demandé quatre ans aux Italiens. J'écris en 1934 ce livre sur Le Fascisme en France avec la conscience que le monde libéral où nous vivons encore ici est déjà un monde de vieillards aux dents qui tombent et d'apparences. » En lieu et place de cette étude, Bataille publiera dans « un sursaut de rage » Le Bleu du ciel qui célèbre l'envers refoulé de l'optimisme politique. En sociologue qu'il est aussi, Bataille a cette intuition que le fascisme et le communisme sont des religions (…) : « Il observe ceci, de quoi la lecture de leurs théoriciens respectifs ne l’avertissait pas : leur “séduction” est de nature religieuse ».
De 1940 à 1944, Bataille a gardé le silence parce que pour lui la guerre n'est plus la politique, mais sa consumation tragique, qu'à défaut de combattre, on ne peut que regarder. Pourtant, parmi ses plus grands livres de l'après-guerre, on compte La Part maudite et La Souveraineté qui sont essentiellement politiques, d'une politique à différencier de son engagement d'avant-guerre. Mais, de son silence, son entourage déduit une « fascination » pour le fascisme, avec un glissement d'interprétation que Surya qualifie de « demi-savoir ». Et que Raymond Queneau consigne ainsi dans son journal : « Très sceptique Bataille. Plus du tout défense des démocraties. ». Sans être réellement accusatoires, les propos de l'entourage de Bataille sèment le trouble, notamment ceux que rapporte Jean Piel sur sa rencontre avec Bataille en 1941, ou encore la déclaration à double sens de Klossowski tirée d'un entretien avec Jean-Maurice Monnoyer « Pathologiquement engagé comme le fut Sade, la révolution ne l'intéressait qu'à travers le jeu des passions ». Et parce que pathologique, il est nécessairement dérouté politiquement, voire douteux. Fardoulis-Lagrange à son tour voit une analogie avec Kojève qui annonçait Staline comme incarnant la fin de l'histoire. Mais le plus virulent accusateur est sans doute Souvarine qui déverse sur l'auteur un monceau d'insultes, l'accusant d'être « détraqué sexuellement », « libidineux », voire intellectuellement pervers, d'avoir prêté à Simone Weil les traits de Lazare dans Le Bleu du ciel parce qu'elle est juive, ajoutant qu'on devine le mot qu'il n'ose pas prononcer, en pensant à la mère de sa fille (Sylvia Bataille est juive). Ainsi le détraqué devient antisémite.
Sichère a pu voir dans la description du fascisme que donne Bataille une certaine fascination pour le « pouvoir militaire », bien que Bataille « dénonce en même temps le nationalisme allemand, fauteur de guerre, et la dérive nationaliste des communistes. » Sichère voit aussi, dans la position de Bataille une : « position qu'il me paraît juste de caractériser à la fois comme libertaire et populiste : on ne peut qu'être frappé, dans l'article qu'il écrit sur La Condition humaine, par la constante oscillation entre le lyrisme hugolien (imprécation du peuple ouvrier) et un sur-léninisme (l'appel à une autorité révolutionnaire implacable). » Poussée libertaire sans doute due à une poussée de romantisme révolutionnaire, dès 1933 avec La Condition humaine de Malraux, mais aussi, à partir de 1944, à son engagement dans le cahier Actualité qu'il dirige à partir de 1944 avec Camus et Jean Cassou à ses côtés. Cette thèse, Sichère précise qu'elle « n'a pas la prétention d'être exhaustive […], elle pose en tout cas qu'il y a à ce moment dans la pensée de Bataille un affrontement décisif à la puissance d'attraction du fascisme qui se distingue radicalement de l'effet de séduction exercé par un aspect de l'imaginaire nazi coupé de ses conséquences, comme ce fut le cas chez Drieu. »

En 1946, dans un cahier de Actualité intitulé « L'Espagne libre », Bataille écrit deux textes, dont l’un est un hommage à Picasso (« Les peintures politiques de Picasso »), l’autre une invitation à aller prendre une leçon de liberté auprès des Espagnols, peuple anarchiste, et dans leur pays. Dans le second, intitulé « À propos de Pour qui sonne le glas » de Hemingway, il écrit : « L’anarchisme est, au fond, la plus onéreuse expression d’un désir obstiné de l’impossible. » Populiste parce que Bataille en appelle à la constitution d'un mouvement organique, distinct des formes parlementaires : un mouvement de masse antifasciste, qui appelle à la prise de conscience de ce que les modèles révolutionnaires communistes sont déjà caducs. 

« Jamais une démocratie stabilisée n'a été sérieusement menacée par un milieu ouvrier insurrectionnel. Seuls, les mouvements fascistes sont venus à bout des régimes démocratiques. »

Dès 1937, Denis de Rougemont avait déjà devancé les mésinterprétations de l'enjeu d'Acéphale qu'il considérait comme le signe de l'anti-étatisme radical, c'est-à-dire du seul anti fascisme digne de ce nom. Mais Bataille reste sur sa difficile position, à savoir : il est convaincu que le fascisme a réussi à se hisser à une vérité de parade. « […] le fascisme a raison sur un point : (et Bataille soutient cette position difficile qu'il n'y a pas de plus grand danger que de vouloir l'ignorer) : la vérité de parade à laquelle il a réussi à se hisser est supérieure - c'est-à-dire d'une séduction plus grande - à la vérité homogène des démocraties bourgeoises parlementaires. » Bataille voyait que ces moyens de séduction étaient aussi redoutables qu'efficaces car ils menaient à des fins qui avaient d'avance l'assentiment de foules qui cherchaient à retrouver un sacré perdu. « L'effort désespéré de Bataille consista à restituer à ce besoin un sacré au moins aussi grand et aussi séduisant et qui ne trichât pas (qui n'eût pas pour fins d'asservir et de terrifier). » Plus tard André Masson rappelle que les numéros 4 et 5 d'Acéphale ont été écrits et dessinés en Espagne en pleine guerre civile espagnole. Hans Mayer dira en 1988 : « Bataille seul, à mon avis, semblait avoir compris qu'il fallait une “Aufklärung” sans rivage. […] il fallait peut-être renoncer aux frontières de la pensée, pour la bonne raison que la réalité allemande, que la réalité fasciste, avaient elles aussi renoncé aux tabous et aux valeurs traditionnelles »,

À propos de la supposée tentation fasciste de Bataille, évoquée notamment par Klossowski, Leiris dit dans sa dernière interview accordée à Bernard-Henri Lévy en 1989, publiée dans Les Aventures de la liberté : Une histoire subjective des intellectuels : 

« Mon sentiment c'est que, vraiment, Bataille n'a jamais été fasciste. Il était, si vous voulez, fasciné par le génie de la propagande qu'avaient les nazis. Son souhait, c'était que la gauche manifeste un égal génie de la propagande dans le sens opposé. Voilà. Je ne sais plus si le nom de Contre Attaque est de lui. Car c'était vraiment comme cela qu'il voyait les choses. C'était une contre-attaque. Il y avait l'attaque fasciste avec ses moyens massifs de propagande. Et il fallait arriver à trouver des moyens aussi puissants pour la contre-attaque. »

Jusque dans les années 1950, Bataille, que Sichère qualifie de « libertaire », a balancé autour de cette formule « Nietzsche ou le communisme » affirmant que la position de Nietzsche est la seule en dehors du communisme,. « Mais il demeure que toute l'attitude de Bataille pendant la période considérée ne se comprend qu'à admettre qu'il n'a jamais cédé sur ce qui lui paraissait la différence irréductible entre le communisme et le nazisme, sur le fait que le premier ait eu sa source dans un soulèvement révolutionnaire authentique et avait été porteur d'un espoir dont la signification devait continuer d'être interrogée par-delà les horreurs de l'ère stalinienne. Cette exception, c'est en somme la première proposition de pensée que Bataille nous lègue. […] Je dis que cette pensée nous est léguée par delà la double pensée courte que la révolution russe comme évènement est annulée par ce qu'on appelle un peu vite l'écroulement du communisme, et le nazisme. »
« S'il fallait en définitive donner une date à un relatif désintérêt de Bataille pour la politique, ce serait 1953, soit dix-sept ans plus tard qu'on ne le fait généralement. »

### Du mysticisme à l'impossible, de l'érotisme à la mort

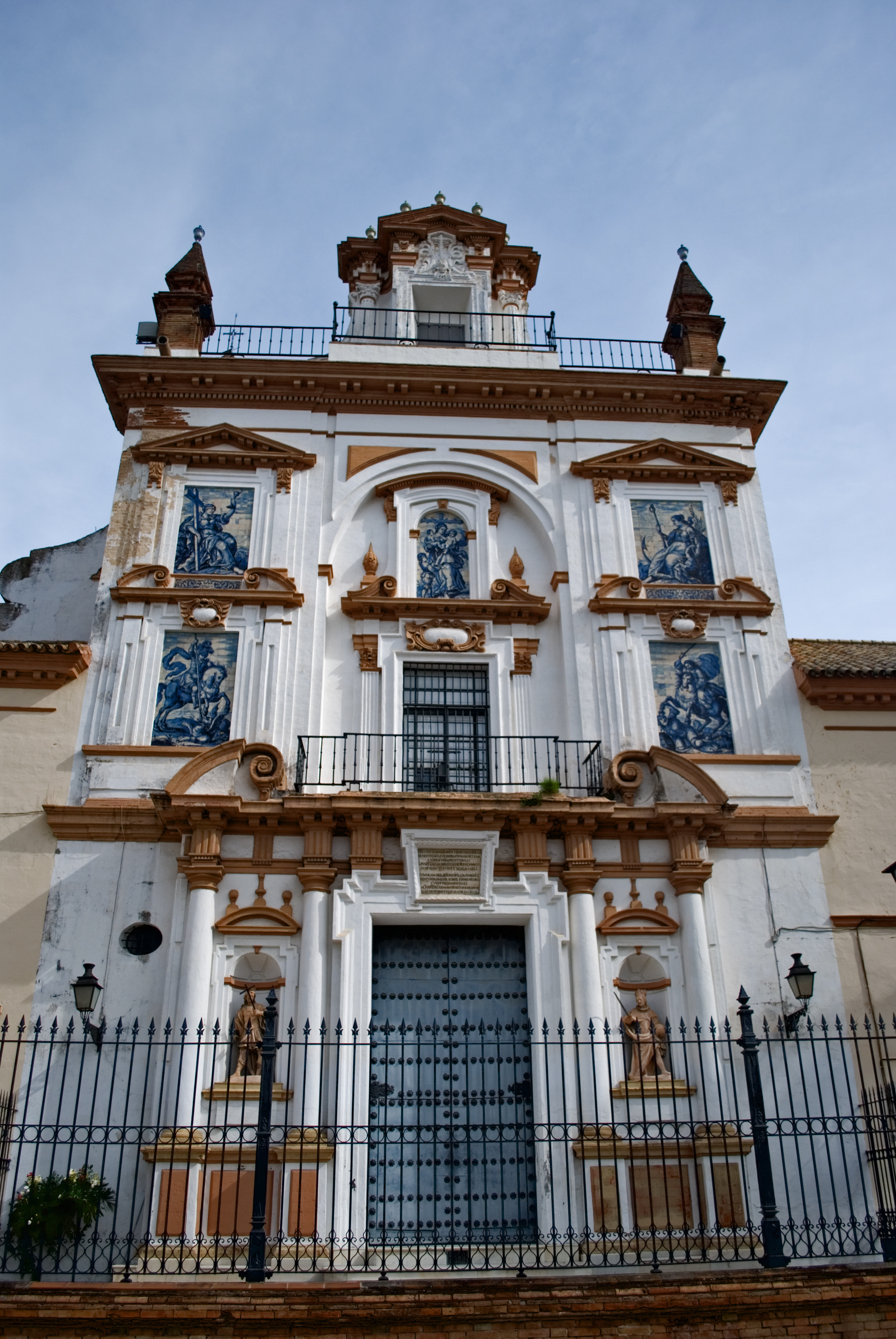
hôpital Santa Caridad de Séville où se déroule la dernière scène de l'Histoire de l'œil.

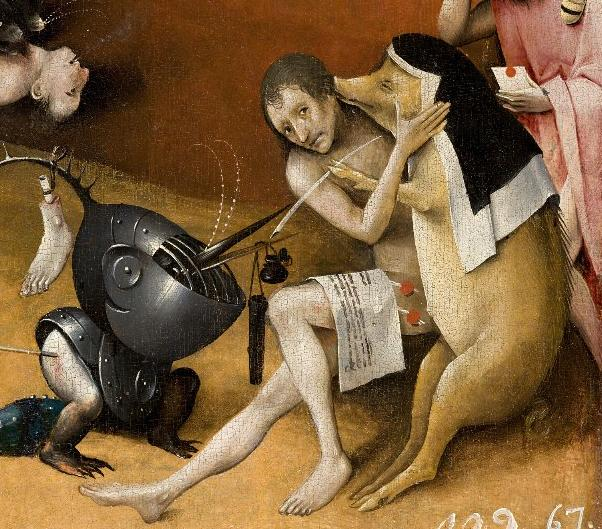
Détail de L'Enfer (volet de droite du triptyque du Jardin des délices) de Jérôme Bosch.

Histoire de l'œil est publié en 1928 sous le pseudonyme « Lord Auch », sans nom d'éditeur, la première édition signée Georges Bataille n'est parue qu'en 1967, soit après la mort de Bataille et quarante ans après que le livre a été écrit. Ce texte témoigne de la place importante que l'érotisme tient dans la recherche mystique de Bataille, ainsi qu'il le développe par la suite avec Madame Edwarda, qui est le plus marquant de ses livres érotiques (1941) selon Pierre Prévost. Histoire de l'œil est un ouvrage sulfureux qui développe une auto-analyse en vue de « se débarrasser de son christianisme et de ses intentions passées de se faire prêtre. » C'est aussi un texte composite qui n'est pas seulement érotique, mais aussi politique, présentant plusieurs niveaux d'expériences biographiques et de lectures. Histoire de l'œil a fait l'objet de nombreuses études, notamment celle de Roland Barthes intitulée « La métaphore de l'œil », parue en 1963 dans le numéro hommage de Critique qui propose d'étudier l'œil comme un objet. La frénésie sexuelle qui se déchaîne à partir d'images comme l'œil, l'œuf, le lait, l'urine, les couilles de taureau cristallise les fantasmes de Bataille, non pour en faire le point de départ de l'œuvre, mais son sujet-même. Dans une post-face intitulée « Réminiscences », Histoire de l'œil est présentée comme une transposition de certaines images obsessionnelles venues de l'enfance. 

« Il n'est pas indifférent que ce livre soit né d'une psychanalyse. Il faut voir là une justification de la nécessité qui a conduit l'auteur à s'exposer dans un livre comme un torero s'expose dans l'arène. »

 L'auteur profane la parole, le livre devient excès, dit alors ce que le mysticisme n'a jamais pu dire et chaque excès de chaque scène est une étape à franchir pour aller vers l'impossible, recherche éternellement recommencée de Bataille. La dernière scène a lieu dans l'église de l'hôpital Santa Caridad de Séville, sous deux tableaux de Juan de Valdés Leal représentant des cadavres en décomposition. L'un est intitulé Triunfo de la muerte et l'autre  Finis gloria mundis. Ils pourraient venir en sous-titre d'Histoire de l'œil selon Michel Surya . Le narrateur y livre un jeune ecclésiastique blond aux sévices de Simone, dans un paroxysme de « délire sexuel, déchaînement blasphématoire et fureur meurtrière» ,. Histoire de l'œil peut être légitimement regardé comme le premier livre de Bataille : roman d'initiation à la mort pour les raisons mêmes qui en font un roman.
Toutefois, qualifier l'œuvre de Bataille de littérature érotique, transgressive, perverse, ne doit pas faire oublier la problématique mystique d'un écrivain d'abord lié au christianisme par sa foi, puis par son athéisme paradoxal. Car dans la rupture se dessine aussi une forme de continuité dont Ernest Renan dit « la foi a ceci de particulier que, disparue, elle survit encore. » Si elle devait survivre dans l'œuvre de Bataille, ce serait dans sa volonté de construire une athéologie, mot constitué de la fusion de théologie accouplée avec un « a » privatif qui pourrait bien souligner un manque. La question mystique n'est certainement pas à bannir, mais il s'agit plus d'un détournement : au lieu de tendre vers Dieu, Bataille tendrait vers le Mal. Ainsi, à propos du jugement de Sartre, qui l'avait traité de « nouveau mystique » dans son compte rendu de L'Expérience intérieure, Bataille considère « qu'il ne l'avait pas volé » ,.
La mystique de Bataille est une posture, une manière de se représenter en tant « qu'écrivain poussé par Dieu ». Il se construit un « je » mystique fondé sur la réinterprétation de figures comme celle l'idiot ou du fou, du martyr ou de l'hérétique, particulièrement nets dans L'Expérience intérieure :

« À moi l'idiot, Dieu parle bouche à bouche : une voix comme de feu vient de l'obscurité et parle – flamme froide, tristesse brûlante – à … l'homme du parapluie. »

Bataille se représente en personnage de mystique ou de martyr, sorte de théâtralisation de l'écrivain. « Il instaure ainsi dans son texte une fiction mystique: celle d'un marginal qui s'ouvre au mal et ouvre le texte au mal ». Michel Surya a publié un essai significativement intitulé Sainteté de Bataille. Il met en garde, lors de l'entretien avec Madeline Chalon : Un « philosophe » ou un « saint » ? contre toute simplification qui consisterait à « rabattre » Bataille sur le christianisme, même s'il s'est lui-même parfois dépeint comme un saint.
Madame Edwarda correspond à une époque « mystique » de l'auteur. Écrit en 1937, publié clandestinement en 1941, officiellement en 1956, ce texte n'a cessé de préoccuper Bataille jusqu'à sa mort. Il devait figurer dans une tétralogie comprenant Ma Mère, Divinus Deus (jamais écrit entièrement, inséré dans le récit de Madame Edwarda), et Charlotte d'Ingerville dont seules trois pages ont été rédigées.
Le personnage central du roman est en partie inspiré par la rencontre que l'auteur aurait faite pendant une de ses périodes de débauche et de fréquentation des maisons closes (1930 ?). Il y avait rencontré Violette, une prostituée pour laquelle il s'est ruiné en essayant de la sauver, selon le témoignage de Diane Bataille. Bataille y développe une pensée commune avec Freud, qu'il a présenté dans un article, comme « un novateur aussi important que Hegel. » Avec Freud, Bataille voit dans le sacré « l'intouchable, ce qui est frappé d'interdit, parce que trop bas ou trop haut ». Madame Edwarda est une putain « trop basse », mais elle représente aussi l'image de Dieu, le « Très Haut ». L'érotisme de Bataille est toujours décrit de manière très angoissante, voire tragique. « À l'exception de la première version de l'Histoire de l'œil, il n'y a pas un récit où les amants se rencontrent autrement que comme dans un rituel mortuaire ». Madame Edwarda ne fait pas exception : la gêne, la douleur, l'accablement et la mort font partie du plaisir sexuel. Edwarda se révèle pour ce qu'elle est : Dieu.

« Assise, elle maintenait haute une jambe écartée : pour mieux ouvrir la fente, elle achevait de tirer la peau des deux mains. Ainsi les “guenilles” d'Edwarda me regardaient, velues et roses, pleines de vie, comme une pieuvre répugnante. Je balbutiai doucement : — Pourquoi fais-tu cela ? — Tu vois, dit-elle, je suis DIEU… »

Le narrateur (Bataille ?) n'est pas celui qui a besoin de la mort comme dans Histoire de l'œil, il est la mort-même. Edwarda, vérité abjecte (un porc) est une vérité tendre, comme le livre qui se veut abject et tendre. Edwarda est Dieu révélé mort.
C'est en 1950 que Georges Bataille publie L'Abbé C. à partir duquel se sont établis de multiples parallèles, bien qu'il « n'y ait jamais lieu de comparer ou de mesurer ensemble deux pensées, comparer ou mesurer a, en l'occurrence, la signification de la négation de toute pensée. » Jean-Louis Cornille le rapproche de La Dame de pique, nouvelle fantastique de Pouchkine dans laquelle deux frères, dont l'un, religieux, se prénomme Robert, et dont la publication en français coïncide avec l'écriture de l'Abbé C. L'abbé Robert C. est peut-être aussi une allusion au traître Robert Alesch qui a été fusillé en 1949 pour avoir dénoncé un réseau de résistants dont Samuel Beckett faisait partie, tout comme le fait l'abbé C. dans le livre de Bataille, à la différence qu'il ne dénonce pas les résistants mais uniquement ceux qu'il aime. Dans une lettre à Georges Lambrichs, Bataille se défend « […] à juste titre d'avoir traité des problèmes de la résistance, et d'avoir fait l'apologie de la délation ; il se défend enfin d'avoir connu l'existence d'un abbé qui eût pu servir de modèle à Robert C. ». Bataille ajoute « qu'il y aurait intérêt à ce que la réponse que voudraient faire les éditions ne mentionne ni son nom, ni le titre de son livre. Ce détail a son importance. Haine de la poésie (L'Impossible) et L'Abbé C. sont les deux premiers récits de Bataille à paraître sous son nom ».

## Réception
Après avoir été rejeté, violemment attaqué de son vivant, puis soutenu vers la fin de sa vie par un petit groupe d'intellectuels, Bataille est désormais un penseur reconnu dans le monde entier. L'importance de la bibliographie le concernant donne une idée du nombre d'universitaires, d'exégètes, de penseurs et écrivains qui se sont penchés sur son œuvre - « la chose eût sans doute fait sourire Bataille ». Selon Pierre Prévost : « Il semble que l'on soit quand même encore plus nombreux à l'étudier qu'à le lire ».
En 1997, à l'occasion de la célébration des cent ans de la naissance de Bataille, Eric Loret, dans Libération, souligne encore la « quantité de gloses que les essais, poésies et récits de Bataille ne cessent de sécréter ».
C'est aussi l'avis de ses exégètes comme Michel Surya, que Michel Leiris critique, relativement, encore dans un entretien donné en 1989 à Bernard-Henri Lévy, ou Francis Marmande.

### En France

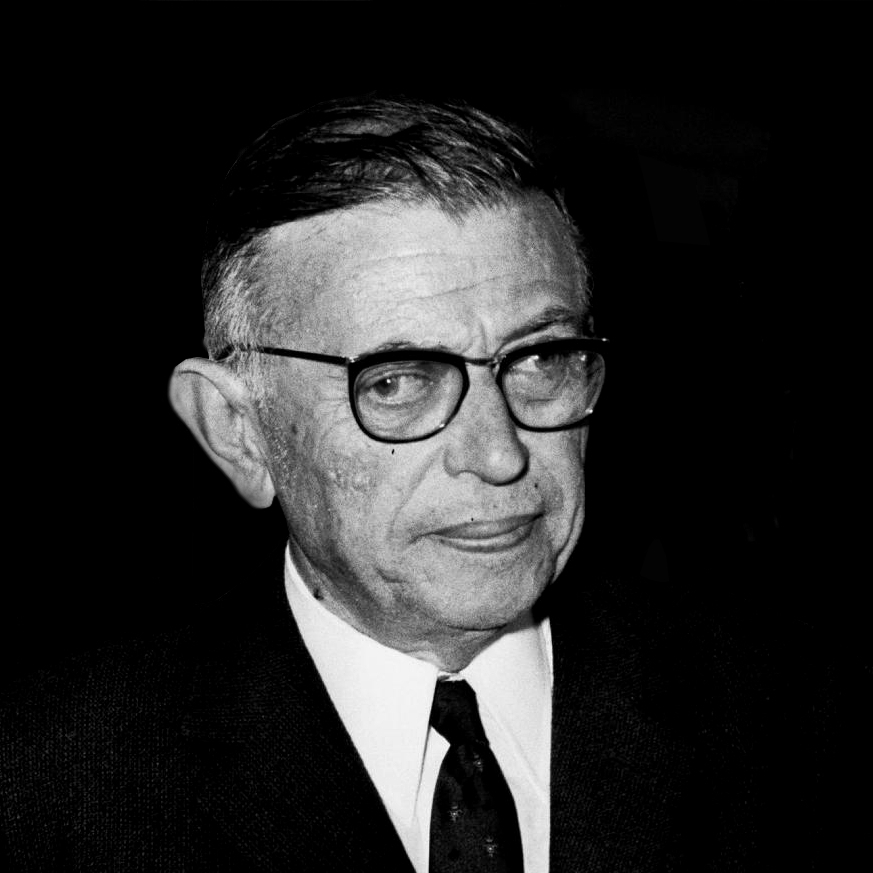
Jean-Paul Sartre, le critique le plus virulent de Bataille

Les premières critiques négatives de l'œuvre de Bataille commencent avec les querelles entre les surréalistes et les « excommuniés » d'André Breton qui, dans le Second manifeste du surréalisme malmène pratiquement tous ses « excommuniés ». Outre des divergences quant à l'interprétation de l'œuvre de Sade, Breton reproche à Georges Bataille, entre autres, une phobie pathologique de ce que « l'idée » puisse prendre une « tournure idéologique », ou encore un abus d'adjectifs comme « souillé », « sénile », « rance », « sordide », « égrillard », « gâteux », et d'une manière générale sa malhonnêteté qu'il illustre par l'exemple de l'article « L'Apocalypse de Saint-Sever » paru dans le no 2 de la revue Documents et qui serait « le type parfait de faux témoignage […] car prêter une apparence humaine à des éléments architecturaux […] est encore, et rien de plus, un signe classique de psychasthénie ». Bataille réplique en attaquant violemment Breton avec un article, « Le Lion châtré », paru dans un brûlot collectif intitulé Un Cadavre (1930), dans lequel Bataille traite Breton de « vieille vessie religieuse », l'idée du « lion châtré » étant de présenter Breton comme un « futur mort », le « mort en puissance » qu’il est. Ce pamphlet est d'une extrême violence selon Maurice Nadeau : « Ils vont jusqu'à enterrer le surréalisme ». Il marque aussi la venue de nouvelles forces dans le camp de Breton, parmi lesquels Salvador Dalí qui répond à Bataille avec un article, « L'âne pourri », paru dans Le Surréalisme au service de la révolution. Il y met en cause entre autres « […] les idées matérialistes de Georges Bataille, mais aussi, en général tout le vieux matérialisme que ce monsieur prétend sénilement rajeunir en s'appuyant gratuitement sur la psychologie moderne ».
D'autres critiques négatives vont suivre. Quelques années plus tard, Bataille subira le « feu roulant » de ses anciens compagnons de route, lors de la publication en janvier 1933 de son texte « La Structure psychologique du fascisme », paru dans La Critique Sociale no 10, qui fait écho à « La Notion de dépense », article paru quelques mois plus tôt dans la même revue ,,, puis lors de la parution de Madame Edwarda et ensuite de son roman Le Bleu du ciel. Ces deux derniers sont l'occasion pour ses détracteurs de mettre en cause sa position intellectuelle et politique, à divers degrés et diverses époques, ce qui le laisse désemparé. Boris Souvarine l'accuse d'être « détraqué sexuellement », « libidineux », et antisémite. Pierre Klossowski le tient pour un « pornogaphe ».
Le critique le plus virulent est sans doute Jean-Paul Sartre qui rédige, à la parution de L'Expérience intérieure en 1943, une critique cinglante en trois volets,. Il déclare ironiquement que Bataille a inventé une forme neuve : l'« essai-martyre », il tourne en dérision « l'invitation à se perdre » dans L'Expérience intérieure : « D'autant qu'on en revient. Car enfin M. Bataille écrit, il occupe un poste à la Bibliothèque Nationale, il lit, il fait l'amour, il mange. » Chez Bataille, il y a selon Sartre une tentative d'exprimer par un discours rationnel, percé d'extases lyriques, une expérience qui se refuse par essence à la logique. Bataille est encore accusé de n'être ni philosophe, ni savant. Toujours selon Sartre, le « scientisme » de Bataille, c'est-à-dire le cas que celui-ci fait des vérités de la science (l'homme est un amas de molécules vouée à la mort...), le fait sans cesse sortir de son « expérience intérieure », ce qui provoque des contradictions que Bataille attribue à la nature humaine. Sur le rire de Bataille, Sartre écrit : « Ce rire de Bataille, nous le reconnaissons : ce n'est pas le rire blanc et inoffensif de Bergson. C'est un rire jaune […], amer et appliqué » En résumé, Sartre considère Bataille comme un fou et un malade : « Le reste est l'affaire de la psychanalyse », reprenant ainsi les arguments déjà émis par Breton. À cela Bataille répond dans un appendice intitulé « Défense de L’Expérience intérieure » qu'il publie dans son livre suivant intitulé Sur Nietzsche (1945).
Après la mort de Georges Bataille en 1962, la connaissance de ses œuvres reste longtemps limitée à un cercle restreint d'intellectuels, cet auteur n'étant que très peu lu dans le grand public. Il est aussi très peu reconnu par la critique littéraire comme le souligne Marguerite Duras qui lui a rendu hommage en 1958 dans un article « À propos de Georges Bataille » : « La critique […] au seul nom de Bataille s’intimide. Les années passent : les gens continuent de vivre dans l’illusion qu’ils pourront un jour parler de Bataille… Ils mourront sans oser, dans le souci extrême où ils sont de leur réputation, affronter ce taureau ». Malgré l'hommage rendu par un petit groupe d'intellectuels dans la revue bimestrielle La Ciguë, en janvier 1958, entièrement consacrée à Bataille, avec les signatures de nombreux auteurs dont René Char, Marguerite Duras, Jean Fautrier, Michel Leiris, André Malraux, André Masson, Jean Wahl, et celui du numéro spécial de la revue Critique en 1963, qui fait date puisqu'il réunit les signatures de Roland Barthes, Maurice Blanchot, Jean Bruno, Michel Foucault, Pierre Klossowski, Michel Leiris, André Masson, Alfred Métraux, Jean Piel, Raymond Queneau, Philippe Sollers, Jean Wahl, il faut encore attendre 1972 pour que Bataille soit plus largement reconnu grâce au groupe Tel Quel, et notamment grâce à Philippe Sollers qui dirige le Colloque de Cerisy autour de Bataille et Antonin Artaud, dont les actes sont publiés l'année suivante en 10/18. Il est alors tenu en haute estime dans les milieux avant-gardistes et underground dont fait partie Susan Sontag, qui lit attentivement l'œuvre de Georges Bataille et fait l'éloge de Madame Edwarda et de Histoire de l'œil (qu'elle est une des premières à rapprocher du livre de Pauline Réage, Histoire d'O).
Dans les années 1970, le rayonnement de Bataille dans les cercles intellectuels coïncide avec deux phénomènes. Le premier est lié à ce que l'on a appelé la « révolution sexuelle post Mai 68 » et à un regain d'intérêt pour l'érotisme, dû en partie aux thèses de Wilhelm Reich sur la sexualité déculpabilisée ou à celles de Herbert Marcuse dont le livre Éros et civilisation sous-titré contribution à Freud, rejette la pulsion de mort liée à la sexualité. Le deuxième phénomène est lié au changement des mentalités qui s'est accentué avec la laïcisation et la réduction des rituels religieux de la mort conçus comme facteurs de socialisation. S'il est encore contesté malgré tout par les « libérateurs du sexe », parmi lesquels Gérard Zwang dans La Fonction érotique, qui ont pris ses textes au pied de la lettre, il reste que Bataille est lu au bon moment, en particulier Histoire de l'œil, par les intellectuels influencés par ceux de la Beat Generation. Toutefois, la réception décisive de Bataille ne commence vraiment que dans les années 1970-1980, dans le contexte du poststructuralisme et dans la foulée notamment de Jacques Derrida, Jean Baudrillard, Julia Kristeva, Michel Foucault, Jean-François Lyotard en France. À la même époque, ce sont surtout les essais de Michel Surya, qui signe en 1987 la première biographie de Bataille (Georges Bataille, la mort à l'œuvre), Denis Hollier (La Prise de la Concorde. Essais sur Georges Bataille, 1974), Francis Marmande (Georges Bataille politique, 1985) entre autres, qui offrent les premières véritables analyses de l'œuvre et inaugurent de nouvelles recherches qui ont rendu sa compréhension et sa lecture plus aisées. Au-delà de ce champ plus ou moins universitaire, la réception de Bataille doit évidemment beaucoup aux écrits de certains de ses plus proches amis, notamment Maurice Blanchot (Faux pas, 1943 ; L'Entretien infini, 1969 ; L'Amitié, 1971 ; La Communauté inavouable, 1983), Michel Leiris (À propos de Georges Bataille, 1988) ou Michel Fardoulis-Lagrange (G.B. ou un ami présomptueux, 1969).

La publication chez Gallimard des Œuvres complètes de Bataille en douze volumes a commencé en 1970, avec une préface de Michel Foucault qui écrit : 

« On le sait aujourd’hui : Bataille est un des écrivains les plus importants de son siècle [...] Nous devons à Bataille une grande part du moment où nous sommes ; mais qui reste à faire, à penser et à dire […] Son œuvre grandira. »

### Dans les autres pays

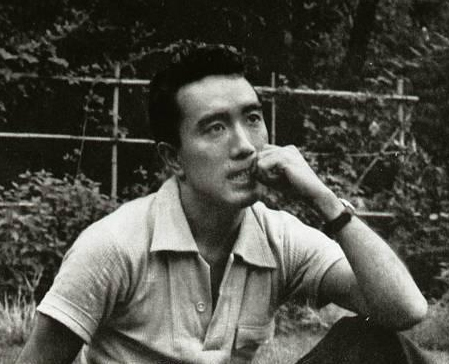
Yukio Mishima, admirateur de Bataille au Japon.

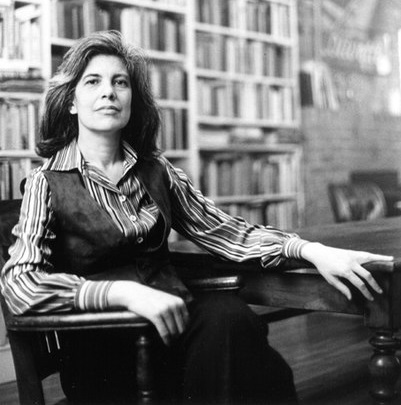
Susan Sontag, une des premières Américaines à saluer le talent de Bataille, avec deux essais.

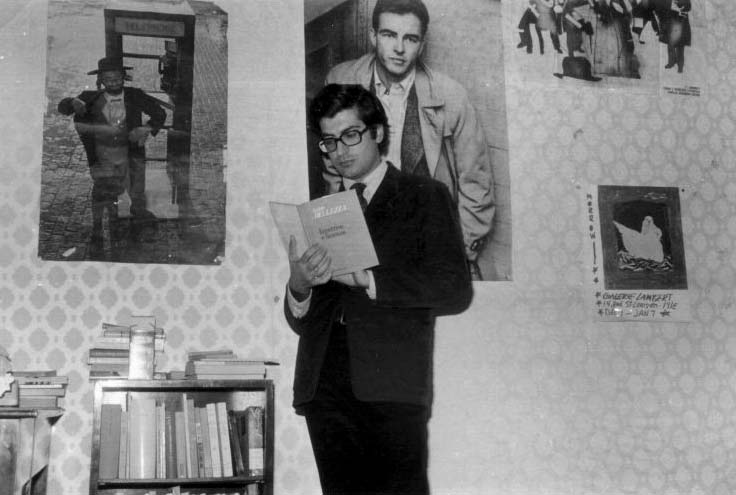
Dario Bellezza, poète, traducteur de Bataille en Italie.

La réception de Bataille « en Angleterre » en 1953 aurait pu être considérée comme la première si elle avait réellement eu lieu en Angleterre. Vincent Teixeira, évoque la traduction de L'Abbé C. en japonais par Shin Wakabayashi (1957) comme une des premières traductions de Bataille à l'étranger, « après toutefois celles parues en Angleterre d’Histoire de l’œil, sous le pseudonyme de Pierre Angélique et intitulée A Tale of satisfied Desire (1953), et de Lascaux et Manet (1955) ». En réalité, il ne s'agit pas d'une parution en Angleterre mais en France et en Suisse, en langue anglaise. Histoire de l'œil, publiée sous le titre A Tale of satisfied desire est une commande passée à l'écrivain américain Austryn Wainhouse par Maurice Girodias, propriétaire de Olympia Press, Paris. La version « anglaise » est éditée en France par Olympia press, sous le pseudonyme de Pierre Angélique, parce que Girodias voulait brouiller les pistes, redoutant les poursuites comme celles qu'avait subies Jean-Jacques Pauvert pour quatre éditions de DAF de Sade. Le traducteur avait lui-même pris un pseudonyme pour écarter les soupçons (Audiart) ; en 1955, c'était Skira qui proposait une version anglaise des études de Bataille sur Manet et Lascaux. L'année suivante, Madame Edwarda paraissait encore en anglais chez Olympia press (Paris), sous le titre The Naked Beast at Heaven's Gate, avec la préface de Georges Bataille parue la même année chez Pauvert. Aucune de ces parutions ne fit connaître Bataille dans le monde anglophone. Il fallut attendre la traduction américaine de 1977 pour que Story of the eye (traduction de Joachim Neugroschel) retrouve son œil dans le titre. Michel Leiris s'était élevé contre sa disparition en anglais, déplorant que, dans A Tale of satisfied desire, Histoire de l'œil, « qui a le mérite d'indiquer en noir sur blanc le ressort de l'histoire : satisfaire le désir, ne soit plus éclairé par le mot « œil » comme par un louche fanal ».
Au Japon, L'Abbé C. est traduit en 1957 sous le titre La Nuit de fascination, par Shin Wakabayashi (né en 1929), préfacée par Tarō Okamoto. D'autres traductions vont suivre : La Littérature et le Mal, L'Érotisme (1959), Les Larmes d'Eros (1964). Bataille est particulièrement admiré par Yukio Mishima qui rédige, après la traduction de L'Érotisme (1959) par Junsuké Muro, un article intitulé L'Érotisme (Erochishizuma). L'écrivain japonais est surtout fasciné par le rapport entre l'éros et la mort, thème qui se retrouve ensuite tout au long de son œuvre. Toutefois sa nouvelle Patriotisme (1966), dont il explique le motif dans l'article L'incident du 26 février et moi en se référant à Bataille, révèle un écart entre le monde du « samouraï » et celui de Bataille. De 1969 à 1975, la maison d'édition Futami shobô fait paraître « les Œuvres de Bataille en quinze volumes », publication qui, selon Yoshikazu Nakaji, est accélérée au Japon par celle des œuvres complètes chez Gallimard, en même temps que des traductions de Foucault, Derrida, Deleuze. En 1973, la deuxième traduction de L'Érotisme par Tatsuhiko Shibusawa, grand spécialiste de l'érotisme et de Sade, « devait contribuer beaucoup à la renommée de Bataille au Japon ». Selon Tatsuo Satomi, « c'est surtout vers la fin des années 1960, marquée ici [au Japon] par les révoltes étudiantes, qu'il est devenu un des maîtres à penser des contestataires japonais »,. Si entre 1975 et 1985, Bataille n'a plus été considéré comme le plus frappant et le plus novateur des penseurs contemporains au Japon, il a connu un regain d'intérêt à partir de 1986, avec la traduction par Osamu Nishitani de quatre conférences prononcées par Bataille entre 1951 et 1953 sur la question du non-savoir, et surtout à partir de 1996, à la suite de la parution de La Tentation de Nietzsche : comment Bataille a-t-il lu Nietzsche ? par Hiroshi Yoshida. La jeune génération de chercheurs s'est attachée en particulier à des écrits épars, des articles, des œuvres inachevées. Yoshikazu Nakaji précise : « la réception scientifique de Bataille au Japon est récente : son œuvre est entrée dans la phase d'une vraie recherche qui, sans nier toute charge émotive, s'assigne pour but de cerner patiemment le fondement et la portée de cette pensée sans pareille ».
Aux États-Unis, après la traduction de Histoire de l'œil par Joachim Neugroschel en 1977, l'hommage des intellectuels de langue anglaise n'a pas été immédiat, malgré les deux essais de Susan Sontag sur le thème The Pornographic imagination, et d'un autre de Roland Barthes : The Metaphor of the eye publié par Marion Boyars Publishers à Londres. Il a fallu attendre l'édition Penguin Books en 1982 pour que Bataille cesse d'être un écrivain confidentiel. À compter de ce moment, les traductions de Bataille ont été faites selon un rythme soutenu autant que celles de Breton, Camus ou Sartre. Michael Richardson a aussi contribué à le faire connaître avec une biographie et une compilation de textes Georges Bataille Essential Writings, 1998. Dès 1979, Bataille faisait l'objet d'un culte chez l'écrivaine Kathy Acker (1947-1997), féministe, pro-sexe, et icône de la sous culture punk. Elle s'est en particulier intéressée à Colette Peignot dont elle a fait un personnage de son roman Don Quichotte. Ce qui était un rêve (1986), s'inspirant du récit posthume Ma Mère (1966), disponible en anglais (traduit par Austryn Wainhouse, chez l'éditeur londonien Jonathan Cape). Kathy Acker dont le principal éditeur américain est Grove Press où est parue la traduction de Madame Edwarda, en arrive à s'identifier à Laure. Sa référence la plus évidente à Bataille se trouve dans la reprise du titre Ma Mère : elle publie en 1994 My Mother, Démonology ?, avec un recours très fréquent à la scatologie et à l'obscénité, dont il paraît impossible de donner un résumé conventionnel, puisque même la présentation en quatrième de couverture ne reflète pas le contenu. Ce n'est pas par son titre, mais par son contenu que ce livre se rapproche de Bataille, faisant comme lui « un usage, extrême, excessif, excédant, de la littérature ». Partick Bergeron dans Bataille 50 ans après montre l'importance que l'œuvre de Bataille a eu pour Kathy Acker, et l'influence qu'il a eu en général chez les écrivains du Mouvement punk.

« Un demi-siècle après sa mort, Georges Bataille est devenu aux États-Unis l'un des intellectuels français les plus influents de l'ère contemporaine »

En Italie, où la première traduction fut celle de L'Érotisme en 1962, Bataille est également reconnu dans les milieux intellectuels, en particulier grâce à Mario Perniola, qui a publié en 1977 Georges Bataille e il negativo (Georges Bataille et le négatif), puis en 1982 L'Instant éternel, Bataille et la pensée de la marginalité ; également grâce à Marina Galletti, professeure de philosophie à l'Université de Rome III, auteur de La comunità impossibile di Georges Bataille. Da Masses ai difensori del malequi (2008), qui a mis au jour de nombreux documents des années 1930, textes et lettres pour la plupart inédits, dans L'Apprenti sorcier, et aussi grâce à Jacqueline Risset, qui a dirigé en 1987 l'ouvrage collectif Georges Bataille: il politico e il sacro.
Plusieurs autres pays ont accueilli les écrits de Georges Bataille, par la publication de traductions et essais critiques, dont rend compte un numéro spécial de la revue Critique (no 788-789, janvier-février 2013, Les Éditions de Minuit), intitulé « Georges Bataille. D'un monde l'autre », au sommaire duquel sont annoncées les contributions de :

« Marcus Coelen pour la réception de Bataille en Allemagne, Stefanos Geroulanos, pour les pays anglophones, Yves Hersant pour l’Italie, suivi d'un entretien avec Franco Rella et Susanna Mati, Nakaji Yoshikazu pour le Japon, Elena Galtsova pour la Russie. »

Si elle a influencé plusieurs écrivains, et est devenue un sujet de recherches pour les universitaires, pour autant, l'œuvre de Bataille reste peu lue du grand public, ainsi que l'indique la quatrième de couverture de la réédition de l'essai Georges Bataille, la mort à l'œuvre de Michel Surya : « plus souvent cité que réellement lu, cet auteur exigeant, peut-être même intimidant, semble de nos jours encore confiné dans une marge dont certains craignent de ne pas avoir la clé, quand d’autres pensent lui être fidèles en le réduisant à des provocations puériles ».

## Œuvre

### Principaux ouvrages

Signature de Georges Bataille.

Bataille a usé de nombreux pseudonymes pour signer ses ouvrages : Troppmann (W.-C.), Lord Auch pour Histoire de l'œil, Pierre Angélique pour Madame Edwarda, Louis Trente pour Le Petit, et Dianus pour un texte intitulé « La Nuit », intégré par la suite dans Le Coupable et Julie. Ceci est une manière à la fois de contourner la censure et d'être « hors de soi », d'échapper au moi et à la généalogie familiale : « J'écris pour oublier mon nom », dira-t-il.
- Les Œuvres complètes de Bataille ont été publiées en 12 tomes, de 1970 (tome I avec une présentation de Michel Foucault) à 1988, Paris, Gallimard, coll. « nrf ».
- Les récits et romans ont été réunis dans Georges Bataille. Romans et récits, préface de Denis Hollier, édition publiée sous la direction de Jean-François Louette, avec la collaboration de Gilles Ernst, Marina Galletti, Cécile Moscovitz, Gilles Philippe et Emmanuel Tibloux, Paris, Gallimard, coll. « Bibliothèque de la Pléiade », 2004, 1407 p.

Livres
- Histoire de l'œil, sous le pseudonyme de Lord Auch, avec huit lithographies anonymes (André Masson), sans nom d'éditeur (René Bonnel), 1928 ; nouvelle version, dite de « Séville 1940 », illustrée par six gravures à l'eau-forte et au burin par Hans Bellmer, sans nom d'éditeur (K. éditeur), 1947 ; troisième édition, datée de 1941 et dite de « Burgos » (lieu d'édition présumé), sans mention de nom d'éditeur (Jean-Jacques Pauvert), 1951 ; réédition Paris, J.-J. Pauvert, 1967 (rééd. U.G.E., coll. « 10/18 »)
- L'Anus solaire, illustré de pointes sèches d'André Masson, Paris, Éditions de la Galerie Simon, 1931 ; réédition, suivi de Sacrifices, Paris, Lignes, 2011
- Sacrifices, accompagnant cinq eaux-fortes d'André Masson, Paris, G.L.M., 1936 ; réédité avec L'Anus solaire, Paris, Lignes, 2011
- Madame Edwarda, sous le pseudonyme de Pierre Angélique, éditions du Solitaire (Robert et Élisabeth Godet), 1941 (édition dite de 1937) ; version revue par l'auteur et enrichie de trente gravures de Jean Perdu (Jean Fautrier), éditions du Solitaire, 1945 (édition dite de 1942) ; réédition sous le même nom, avec une préface de Georges Bataille, Paris, J.-J. Pauvert, 1956 ; nouvelle édition sous le nom de Georges Bataille, avec douze planches gravées à la pointe et au burin (gravé probablement par Cécile Reims) par Hans Bellmer, Paris, éditions Georges Visat, 1965
- Le Petit, sous le pseudonyme de Louis Trente, s.l., s.e. (Georges Hugnet), 1943 (édition dite de 1934) ; réédition Paris, J.-J. Pauvert, 1963
- L'Expérience intérieure, Paris, Gallimard coll. « Les Essais », 1943
- Le Coupable, Paris, Gallimard, coll. « Les Essais », 1944
- L'Archangélique, Paris, Messages, 1944 ; réédition sous le titre L'Archangélique et autres poèmes, Paris, Gallimard, coll. « Poésie », 2008
- Sur Nietzsche, Volonté de chance, Paris, Gallimard, 1945
- L'Orestie, Paris, Éditions des Quatre-Vents, 1945
- Dirty, Paris, Fontaine, coll. « L'âge d'or », 1945[note 63]
- L'Alleluiah, Catéchisme de Dianus, avec trois dessins originaux de Jean Fautrier, Paris, Librairie Auguste Blaizot, janvier 1947 ; réédition Paris, K. Éditeur, mars 1947 (première édition publique) ; réédition Paris, Nouvelles Éditions Lignes, 2012
- Méthode de méditation, Paris, Éditions Fontaine, 1947 ; repris dans la réédition de L'Expérience intérieure, Paris, Gallimard, 1954
- Histoire de rats, Journal de Dianus, avec trois eaux-fortes de Alberto Giacometti, Paris, Éditions de Minuit, 1947
- La Haine de la poésie (L'Orestie suivi de Histoire de rats et de Dianus), Paris, Éditions de Minuit, coll. « Propositions », 1947
- La Part maudite, précédé de La notion de dépense (1933), avec une introduction de Jean Piel, Paris, Éditions de Minuit, coll. « L'Usage des richesses », 1949 ; réédition Paris, Le Seuil, coll. « Points », 1967
- Éponine, Paris, Éditions de Minuit, coll. « Nouvelles originales », 1949
- La Scissiparité, Paris, Gallimard, coll. « Les Cahiers de la Pléiade », 1949 ; réédition Saint-Clément-de-Rivière, Fata Morgana, avec des dessins de Jean-Gilles Badaire, 2012
- L'Abbé C., Paris, Éditions de Minuit, 1950
- La Peinture préhistorique. Lascaux, ou la Naissance de l'art, Genève, Skira, 1955[438]
- Manet, Genève, Skira, coll. « Le goût de notre temps », 1955
- Le Bleu du ciel, Paris, Jean-Jacques Pauvert, 1957 (écrit en 1935)
- L'Érotisme, Paris, Éditions de Minuit, 1957
- La Littérature et le Mal, Paris, Gallimard, 1957
- Le Procès de Gilles de Rais, plumitif latin traduit par Pierre Klossowski, introduction de Bataille, Paris, Club Français du Livre, 1959 ; réédition Paris, Pauvert, 1965
- Les Larmes d'Éros, Jean-Jacques Pauvert, Paris, coll. « Bibliothèque internationale d'érotologie », 1961[note 64]
- L'Impossible, Paris, Éditions de Minuit, 1962 (Histoire de rats suivi de Dianus et de L'Orestie - première parution en 1947 sous le titre La Haine de la poésie)

Livres éditions posthumes
- Le Mort, édition de luxe, Paris, Au Vent d'Arles, avec neuf gravures d'André Masson, 1964 ; réédition Paris, Jean-Jacques Pauvert, 1967 (écrit entre 1942 et 1944, posthume)
- Ma mère, Paris, Jean-Jacques Pauvert, 1966 (posthume et inachevé) ; réédition 1973, réédition 2004 10/18, réédition 2012
- Théorie de la religion, édition présentée par Thadée Klossowski, Paris, Gallimard, coll. « Idées », 1973 (écrit en 1948)
- Le Dictionnaire critique, note de Bernard Noël, l'Écarlate, 1993
- Lettre à René Char sur les incompatibilités de l’écrivain, dessins de Pierre Alechinsky, Saint-Clément-de-Rivière, Fata Morgana, 2005
- Charlotte d'Ingerville suivi de Sainte (éditions posthumes), préface de Michel Surya, Paris, Lignes-Léo Scheer, 2006
- William Blake, illustrations d'André Masson, Saint-Clément-de-Rivière, Fata Morgana, 2008
- La Souveraineté (1953-1954, inachevé), Paris, Lignes, 2012
- Par-delà la colline ou l'instant (extrait de Le Coupable), dessins de Claude Stassart-Springer, Vézelay, Éditions de la Goulotte, 2012
- L'Histoire de l'érotisme (1950-1951, inachevé), Paris, Gallimard, coll. « Tel », 2015
- La Limite de l'utile, préface de Mathilde Girard, Paris, Éditions Lignes, 2016 (première version abandonnée de La Part maudite)

Articles et conférences (réédités à part)
- La Sociologie sacrée du monde contemporain (conférence au Collège de sociologie, le 2 avril 1938), présentation de Simonetta Falasca Zamponi, Paris, Lignes-Léo Scheer, 2005
- La Mutilation sacrificielle et l’oreille coupée de Vincent van Gogh, Paris, Allia, 2006
- La Structure psychologique du fascisme (La Critique sociale, no 10, 1933 lire en ligne), republié dans Hermès, no 5, 1989 ; réédition, présentation de Michel Surya, Paris, Lignes, 2009
- Discussion sur le péché (conférence et discussion du 5 mars 1944), présentation de Michel Surya, Paris, Lignes, 2010
- Le Souverain (regroupant trois articles publiés dans Botteghe Oscure : « Le souverain », « Le non-savoir », « Le pur bonheur »), dessins de Vladimir Veličković, Saint-Clément-de-Rivière, Fata Morgana, 2010
- La Notion de dépense (janvier 1933), présentation de Francis Marmande, Paris, Lignes, 2011
- L'Amour d'un être mortel (paru dans Botteghe Oscure, Cahier VIII, Rome, novembre 1951), Paris, Éditions Rue des Cascades, 2013
- La Valeur d'usage de D.A.F. de Sade, postface de Mathilde Girard, Paris, Nouvelles Éditions Lignes, 2015  (ISBN 978-2355261398)
- Courts écrits sur l'art, préface de Georges Didi-Huberman, Paris, Éditions Lignes, 2017

Documents inédits
- Le Collège de Sociologie. 1937-1939, textes et documents réunis, présentés et annotés par Denis Hollier, Paris, Gallimard, 1979 ; nouvelle édition augmentée, Paris, Gallimard, coll. « Folio essais », 1995
- L'Apprenti Sorcier, textes, lettres et documents (1932-1939) rassemblés, présentés et annotés par Marina Galletti, Paris, Éditions de la Différence, coll. « Les Essais », 1999
- Georges Bataille. Une Liberté souveraine, textes et entretiens réunis et présentés par Michel Surya, Paris, Farrago, 2000 (partiellement édité dans le catalogue de l’exposition du centième anniversaire de la naissance de Georges Bataille à la médiathèque d'Orléans, Paris, Fourbis, 1997)
- Georges Bataille et André Breton, « Contre-Attaque ». Union de lutte des intellectuels révolutionnaires : « Les Cahiers » et les autres documents, octobre 1935-mai 1936, préface de Michel Surya, Paris, Ypsilon Éditeur, coll. « Contre-attaque », 2013

### Correspondance
- Georges Bataille, Lettres à Roger Caillois. 4 août 1935-5 février 1959, présentées et annotées par Jean-Pierre Le Bouler, préface de Francis Marmande, Rennes, Éditions Folle Avoine, 1987
- Georges Bataille - Pierre Kaan, Contre-attaques : gli anni della militanza antifascita 1932-39, corrispondenza inedita con Pierre Kaan e Jean Rollin et altre lettere e documenti, édition établie par Marina Galletti, Roma, Edizioni Associate, 1995 (avec les textes originaux en français)
- Georges Bataille, Choix de lettres (1917-1962), éditions Gallimard, coll. « Les Cahiers de la NRF », édition établie, présentée et annotée par Michel Surya, 1997, XIX-610 p.
- Georges Bataille et Michel Leiris, Échanges et correspondances, Paris, Gallimard, coll. « Les inédits de Doucet », 2004, 288 p. (ISBN 978-2-07-076706-9)édition établie et annotée par Louis Yvert, postface de Bernard Noël
- Georges Bataille - Éric Weil, À en tête de Critique. Correspondance 1946-1951, édition établie, présentée et annotée par Sylvie Patron, Paris, Lignes, 2014
- Lettres à Joseph Roche (1919-1922), in Cahiers Bataille no 2, Meurcourt, Éditions les Cahiers, octobre 2014
- Lettres à Joseph Roche (1919-1921), in Cahiers Bataille no 3, Meurcourt, Éditions les Cahiers, novembre 2016
- Je vous aime follement. Lettres à Denise Rollin, correspondance réunie et commentée par Michel Fani, Paris, éditions Michel de Maule, 2017
- Georges Bataille - Georges Ambrosino, l'Expérience à l'épreuve, correspondance et inédits (1943-1960), édition établie, annotée et présentée par Claudine Frank, Meurcourt, Éditions les Cahiers, « Hors-Cahiers », novembre 2018, 432 p.

## Filmographie et autres adaptations artistiques
Comme acteur
- 1936 : Partie de campagne (sorti en 1946) de Jean Renoir - un étudiant séminariste (figuration)

Adaptations cinématographiques
- Une première adaptation cinématographique, confidentielle, de Histoire de l'œil fut réalisée par un couple de sexologues américains, les Kunhausen. Et juste avant sa mort, le 7 juillet 1962, Georges Bataille, convie chez lui, Jacques Pimpaneau à son visionnage[439].
- 1974 : Simona (film), film italo-belge réalisé par Patrick Longchamps, d'après Histoire de l'œil.
- 2004 : George Bataille's Story of the Eye, écrit et réalisé par Andrew Repasky McElhinney, librement inspiré par Histoire de l'œil.
- 2004 : Ma mère par Christophe Honoré, adapté du roman éponyme de Bataille.
- 2010 : Madame Edwarda, court métrage britannique, réalisé par Alexandra Jasper et Eveline Rachow, adapté du roman éponyme de Bataille.
- 2013 : A História do Olho, court-métrage brésilien de Ivan Cardoso (pt).

Documentaires
- 1997 : « Georges Bataille, à perte de vue », documentaire télé d’André S. Labarthe, produit par Vincent Roget/Les films du Bief, collection Un siècle d'écrivains.

Expositions
- La Traversée des inquiétudes, cycle de trois expositions, librement adapté de la pensée de Georges Bataille, conçu par Léa Bismuth, présenté à Labanque de Béthune : « Dépenses » (8 octobre 2016 – 26 février 2017), « Intériorités » (9 septembre 2017 – 18 février 2018) et « Vertiges » (8 septembre 2018 – 10 février 2019)[440].

### Ouvrages sur Georges Bataille
- Frédéric Aribit, André Breton, Georges Bataille : le vif du sujet, Paris, Éditions L'Harmattan, coll. « L'Écarlate », 2012, 309 p. (ISBN 978-2-296-99703-5, lire en ligne)
- Georges Didi-Huberman, La Ressemblance informe ou le gai savoir visuel selon Georges Bataille, Paris, Macula, 1995, 399 p.
- Collectif Gilles Ernst et Jean-François Louette (dir.), Georges Bataille cinquante ans après, Nantes, Éditions nouvelles Cécile Defaut, 2013, 316 p. (ISBN 978-2-35018-341-1)
- Collectif Laurent Ferri et Christophe Gauthier (dir.), L'Histoire-Bataille : Actes de la journée d'études consacrée à Georges Bataille, Paris, École nationale des chartes-pluriel, 1er décembre 2006, 150 p. (ISBN 978-2-900791-78-3, lire en ligne)
- Denis Hollier, Les dépossédés : (Bataille, Caillois, Leiris, Malraux, Sartre), Paris, Les Éditions de Minuit, 1993, 208 p. (ISBN 978-2-7073-1442-0) Contenant « La valeur d’usage de l’impossible », texte d'introduction à la réimpression en fac-similé de Documents, Jean-Michel Place, 1991
- Collectif Dominique Lecoq et Jean-Luc Lory (dir.), Écrits d'ailleurs. Georges Bataille et les ethnologues, Paris, Éditions de la Maison des Sciences de l'Homme, 1987, 212 p. (ISBN 978-2-7351-0213-6)
- Jean-François Louette (dir.) (préf. Denis Hollier), Georges Bataille. Romans et récits, Paris, Éditions Gallimard, coll. « Bibliothèque de la Pléiade », 2004Notices, notes et bibliographies rédigées par Gilles Ernst, Marina Galletti, Jean-François Louette, Cécile Moscovitz, Gilles Philippe et Emmanuel Tibloux
- Jean-François Louette et Françoise Rouffiat (textes réunis par), Sexe et texte, autour de Georges Bataille, Lyon, Presses universitaires de Lyon, 2007, 243 p. (ISBN 978-2-7297-0802-3 et 2-7297-0802-2)
- Francis Marmande, Le pur bonheur, Georges Bataille, Paris, Lignes, 2011, 314 p. (ISBN 978-2-35526-077-3)
- Francis Marmande, Georges Bataille politique, Lyon, Presses universitaires de Lyon (PUL), 1985, 288 p. (ISBN 978-2-7297-0261-8)
- Critique, Georges Bataille. D'un monde l'autre, Paris, Les Éditions de Minuit, n°788-789, janvier-février 2013, 192 p. (ISBN 978-2-7073-2279-1), « De l'émerveillement à la recherche. Georges Bataille au Japon », p. 124-137

ce numéro double, dirigé et présenté par Philippe Roger, comporte deux parties : À demain au Collège ?, avec les contributions de Denis Hollier, Georges Didi-Huberman, Dominique Kunz-Westerhoff, Philippe Roger, Pierre-Antoine Fabre, Laurent Jenny, Muriel Pic, des lettres de Walter Benjamin, Édith Boissonnas, et Et demain le monde ?, avec les contributions de Yoshikazu Nakaji pour le Japon, Elena Galtsova pour la Russie, Marcus Coelen pour l'Allemagne, Stefanos Geroulanos pour le monde anglophone, Yves Hersant (avec un entretien entre Franco Rella et Susanna Mati) pour l'Italie, Jean-François Louette pour la France
- Pierre Prévost, De Georges Bataille à René Guénon ou l'expérience souveraine, Paris, Jean-Michel Place, 31 octobre 1992, 182 p. (ISBN 978-2-85893-156-9)
- Bernard Sichère, Pour Bataille. Être, chance, souveraineté, Paris, Éditions Gallimard, coll. « NRF, L'Infini », 2006, 180 p. (ISBN 2-07-077665-4)
- Michel Surya, Georges Bataille, la mort à l'œuvre, Paris, Éditions Gallimard, coll. « Tel », 2012, 3e éd., 704 p. (ISBN 978-2-07-013749-7), Première édition, Paris, éditions Séguier, 1987 ; seconde édition revue et augmentée, Paris, Gallimard, 1992 ; réédition sans changement dans la collection « Tel », sauf mise à jour de la bibliographie, et retrait de la chronologie et du cahier iconographique
- Michel Surya, Sainteté de Bataille, Paris, Éditions de l'Éclat, coll. « Philosophie imaginaire », 5 octobre 2012, 220 p. (ISBN 978-2-84162-291-7)

### Revue sur Georges Bataille
- Cahiers Bataille n°1, Meurcourt, Éditions les Cahiers, octobre 2011, 280 p.  (ISBN 978-2-9534806-1-0).
- Cahiers Bataille n°2, Meurcourt, Éditions les Cahiers, octobre 2014, 280 p.  (ISBN 978-2-9534806-5-8).
- Cahiers Bataille n°3, Meurcourt, Éditions les Cahiers, novembre 2016, 272 p.  (ISBN 979-10-95977-00-1).
- Cahiers Bataille n°4, Meurcourt, Éditions les Cahiers, mars 2019, 312 p.  (ISBN 979-10-95977-03-2).
- Cahiers Bataille n°5, Meurcourt, Éditions les Cahiers, janvier 2022, 398 p.  (ISBN 979-10-95977-09-4).
- Cahiers Bataille n°6, Meurcourt, Éditions les Cahiers, février 2024, 324 p.  (ISBN 979-10-95977-11-7).

### Autres ouvrages de référence
- Françoise Cachin, Charles S. Moffett et Juliet Wilson-Bareau, Manet : 1832-1883, Paris, Réunion des Musées Nationaux, 1983, 544 p. (ISBN 2-7118-0230-2)
- Louis Janover, La Révolution surréaliste, Paris, Hachette-pluriel, 1995, 282 p. (ISBN 978-2-01-278751-3)
- Marcel Jean, Autobiographie du surréalisme, Paris, Éditions du Seuil, 1978, 493 p. (ISBN 978-2-02-005011-1)
- Michel Leiris, Brisées, Paris, Éditions Gallimard, coll. « Folio », 22 avril 1992, 352 p. (ISBN 978-2-07-032683-9)
- André Malraux, Les Voix du silence, Paris, Éditions Gallimard, coll. « La Galerie de la Pléiade, NRF », 1951, 647 p.
- Maurice Nadeau, Histoire du surréalisme : suivie de documents surréalistes, Paris, Points, 1970, 192 p. (ISBN 978-2-02-000576-0) l'ouvrage écrit pendant la Seconde Guerre mondiale, terminé en 1944, s'accompagne d'une post-face intitulée Beaucoup plus tard, écrite en 1963
- Jean-Paul Sartre, Situations I, Paris, Gallimard, 1947, 34e éd., 335 p. (OCLC 750959939)
- André Thirion, Révolutionnaires sans révolution, Paris, Éditions Robert Laffont, 1972, 580 p. (OCLC 802588823)
- Antoine Berman, Dictionnaire des auteurs, vol. 4, t. I, Paris, Éditions Robert Laffont, coll. « Bouquins », 1990, 813 p. (ISBN 2-221-50150-0), p. 262-263
- Collectif Laffont-Bompiani, Dictionnaire des œuvres, t. I, Paris, Éditions Robert Laffont, coll. « Bouquins », 1990, 882 p. (ISBN 2-221-50150-0)
- Collectif Laffont-Bompiani, Dictionnaire des œuvres, t. II, Paris, Éditions Robert Laffont, coll. « Bouquins », 1990, 854 p. (ISBN 2-221-50116-0)
- Collectif Laffont-Bompiani, Dictionnaire des œuvres, t. III, Paris, Éditions Robert Laffont, coll. « Bouquins », 1990, 858 p. (ISBN 2-221-50117-9)
- Collectif Laffont-Bompiani, Dictionnaire des œuvres, t. IV, Paris, Éditions Robert Laffont, coll. « Bouquins », 1990, 856 p. (ISBN 2-221-50118-7)
- Collectif Laffont-Bompiani, Dictionnaire des œuvres, t. V, Paris, Éditions Robert Laffont, coll. « Bouquins », 1990, 852 p. (ISBN 2-221-50118-7)
- Collectif Laffont-Bompiani, Dictionnaire des œuvres, t. VI, Paris, Éditions Robert Laffont, coll. « Bouquins », 1990, 778 p. (ISBN 2-221-50116-0)